# George Gissing
Vous lisez un « article de qualité » labellisé en 2017.
Pour les articles homonymes, voir Gissing.
George Gissing /ˌdʒɔːdʒ ˈɡɪ.sɪŋ/ est un écrivain britannique, né le 22 novembre 1857 à Wakefield (Angleterre) et mort le 28 décembre 1903 à Ispoure (Basses-Pyrénées, France).
Auteur de vingt-trois romans, publiés de 1880 à 1903, d'une centaine de nouvelles, de récits de voyage et d'ouvrages critiques, il est surtout connu pour son roman La Nouvelle Bohème (New Grub Street) (1891) et pour l'une de ses dernières publications, Les Carnets d'Henry Ryecroft (The Private Papers of Henry Ryecroft) (1903), feuilles fictives ou semi-autobiographiques, que baigne une poésie automnale de discrète nostalgie.
Considéré comme naturaliste dans sa jeunesse, il a fait évoluer son style vers un réalisme qui l'a fait désigner par certains commentateurs comme le « Zola anglais » et le situe parmi les principaux représentants de ce genre dans la littérature victorienne. Son œuvre abondante dépeint de façon détaillée les grands problèmes sociaux de son temps. Un de ses thèmes récurrents est le sort d'auteurs, souvent talentueux, qui s'éreintent à conquérir le train de vie des membres de la classe moyenne malgré des revenus atteignant à peine ceux des ouvriers.
Sa vie malheureuse, ses deux mariages désastreux, son manque de succès quasi chronique ont fait de lui une figure tragique de la seconde moitié du XIXe siècle. Quoiqu'il soit foncièrement pessimiste, ayant subi l'influence d'Auguste Comte puis celle de Schopenhauer, il croit sincèrement au pouvoir de l'éducation, milite avec intransigeance, dans ses œuvres comme dans sa vie personnelle, pour les droits des femmes et, en des circonstances troublées — dont il prophétise les conséquences terribles —, affiche sans faille un fervent pacifisme. À jamais soucieux d'autrui, sa confiance en l'être humain fait de Gissing un authentique humaniste, en un âge devenu nihiliste et matérialiste.

## Biographie

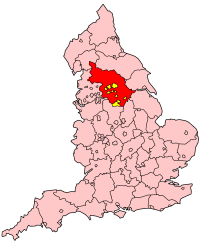
Le West Riding du Yorkshire.

« C'est une histoire à la fois mémorable et pénible à lire », prévient Pierre Coustillas, le biographe le plus complet de Gissing. Cependant, d'autres voix s'élèvent pour en contester la noirceur, la souffrance et le dénuement, arguant que Gissing lui-même a inconsciemment forcé le trait, se construisant peu à peu une légende de victime sacrificielle.

### Enfance et adolescence
George Gissing est né à Wakefield, dans le West Riding of Yorkshire. L'écrivain a éprouvé des sentiments mitigés, à la fois d'affection et de dégoût, envers sa ville natale.

#### Wakefield

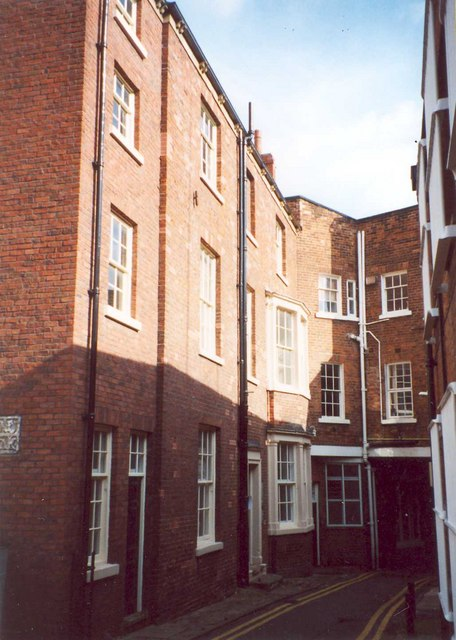
Maison de Thomas Gissing, Thompson's Yard, Westgate, Wakefield.

Son enfance se passe sous l'autorité de son père, Thomas Gissing (1829–1870), descendant de cordonniers du Suffolk, marié à Margaret Bedford (1832–1913). La famille comporte cinq enfants, trois garçons et deux filles : William, mort à vingt ans ; Algernon qui, comme George, se voue à l'écriture ; Margaret et Ellen. La maison familiale des Gissing, située à Thompson's Yard dans le quartier de Westgate, est depuis 1978 gérée par le Gissing Trust.
Thomas Gissing est un pharmacien bien implanté, localement connu pour sa mauvaise humeur envers ses clients et comme politicien libéral ; il est l'auteur de livrets sur la botanique et contribue au journal local, le Free Press ; il écrit de la poésie, largement inspirée par les grands romantiques anglais. Parent attentif, il veille à l'éclosion intellectuelle de ses enfants, récite des vers de Tennyson, mais n'a aucune culture classique, au point d'ignorer que ni les Grecs ni les Latins n'utilisent la rime. La mère, stricte, rigoureuse et revêche, a exercé sur son fils une influence plutôt négative.
La ville lui a surtout laissé le souvenir des volutes de fumées noires crachées par les cheminées d'usine, de son eau polluée, de sa population jugée étroite d'esprit et terre-à-terre.
Scolarisé à Back Lane School à Wakefield, Gissing, encouragé par son père et profitant de la bibliothèque familiale, lit d'abord Le Magasin d'antiquités de Dickens, puis s'intéresse très vite aux livres et aux arts de l'Antiquité jusqu'à la période moderne, accessoirement à la géographie, la botanique et la géologie. Il admire Johnson pour son franc-parler, Hogarth qui dénonce les vices sociaux du XVIIIe siècle, Gibbon pour sa monumentale Histoire de la décadence et de la chute de l'Empire romain et aussi son hostilité au Christianisme. Il lit Dickens et Thackeray en famille, au gré des feuilletons hebdomadaires ou mensuels. De tempérament solitaire, s'il partage les jeux des enfants de son voisinage, il s'évade souvent en de longues promenades dans la campagne. À douze ans, il est passionné d'écriture, composant d'interminables poèmes et des pièces de théâtre.

#### Pensionnat

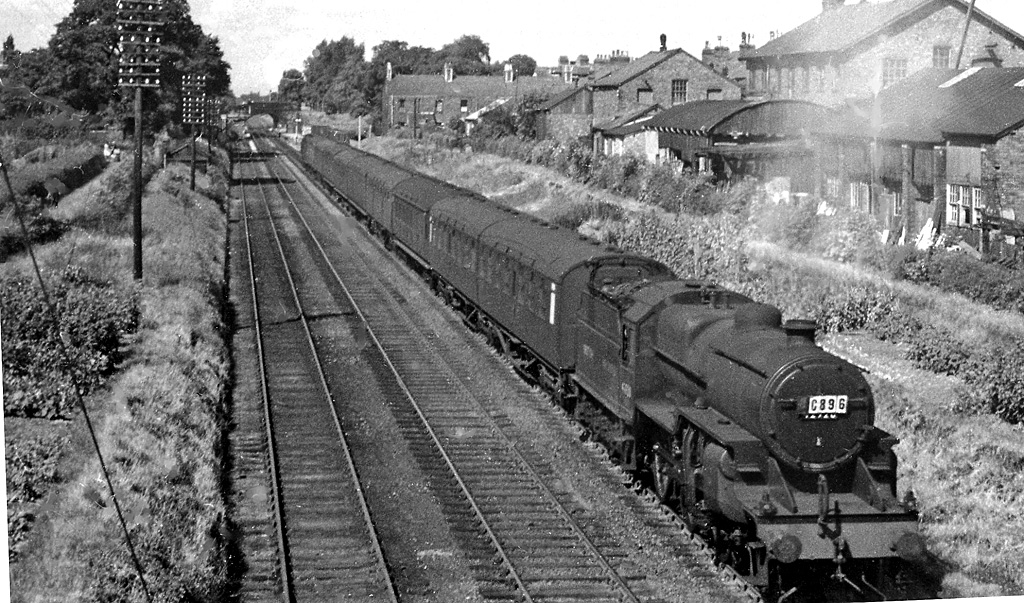
Alderley Edge en 1951.

En 1870, survient le premier des nombreux malheurs qui vont jalonner sa vie : la mort de son père à quarante-et-un ans, après une brève maladie. Sa mère se retrouve dans une situation difficile : les deux filles restent à la maison, tandis que les trois frères, grâce à l'aide de quelques amis, entrent dans un pensionnat quaker, Lindow Grove, situé à Alderley Edge, dans le Cheshire. L'établissement est dirigé par James Wood, décrit comme talentueux et enthousiaste, mais aussi quelque peu charlatan, type d'homme que Gissing ne cessera de parodier dans tous ses romans. Comme dans son école de Wakefield, le jeune garçon, malgré sa timidité naturelle qui l'isole beaucoup, y obtient d'excellents résultats. Conscient de ses devoirs en tant que père de substitution, il se voue à l'étude et aspire à devenir un jour — ce que son père souhaitait ardemment qu'il fût — une « personne de distinction ». En 1872, il est classé premier à l'examen d'Oxford (Oxford Local Examinations) et obtient une bourse universitaire (exhibition) de trois ans pour Owens College, la future Université Victoria de Manchester, qui sera fusionnée en 2004 avec l'Institut de sciences et technologies au sein de l'Université de Manchester,.

#### Owens College
À Owens College, où il étudie de 1872 à 1876, Gissing devient vite l'un des meilleurs étudiants en sciences humaines, gagnant de nombreux prix, en particulier de poésie anglaise (poème sur la ville de Ravenne) et d'études shakespeariennes. Le plus bel avenir lui est prédit ; en principe, après sa licence (Bachelor of Arts, B.A.), il devrait aller à Cambridge, Oxford ou Londres pour une maîtrise (ou « master ») (Master of Arts, M.A.). C'est également à Owens College que Gissing se lie d'amitié avec le futur écrivain voyageur Morley Roberts (1857-1942) : de façon rétrospective, ce dernier s'inspirera de son ami pour écrire son œuvre la plus célèbre, La Vie privée d'Henry Maitland (The Private Life of Henry Maitland), une biographie romancée de George Gissing parue en 1912, soit neuf ans après son décès,.
Cependant, ce que Coustillas appelle « sa quête d'absolu, son idéalisme, sa piètre connaissance des dures réalités de l'existence » amènent le jeune George à se conduire de façon inconsidérée,.

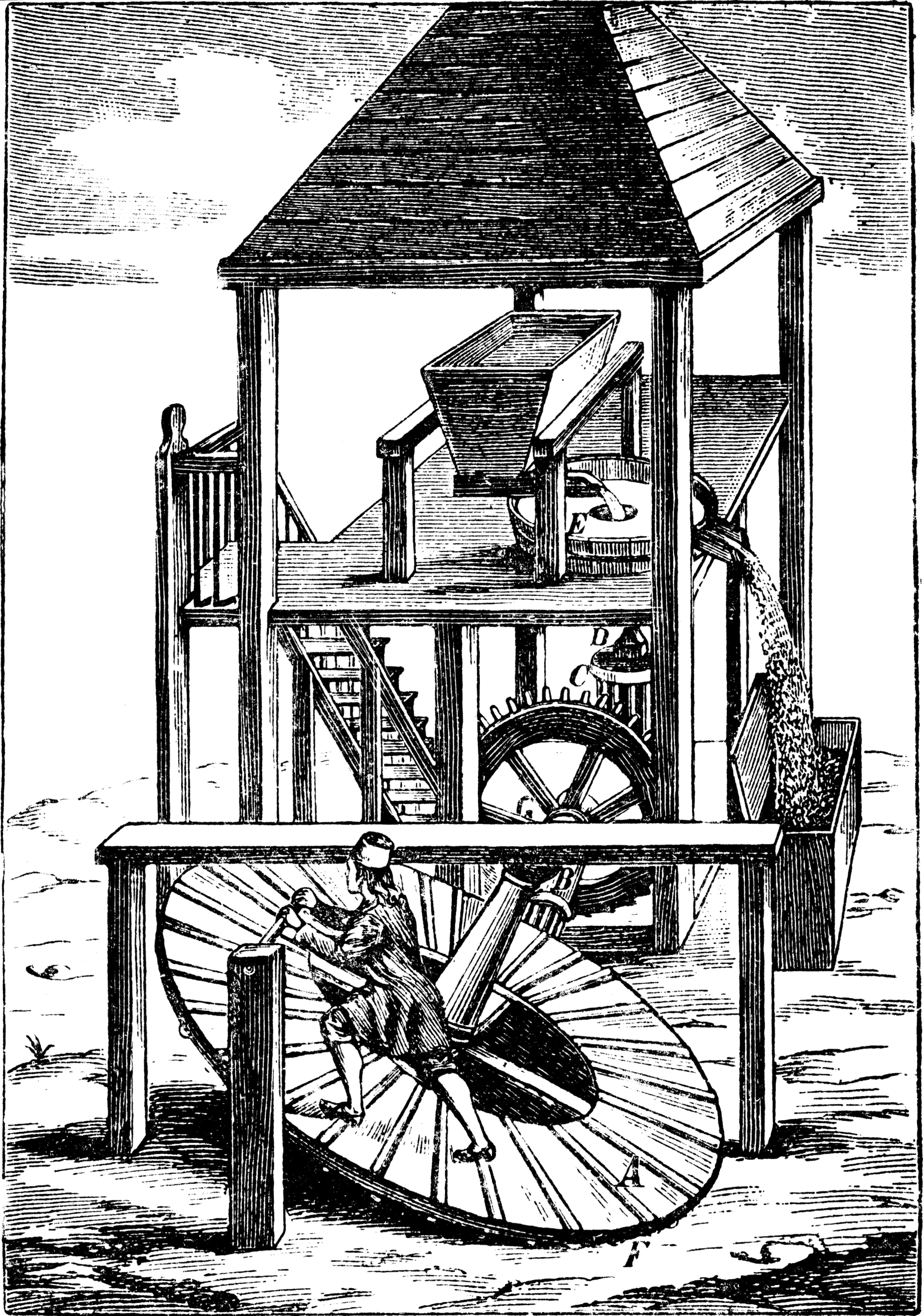
Treadmill pour battre le grain.

À 18 ans, au cours de l'hiver 1875-1876, il rencontre une jeune fille d'un an sa cadette, Marianne Helen Harrison (Nell), née le 25 février 1858 ; orpheline, elle vit dans un taudis, se livre à la prostitution et a un penchant pour l'alcool. Gissing compatit à sa détresse et, séduit par sa beauté, s'éprend d'elle et s'acharne à lui redonner une forme de respectabilité : il lui procure de l'argent, lui achète une machine à coudre, mais elle préfère l'atmosphère des pubs à la vie routinière d'une couturière ; lui, blâme la société pour la déchéance de son amie, se persuadant même que cette société lui doit réparation.
Son exaltation se trouve portée à son comble alors même que ses fonds sont épuisés et que, pour continuer à aider la jeune femme, il commence à commettre de petits larcins dans les vestiaires de l'université, livres et manteaux dérobés et revendus, puis petite somme subtilisée d'une poche, etc. Pris la main dans le sac le 31 mai 1876 — les autorités ont engagé les services d'un détective et se trouvent fort embarrassées que le coupable soit leur meilleur étudiant —, il est condamné à un mois de travaux forcés à la prison Belle Vue de Manchester (Belle Vue Gaol) ; il y purge sa peine au treadmill, soit, calcule Delany, l'équivalent de 10 000 pieds par jour, environ 3 048 mètres, à faire avancer la roue. Gissing est exclu du collège universitaire et sa mère, avec l'aide de quelques amis, le dépêche en Amérique avec 50 £ provenant des fonds recueillis. Nell, pour sa part, est envoyée à Londres où elle reçoit quelques bribes d'éducation.

### Début de carrière et premier mariage

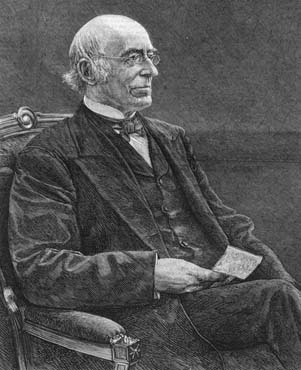
William Lloyd Garrison, - gravure d'un journal de 1879.

À l'aube de sa vie adulte, tandis que s'ouvrent à lui les plus brillantes études universitaires et une carrière littéraire triomphante, Gissing est empêtré dans une situation personnelle inextricable, sujet à la pauvreté, confiné à l'exil et marqué des stigmates de l'infamie.

#### Séjour en Amérique
Il reste une seule année en Amérique où il vit d'abord dans une confortable pension de famille de Boston, au 71 Bartlett Street. Étonné et ravi de la modernité du pays, il est fasciné par l'invention du téléphone et apprécie le prêt de livres gratuit pratiqué par les bibliothèques. Peu à peu, ses fonds s'épuisent et il connaît la précarité ; il tente de s'insérer dans le monde du travail, ce qui lui est facilité au cours de 1876 par son intimité croissante avec le fils de Lloyd Garrison, poète et éditeur abolitionniste. Quelques maisons d'édition lui entr'ouvrent leur porte, mais seul un compte rendu d'une exposition de peinture paraît dans un journal de Boston ; au début de 1877, il enseigne les langues, anglais, français, allemand, et les classiques dans un établissement secondaire (High School) de Waltham. Il se donne à la tâche avec enthousiasme et l'un de ses étudiants gardera le souvenir d'un jeune homme brillant et apprécié.
Nell lui adresse des lettres l'implorant de revenir, mais il n'a plus d'argent et est retenu par une amourette avec l'une de ses élèves, Martha Barnes, ce qui le plonge dans des affres de culpabilité. Soudain, le 1er mars 1877, l'occasion se présente d'acquérir à bon marché un billet dit « d'émigré » (migrant ticket), et il part en hâte pour Chicago, laissant même ses effets personnels à Waltham.
Le chapitre XXVIII de La Nouvelle Bohème raconte la suite, les aventures de Whelpdale copiant celles de Gissing. Alors âgé de dix-neuf ans, il a fini par convaincre le rédacteur-en-chef du Chicago Tribune d'accepter des « histoires » de son cru ; il en rédige quatorze, réparties entre ce journal et l'Evening Post ou le Journal. Cependant, son inspiration s'assèche au cours de l'été 1877 et il s'engage comme assistant d'un photographe itinérant. Parfois réduit à un régime de cacahuètes, sa voracité de lectures ne se tarit pas. Dans un carnet, il note ses pensées sur George Sand, Tocqueville, Musset, Goethe, Arnold, George Eliot et Shelley ; il compose des aphorismes exprimant ses opinions anticonformistes : ainsi, « Une femme célibataire vivant ouvertement en couple avec un homme libre est plus respectable qu'une femme mariée. »,. Après quatre mois de cette aventure « picaresque », il réussit à contracter un prêt qui lui permet de regagner l'Angleterre en septembre. C'est un peu plus d'une année plus tard, en janvier 1879, qu'il fait la rencontre de l'écrivain progressiste et critique social allemand Eduard Bertz (1853-1931), alors âgé de 25 ans, lui-même en déplacement à travers l'Europe et arrivé à Londres à la fin de l'année 1878. Les deux hommes se lient d'une amitié durable et entretiendront une longue correspondance qui constitue une source précieuse d'informations sur la vie et l'œuvre du romancier.
Un certain mystère a entouré les circonstances exactes du retour de Gissing en Angleterre. En effet, deux de ses biographes, son ancien élève Austin Harrison (le fils de son ami et protecteur Frederic Harrison) et Frank Arthur Swinnerton, ont supposé qu'avant de rejoindre l'Angleterre, il se serait d'abord rendu à Iéna en Allemagne pour y étudier la philosophie d'Arthur Schopenhauer et d'Auguste Comte, ce qui lui aurait, entre autres, fourni la matière de la visite en Allemagne d'un personnage de Travailleurs de l'aube (Workers in the Dawn) ; cependant, les témoignages de Bertz, ainsi qu'une entrée de son carnet personnel concernant son voyage, Boston, Sept/77. Liverpool Oct 3/77, indiquent qu'il s'est en fait directement rendu en Angleterre.

#### Incompréhensible mariage
À Londres, Gissing prend la décision de se consacrer entièrement à l'écriture. Cependant, Nell l'ayant rejoint, le jeune couple ne peut survivre que grâce aux leçons auxquelles il s'est à nouveau résigné. Cette misère matérielle et psychologique fait la substance des premières sections des Carnets d'Henry Ryecroft (1903) et se retrouve aussi dans la vie de Harold Biffen, pauvre précepteur dans La Nouvelle Bohème : sept années passées dans des mansardes ou des sous-sols, à survivre avec des denrées choisies pour leur bas coût et leur apport calorique, de la soupe de lentilles égyptiennes, « une trouvaille » vite adoptée et même recommandée aux amis, de la purée de pois cassés (pease-pudding), du pain et du saindoux (drippings), ; à cela s'ajoutent les crises de nerfs de Nell, survenant à tout moment, à la maison comme dans la rue ou une boutique, que provoque son addiction à l'alcool.
Contre toute logique — mais Gissing s'était ouvert de ses intentions à son ami Morley Roberts peu après avoir rencontré Nell —, au bout de deux années de vie commune, le couple se marie le 27 octobre 1879, alors que Gissing sait que jamais il ne pourra ramener Nell à la raison. Il la convainc non sans mal de se soigner dans une institution de Battersea tenue par deux bonnes dames, mais elle s'en échappe et retourne à la prostitution et à l'alcool. Elle meurt de la syphilis à trente ans dans la plus abjecte pauvreté ; jusqu'à la fin, Gissing lui envoie ce qu'il peut glaner sur ses maigres ressources, comme il le fait, d'ailleurs, pour quinze membres de sa famille,,,.

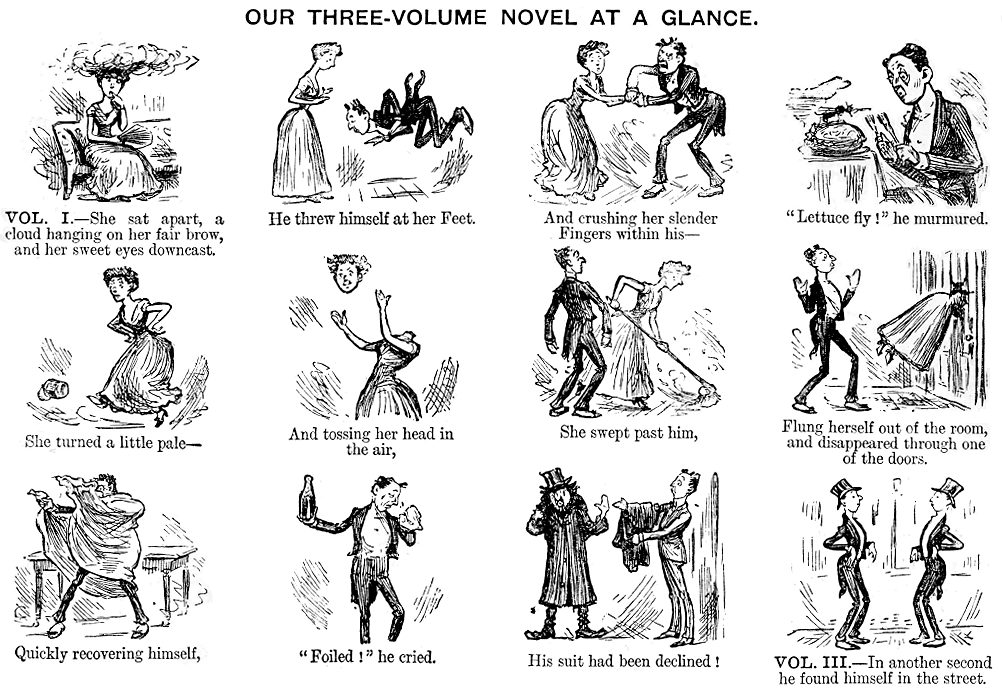
Punch, 1885, dessin humoristique raillant la langue convenue attribuée aux romans « à trois étages ».

Gissing écrit beaucoup, un roman, des nouvelles, mais aucun titre ne trouve grâce auprès des éditeurs ; sa ténacité n'en paraît pas affectée, obstination que Coustillas jauge « à la mesure de son désespoir »,. C'est aussi l'époque où le radicalisme politique — démarche prônant de vastes réformes de l'organisation sociale du pays, que partagent tous les Gissing —, l'entraîne dans des meetings publics ou des réunions tenues dans des clubs ouvriers,.
En 1878, Gissing perçoit en son jour anniversaire la somme de 800 £, fruit d'un placement fait par son père. Cet argent lui permet d'abord de rembourser le prêt contracté en Amérique et une grande partie du reste est investie dans la publication à compte d'auteur en 1880 des Travailleurs de l'aube, ce qui lui laisse 16 shillings. Roman en trois volumes (three-decker ou triple-decker),, l'ouvrage a pour thème principal les ravages de la prostitution et est considéré comme le premier d'une série d'œuvres autobiographiques. Gissing n'en tire qu'un maigre profit, mais le livre attire l'intérêt de certains penseurs positivistes de renom, et ravive son amitié avec Eduard Bertz, rencontré un an auparavant, dont la pensée évolue dans le sillage d'Auguste Comte.
Gissing passe de longues heures à fréquenter les classiques dans la salle de lecture du British Museum, fait faire du bachotage aux étudiants préparant leurs examens et, comme son mentor littéraire Charles Dickens, déambule dans les rues de Londres afin d'observer la vie du petit peuple : familles entassées dans une pièce pour un loyer exorbitant, croupissant dans la crasse et la vermine, avec les cris des disputes, la puanteur des soûleries, la promiscuité des amours qu'accusent des cloisons peu épaisses, paliers et escaliers servant de refuge aux sans-abri pendant la nuit, jeunes enfants morveux et poitrinaires traînant sans soin dans les rues. Il s'absorbe aussi dans la biographie de Dickens (Life of Dickens) par John Forster qui, d'après Swinnerton, le fascine, autant de détails que rapporte également Morley Roberts dans La Vie personnelle de Henry Maitland publié bien des années plus tard.

### Milieu de carrière et deuxième mariage

Venise, vue depuis le campanile San Giorgio Maggiore.

Pendant quelques mois, Gissing savoure sa liberté, se complaît dans la compagnie de son chat Grimmy Shaw, continue à donner ses leçons et reçoit la visite de son frère Algernon et de fidèles amis, Roberts, les Harrison, etc.

#### Grand Tour en Europe
Incité à partir pour Paris par le dessinateur Plitt, qu'il considère bientôt comme un compagnon désobligeant, il entreprend un Grand Tour jusqu'en Italie où il séjourne cinq mois. Ivre d'enthousiasme, il va de Naples à Rome, puis de Florence à Venise ; tout le séduit, paysages, musées, personnalités, gens humbles ; il s'arrête particulièrement aux lieux chargés d'histoire romaine, Pompéi, Herculanum, Paestum ; il gravit les pentes du Vésuve et après la traversée de la Toscane, explore la « Sérénissime » en gondole.
C'est métamorphosé qu'il revient en Angleterre et publie le roman L'Émancipée (1890), qui conte l'histoire d'une jeune femme puritaine jetant son carcan doctrinal aux orties sous l'influence du ciel et de l'art italiens. Les 150 £ qu'il reçoit grâce aux ventes l'incitent à reprendre le large, cette fois pour la Grèce où, tel son personnage Reardon dans La Nouvelle Bohème, il contemple le coucher de soleil sur l'Acropole, puis s'en revient par l'Italie. Ayant gagné en notoriété, il compte désormais parmi les meilleurs romanciers victoriens, mais ses livres se vendent toujours mal, victimes de leur sérieux auprès d'un public avide de suspense, de traits d'esprit, de dialogues étincelants et surtout d'événements cocasses et drôles.

#### Retour de la solitude

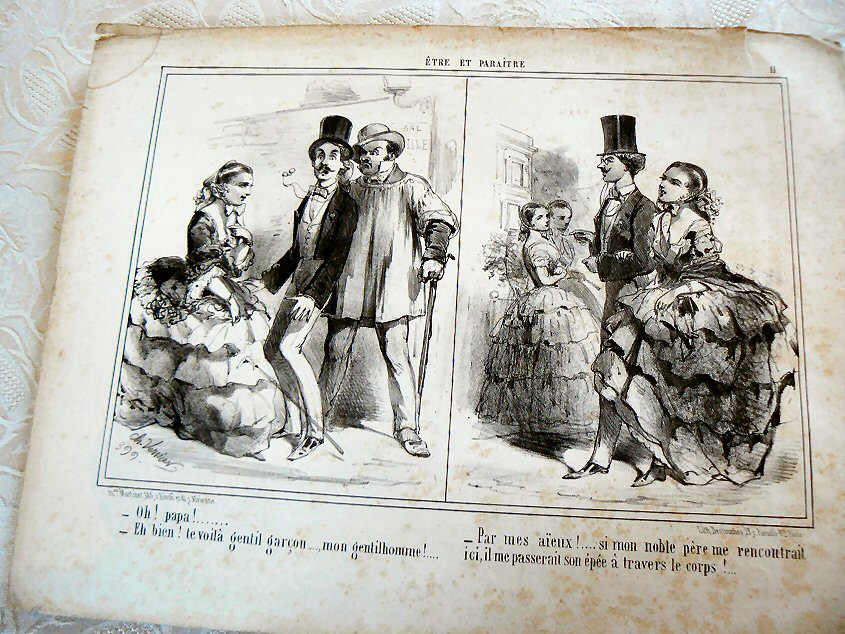
Gentilhomme avec les grisettes.

Gissing souffre de sa solitude : à l'automne de 1888, il reçoit une lettre de Paris, signée « Mlle Fanny Le Breton », qui lui propose de traduire Demos et A Life's Morning ; Mlle Le Breton est mentionnée trois fois dans son journal personnel, les 14 mars, 10 et 13 octobre, ce qui montre que leurs entretiens n'ont duré que quelques mois. Le travail de la traductrice, publié au printemps de 1890, ne trouve aucune grâce à ses yeux, plus un résumé qu'une traduction, explique-t-il dans une lettre à Bertz du 25 mai 1890. De toute façon, après s'être renseigné auprès de Hachette et avoir appris que la demoiselle était une vieille femme sans attrait vivant avec sa sœur en veuvage, il a cessé de répondre.
Ses amis de cœur ne sont plus autour de lui : Eduard Bertz est reparti en 1884 en Allemagne, et Morley Roberts voyage souvent d'un bout à l'autre du monde. Se remarier serait une solution, mais portant en lui la souillure de son incarcération à Manchester, jamais, pense-t-il, ne pourra-t-il se lier avec une femme de culture, encore moins, à cause de sa pauvreté, issue de la classe moyenne. Ce problème est traité en filigrane dans La Nouvelle Bohème, où comme dans sa propre vie, l'accumulation des difficultés personnelles et l'insigne solitude finissent par tarir l'inspiration.
Gissing se cherche donc une fiancée parmi le monde ouvrier (a decent work-girl) et son choix se porte sur Edith Alice Underwood, fille d'un cordonnier de Camden Town, apparemment douce et obéissante, en somme une parfaite grisette. Morley Roberts rapporte qu'il s'est jeté sur la première jeune femme rencontrée dans Marylebone Road et J. James parle d'un music hall, mais une entrée du journal intime datée du 24 septembre 1890 précise que la scène a eu lieu dans un café d'Oxford Street.
Gissing connaît sa « faiblesse en la matière » (I am weak in these matters), écrit-il à Eduard Bertz, et il se passerait volontiers d'un mariage. Cependant, les Underwood s'opposent à toute union libre, alors même qu'Edith fait la coquette et repousse l'échéance ; finalement, il envoie un ultimatum et la cérémonie a lieu en février 1891. Bientôt lui revient l'inspiration, encore que Korg doute qu'Edith ait pu à ce point avoir un effet régénérateur sur lui, et le manuscrit de La Nouvelle Bohème, repris en octobre, est publié en avril 1891.

#### Edith en ses œuvres

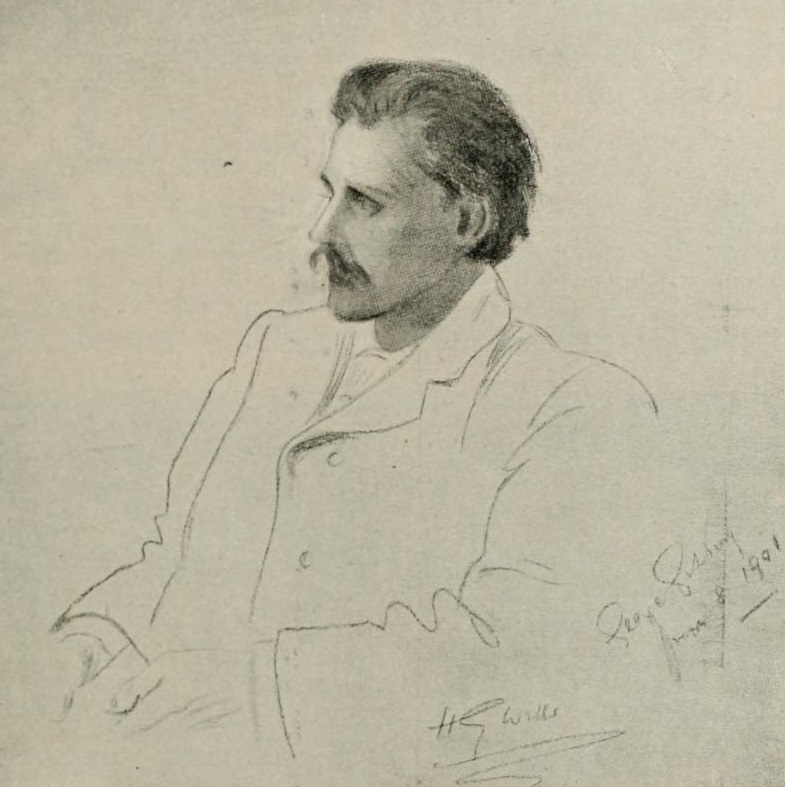
Portrait de George Gissing en 1901.

Le couple quitte Londres pour s'installer à Exeter où il demeure deux ans et demi : c'est dans le Devon que Gissing compose deux de ses meilleurs romans, Né en exil (1892) et Femmes en trop (1893). Peu après, la jeune grisette apparemment soumise se transforme en mégère querelleuse, sujette à des crises de rage, s'en prenant à la bonne, jetant des assiettes au visage de son mari. Gissing aurait volontiers quitté sa nouvelle femme, mais un fils, Walter Leonard (1891-1916), étant né en 1891, ses devoirs de père le retiennent au foyer.
Certains critiques n'exonèrent pas complètement Gissing des crises qui secouent son épouse : se soustrayant à la vie de ses pairs, il se complaît dans une solitude sociale qu'il impose à la jeune femme. Incapable intellectuellement de comprendre l'ambition et l'œuvre littéraire de son mari, elle se rebelle et Gissing lui tient tête avec une intransigeance qui la pousse à l'exaspération et déclenche son « incontrôlable » furie hystérique, comme il l'écrit à Eduard Bertz. Son premier devoir, pense-t-il, exige qu'il protège leur enfant et, de fait, Walter est subrepticement confié en avril 1896 aux sœurs de Gissing à Wakefield.

#### Rupture de la solitude à Londres

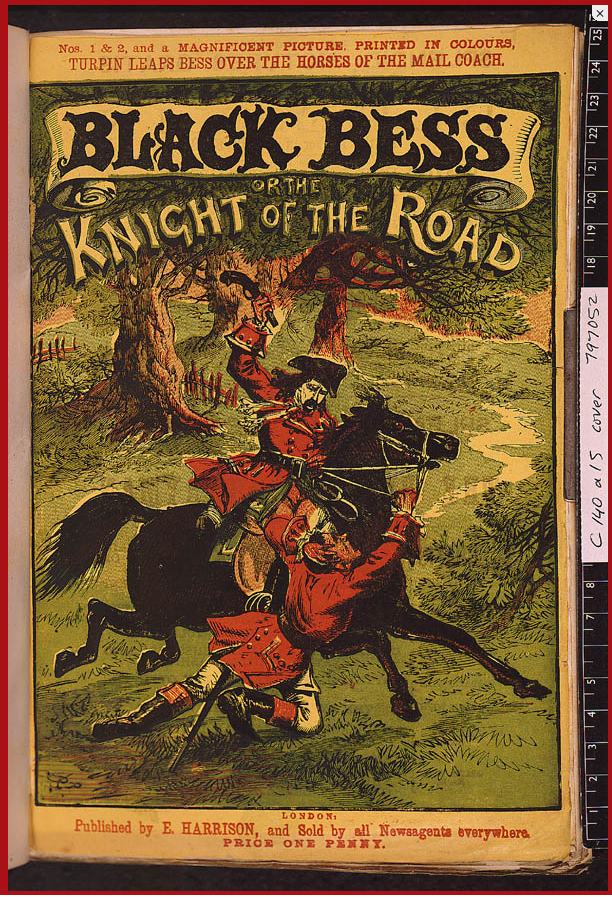
Page couverture d'un penny dreadful : Black Bess; or, The Knight of the Road (Black Bess, ou le Chevalier de la route), récit romancé de la vie de Dick Turpin, fiction populaire au XIXe siècle.

Un an après la naissance de Walter, les Gissing reviennent vers la capitale et s'installent à Brixton. Le romancier commence alors à se montrer, mais jamais en couple, Edith étant jugée par son mari « insortable » ; lui, rencontre plusieurs personnalités du monde littéraire, auteurs, éditeurs, amateurs éclairés, Clara Collet (1860-1948), par exemple, qui devient une amie indispensable. Il s'efforce de s'adapter au marché, écrit des nouvelles, moins contraignantes et plus facilement vendues, dont certaines sont publiées en 1898 dans le recueil Bric à brac humain : histoires et tableaux (Human Odds and Ends: Stories and Sketches), et d'autres paraîtront à titre posthume.
De fait, le goût du public a changé : le roman en trois volumes cède à des œuvres moins étirées et plus percutantes. D'ailleurs, les bibliothèques ambulantes abandonnent la formule en 1894, préférant acheter pour le jeune public ouvrier des histoires de crimes, de pirates, de fantômes, ce que l'on nomme à l'époque des Penny dreadfuls.
En 1894, Gissing publie L'Année du Jubilé, satire féroce des mœurs de la classe moyenne issue des faubourgs, sans réelle éducation et prompte à la vulgarité. En ce milieu de décennie, il est reconnu comme membre de l'élite littéraire, souvent cité en compagnie de Meredith, et de Hardy, au panthéon des lettres.
En 1895, sont publiés trois courts romans : La Rançon d'Ève (Eve's Ransom), obliquement féministe, écrit en vingt-cinq jours et achevé le 29 juin 1894, mais dont la parution se voit retardée en raison de la mauvaise qualité des illustrations : d'abord sorti en treize feuilletons dans le London Illustrated News, il est publié en un volume par Lawrence & Bullen le 5 avril 1895 ; Feux qui couvent (Sleeping Fires), histoire d'une amourette en partie située en Grèce et Le Locataire à domicile (The Paying Guest), mis au point au cours de la première semaine de juillet, autre satire sans concession de certaines mœurs de la classe moyenne.

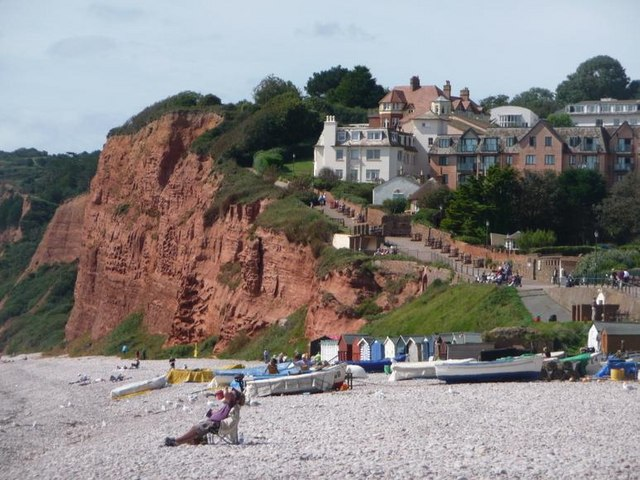
Budleigh Salterton, falaises de terre rouge.

Son mariage va de réconciliation en réconciliation, mais aussi de mal en pis : après un répit, un second fils, Alfred Charles (1896-1975), est né en 1896, et bientôt reprennent les querelles. Gissing songe de plus en plus à quitter son épouse, ce qui ne l'empêche pas d'écrire l'une de ses œuvres majeures, Le Tourbillon, publié en 1897. En septembre, la décision est prise : Gissing, menacé par la tuberculose, se sépare d'Edith, qui garde son second fils. Désormais, il s'efforce d'éviter sa femme, car il craint qu'elle ne recherche une réconciliation, et dès qu'il le peut, il s'en va passer l'hiver en Italie où il écrit son étude sur Charles Dickens qui, d'emblée, le place parmi les plus éminents spécialistes de cet auteur. Son expérience calabraise fait également l'objet d'un livre de voyage remarqué, Sur les rives de la mer Ionienne : notes de voyage en Italie du Sud, paru en 1901. Plus tard, il écrit une nouvelle autobiographique, Le Locataire de Maze Pond (A Lodger in Maze Pond), retraçant ses relations avec sa deuxième femme,.

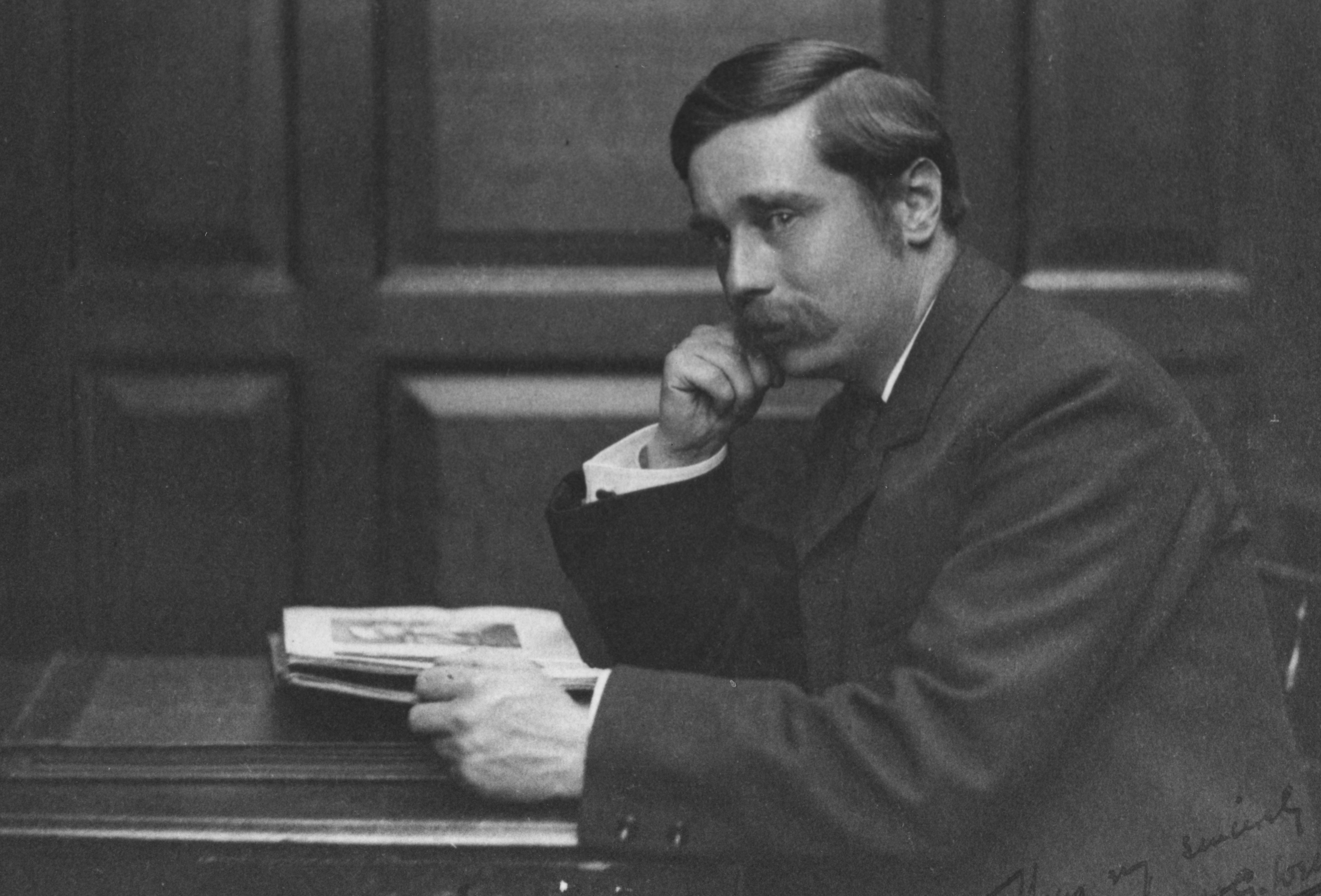
H. G. Wells, c.1890, par Frederick Hollyer.

En 1897, Gissing et sa sœur rencontrent les Wells qui passent le printemps en leur compagnie à Budleigh Salterton. H. G. Wells écrit de lui qu'il « n'est plus le jeune homme infatigable, invivable et magnifique de l'appartement londonien, mais un malade marqué par les épreuves et prenant à mauvais escient de multiples précautions contre des maladies imaginaires auxquelles il attribue son malaise général »,.

### Troisième union et dernières années
À son retour d'Italie, Gissing reçoit l'offre d'une traduction en français de New Grub Street, émanant d'une Française de vingt-neuf ans, titulaire du Brevet supérieur et ayant pendant quelque temps été fiancée au parnassien Sully Prudhomme. Il s'agit de Marie Gabrielle Édith Fleury (1868-1954), très belle voix, intelligente, vive et cultivée, bien introduite dans les milieux littéraires parisiens, polyglotte et grande admiratrice de l'œuvre du romancier anglais ; le coup de foudre est réciproque, mais les convenances se devant d'être respectées, la première rencontre se tient chez les Wells dans le Surrey, la deuxième chez Gissing à Dorking, la correspondance faisant le reste : « Nous nous marions parce que nous nous aimons, parce que nous sommes sûrs l'un de l'autre, non par convenance mondaine », lui écrit-elle pour le rassurer,.

#### Vie avec Gabrielle

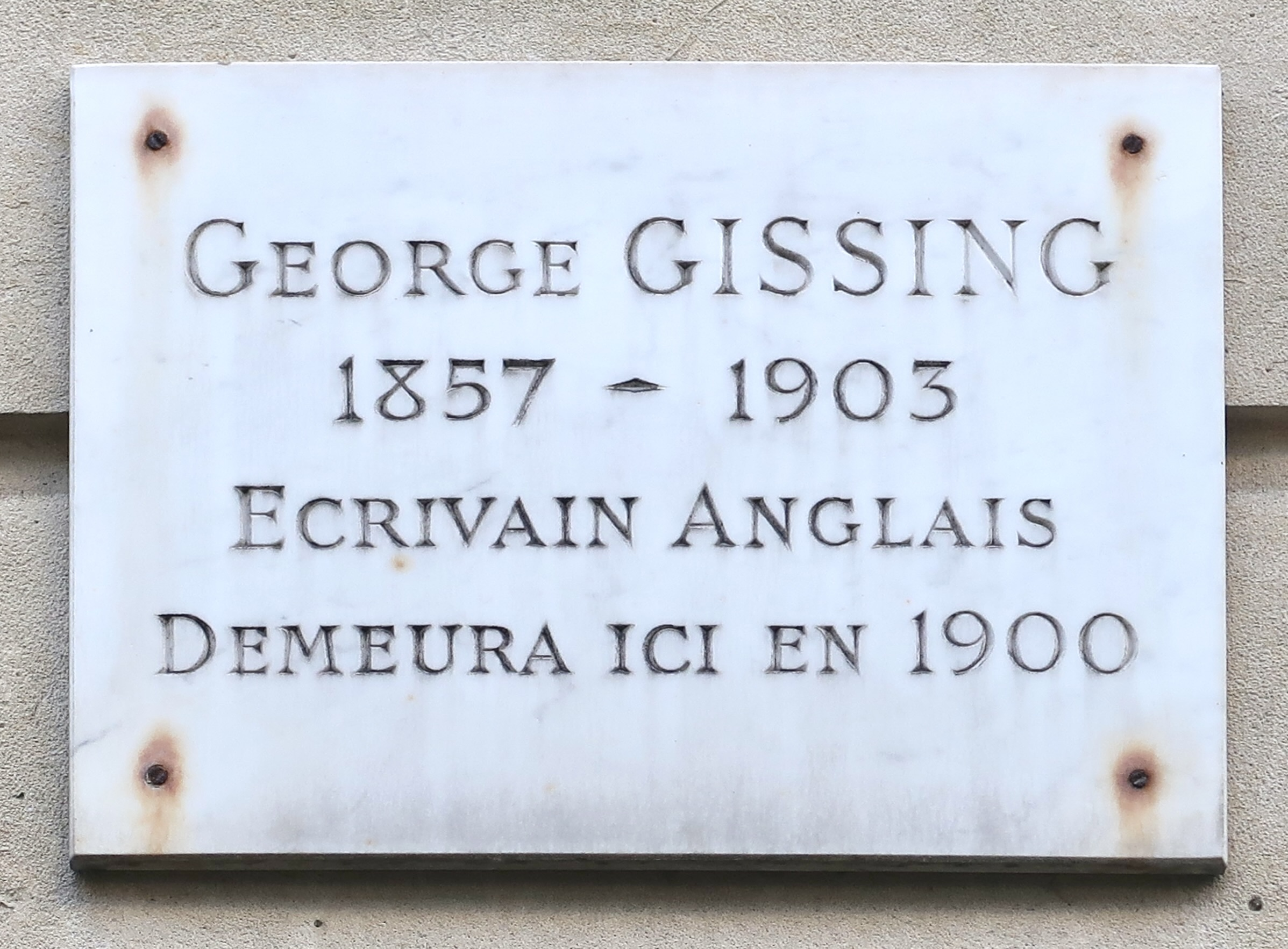
Plaque commémorative au no 13 rue de Siam (Paris).

Comme le divorce d'avec Edith échoue, Gissing et Gabrielle, tels George Eliot et George Henry Lewes vivant ouvertement en concubinage (common law marriage), s'unissent par une cérémonie privée tenue le 7 mai 1899 à l'Hôtel de Paris de Rouen. Après un mois passé sur la côte normande, ils s'installent d'abord chez madame Fleury, 13 rue de Siam à Paris, dans le quartier de Passy, non loin du bois de Boulogne, puis, après que Gissing a séjourné pendant six semaines dans le sanatorium du Dr Jane Walker à Nayland, Suffolk (East Anglian Sanatorium), partent pour Saint-Honoré-les-Bains dans la Nièvre où les Fleury ont des biens, avant de rejoindre Arcachon, Saint-Jean-de-Luz et Saint-Jean-Pied-de-Port ou aux alentours, les villages de Ciboure et Ispoure. Les années qui suivent sont relativement heureuses : le couple vit en harmonie, les revenus de Gissing assurent désormais une vie confortable, Edith cesse d'importuner son mari — en 1902, la nouvelle est parvenue qu'elle a été placée dans un asile d'aliénés —, mais Gissing éprouve la nostalgie de son pays natal.

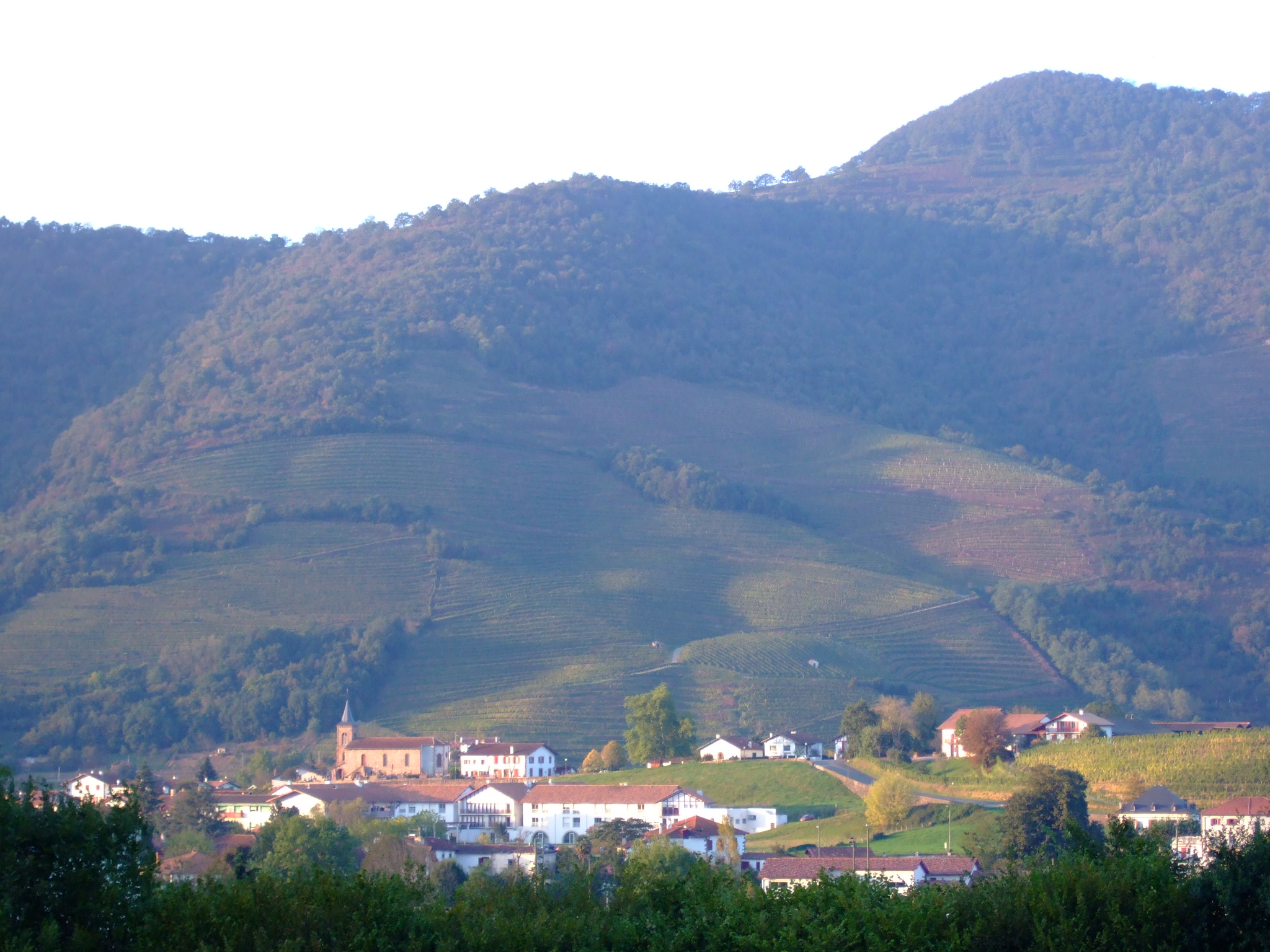
Ispoure vue de Saint-Jean-Pied-de-Port.

Depuis quelques années, ses écrits se sont faits plus sereins : en 1898, paraît Le Voyageur de la ville (The Town Traveller), comédie sociale dans la veine de Dickens ; suit en 1899 Couronne de Vie (The Crown of Life), inspiré par Gabrielle Fleury, qui témoigne d'une humanité rare et condamne l'impérialisme et la guerre ; Notre ami le charlatan (Our Friend the Charlatan), paru en 1901, roman politique relatant l'ascension et la chute d'un imposteur candidat à la députation, la dernière œuvre de fiction de Gissing à être publiée de son vivant. H. G. Wells rapporte que Gissing lui paraît de plus en plus émacié et que Gabrielle et Mme Fleury, semble-t-il, lui offrent des repas bien trop frugaux pour son état : aussi s'emploie-t-il, chaque fois qu'il en a l'occasion, à lui présenter de substantiels steaks,.
L'œuvre la plus populaire de Gissing est Les Carnets secrets de Henry Ryecroft qui voit le jour quelques mois avant sa disparition. À bien des égards, il s'agit de confessions, mais le personnage central, censé vivre en béatitude au milieu de ses livres dans la campagne du Devon, est pure fiction. En décembre 1903, alors que Gissing écrit les derniers chapitres de Veranilda, roman historique situé dans l'Italie du VIe siècle, il prend froid au cours d'une promenade avec sa compagne. S'ensuit une pneumonie dont il se remet assez bien, mais il est bientôt foudroyé par une myocardite à la « Maison Elguë », Ispoure, le 28 décembre 1903, à l'âge de quarante-six ans. Il est inhumé au cimetière ancien de Saint-Jean-de-Luz.
Deux romans posthumes, Veranilda (voir ci-dessus) et Will Warburton, paraissent respectivement en 1904 et 1905. Gissing est inhumé en haut du cimetière de Saint-Jean-de-Luz, là même où il a admiré l'étendue du Golfe de Biscaye à son arrivée sur la côte basque.

#### Importance de Clara Collet
Le 24 janvier 1893, Gissing écrit dans son journal intime : « Un soir, alors que je rentrais à la maison, je fus saisis d'une insupportable angoisse à la pensée que jamais, je n'aurais à mes côtés une compagne intellectuelle. Condamné à vivre au milieu d'êtres inférieurs et d'une stupidité crasse. Jamais un mot échangé sinon sur la banalité de la vie quotidienne. Jamais un mot pour moi, de personne, exprimant quelque compréhension, sympathie ou encouragement »,
Clara Collet, sensible au génie de Gissing et atterrée de ses malheurs, entretient une correspondance régulière avec lui, mais ce n'est que le 18 juillet 1893 qu'il consent à la rencontrer. Elle habite à Richmond et le convie à une promenade en barque sur la Tamise : ainsi naît une amitié de dix années qui ne prend fin qu'à la mort de l'auteur. La bonté de Clara s'exprime chaque jour, tant par l'aide matérielle et morale qu'elle prodigue que par le soutien intellectuel faisant si cruellement défaut au romancier. La liste de ses bienfaits est longue, assistance alimentaire, pacification d'Edith, logement lorsque la maison des Gissing est ravagée par une explosion de gaz, engagement de tutelle pour les enfants en cas de mort prématurée, etc.
Sans doute éprouve-t-elle une réelle tendresse pour Gissing, mais la réciproque n'est pas vraie. Lorsqu'il quitte Edith dont les violences deviennent insupportables, elle entretient l'espoir que leur relation va évoluer ; quelques tentatives sont faites à son retour de Grèce et d'Italie, mais il ne donne pas suite. Bientôt, il rencontre Gabrielle Fleury, et Clara, par désespoir ou pour effacer des traces désormais jugées inconvenantes, arrache des pages de son journal et détruit les lettres qu'elle a reçues de lui.
Pour autant, Clara Collet, toujours très rationnelle, non seulement finit par accepter la nouvelle vie de Gissing de bonne grâce, mais se lie d'amitié avec Gabrielle avec qui elle entretient une correspondance régulière jusqu'en 1935. Après le décès de Gissing, elle reste fidèle à ses engagements : elle assure le bien-être des deux enfants jusqu'à leur maturité, fait office d'exécutrice testamentaire, veille à protéger Gabrielle de tout scandale relatif à sa liaison illicite, s'oppose amèrement à H. G. Wells sur l'avant-propos qu'il écrit pour Veranilda, publié à titre posthume.
Tout au long de leur amitié, elle a contribué à préserver l'équilibre mental de Gissing ; elle a apporté son sens pratique, sa bonne volonté, son affection alors que les crises devenaient paroxysmiques ; elle a su pacifier, réconforter et sans elle, il est vraisemblable qu'il n'aurait pas survécu aux terreurs de son second mariage et qu'une bonne partie de son œuvre n'aurait pu être écrite, en particulier ses aperçus sur les aspirations et les réalisations féminines qui colorent sa fiction.

## Réception de l'œuvre et accueil de son auteur
Gissing passe pour « un écrivain sérieux devant être lu avec sérieux ». Peu connu du public francophone — son œuvre n'étant pas intégralement traduite en français et restant en grande partie inédite dans cette langue — il est en revanche étudié dans les milieux académiques, ayant par exemple figuré au programme du CAPES et de l'agrégation d'anglais en France en 1961 et 1979 avec La Nouvelle Bohème. Son biographe, traducteur et critique le plus complet est Pierre Coustillas, professeur émérite de l'université de Lille III, responsable éditorial du Gissing Journal, revue trimestrielle gérée par le Gissing Trust, Wakefield, Angleterre. Pierre Coustillas range Gissing parmi les trois plus grands romanciers des deux dernières décennies de l'époque victorienne, en compagnie de Thomas Hardy (1840-1928) et de George Meredith (1828-1909).

### Aléas de la postérité
Coustillas affirme que la postérité ayant brouillé les cartes, d'autres célébrités littéraires se sont vues promues au détriment de Gissing : ainsi de Rudyard Kipling (1865-1936), plus poète et nouvelliste que romancier, de G. B. Shaw (1856-1950), auteur de cinq romans voués à l'échec avant de se faire un nom comme dramaturge et l'avoir donné à une école posthume, le Shavianisme (Shavianism), de H. G. Wells (1866-1946) dont le premier roman date de 1895 et chez qui « le prophète bientôt ensevelit le romancier ». Sa réputation tient beaucoup à sa totale dévotion à la littérature, à son acuité de perception aussi, qui se reflète dans « son œuvre dont l'ensemble constitue un témoignage original de la société anglaise de son temps »,.
Jusqu'à ce que la maladie le brise à la fin du siècle, Gissing a passionnément cru dans le pouvoir de l'éducation ; au milieu des Carnets d'Henry Ryecroft, il cite Johnson affirmant qu'« il y a autant de différence entre un homme cultivé et un homme inculte qu'entre les vivants et les morts »,. Autre facette de sa personnalité, à contre-courant de son époque, il a pour credo un profond pacifisme, qui le conduit non seulement à prédire d'imminents conflits nourris pas le nationalisme ambiant, mais aussi à se méfier de la science qu'il juge à la solde du militarisme. En fait, en une période vouée au matérialisme, selon Coustillas, il est un authentique humaniste.

### Accueil des critiques et du public
Gissing a connu la louange comme la critique ; il a lui-même été son pire ennemi, ses décisions défiant le sens l'ayant poussé au pessimisme — alors que le lecteur préfère la gaieté à la tristesse —, et à un réalisme proche du naturalisme, ce qui choque l'opinion ; enfin, il s'est vu jaugé à l'aune de Charles Dickens, et par comparaison, sa peinture sociale a paru dépourvue de cocasserie et d'humour : comme le note Gordon, « son manque de popularité est dû à la sécheresse de sa philosophie, qu'il n'a su agrémenter ni de compensations dans le présent ni d'espoir pour le futur, et aussi parce que le don d'alléger la souffrance par le rire lui faisait défaut »,.
Ce n'est que dans les années 1890 que Gissing commence à jouir d'une certaine popularité, en Grande-Bretagne comme à l'étranger : ses nouvelles, en particulier, finissent par attirer l'attention du public. William Robertson Nicoll le décrit comme « l'un des plus originaux, les plus audacieux et consciencieux artisans de la fiction »,. G. K. Chesterton admire l'étude sur Charles Dickens où Gissing fait preuve d'une « lucidité critique touchant au génie »,. Quant à George Orwell, il déclare en 1943 dans un article du Tribune qu'il est « peut-être le meilleur romancier que l'Angleterre ait jamais engendré », et que parmi ses romans figurent trois chefs-d'œuvre Femmes en trop, Demos et La Nouvelle Bohème, dont le thème central peut se résumer par : « pas assez d'argent » (not enough money), sans oublier l'étude sur Dickens qui emporte elle aussi son suffrage.
Les relations entre Henry James et George Gissing sont analysées par Janice Deledalle-Rhodes dans un article publié en 1997. Elle explique que les deux écrivains, sensiblement actifs au cours de la même période, également passionnés par l'art de la fiction, romans et nouvelles surtout, plutôt prolixes sur son exercice, incapables l'un et l'autre, même dans le dénuement, d'écrire des œuvres alimentaires (potboilers), enclins de la même façon à expérimenter de nouvelles formes d'expression d'abord peu reconnues, puis appréciées des lettrés, partageant des amis communs, jouissant d'une exceptionnelle culture classique, grands admirateurs de George Eliot et de Dickens, n'ont en définitive éprouvé que peu d'intérêt l'un pour l'autre : Gissing n'a adressé que six lettres à James, et de ce dernier n'en a reçu que trois, toutes superficiellement factuelles et, hormis quelques vagues compliments, dénuées du moindre échange d'idées.
De plus, lorsque James publie quelque compte rendu d'une œuvre de son contemporain, il se borne à réitérer son goût « persistant » pour lui, mais ajoute invariablement que ce goût est « décevant » (disappointing). D'où vient cette déception ? D'après James, Gissing explore surtout la petite classe moyenne, jusqu'à la « saturation » semble-t-il, et c'est là son originalité, car il a osé se spécialiser dans des personnages somme toute vulgaires.
Janice Deledalle-Rhodes en conclut que, malgré de fréquentes visites et quelques années de résidence, James n'a jamais compris les subtilités de la hiérarchie sociale anglaise : il trouve le « commun » « vulgaire », confondant le sens des mots common et vulgar, alors que l'on peut être l'un sans être l'autre et vice-versa ; d'autre part, ses jugements sur Gissing manquent de clarté et de profondeur, brillant surtout, ajoute-t-elle, par leurs contradictions.
Le compte rendu auquel cette critique se réfère concerne The Whirlpool. James reproche à Gissing son manque de composition et déclare que le roman en question lui a été source de chagrin, bien que non dépourvu de substance et d'émotion, sans doute la qualité qui retient, quasi nerveusement (almost by a nervous clutch), le commentateur qu'il est. En Gissing, il voit de la saturation, comme une satiété d'éléments relatifs à la classe moyenne, la plus basse qui soit, dont l'auteur savoure les fruits et hume les relents, alors que le roman anglais s'est bien gardé de s'aventurer dans de telles contrées. Dickens, au moins, savait les rendre drôles (droll), mais Gissing, lui, reste « imperturbablement » sérieux à leur égard, trop sans doute, car la « forme » ne se hisse pas à la hauteur de cette obstination. Il joue dans la durée, l'accumulation du temps, les dialogues — procédé suicidaire — qui se multiplient jusqu'à coloniser l'espace du récit, mais ne recherche pas les causes du mal. On serait tenté de le renvoyer à Balzac pour retrouver les fondamentaux.

## Une certaine image de la vie littéraire
Observateur attentif du monde dans lequel il vit, Gissing a une image vivace de ses compatriotes, qu'ils soient citadins ou campagnards, appartiennent au petit peuple, à la classe moyenne ou à l'aristocratie. Cette attitude, émanant sans doute de la situation socialement peu affirmée de sa famille, cantonnée à la frange de la petite classe moyenne, lui a donné depuis son plus jeune âge l'habitude d'observer les gens et son environnement comme depuis un camp retranché. L'exilé né qu'il est (The Born Exile, titre d'un de ses romans) contemple le spectacle social sans vraiment s'y aventurer, sinon par de fugitives incursions ou lors ses deux assez brefs séjours à Brixton et Epsom ; ses carnets de notes, ses brouillons, ses livres de raison (commonplace books), disent bien, par l'abondance et la variété des observations amassées, qu'il engrange nombre de données pour alimenter la substance de ses romans.
À cela s'ajoutent ses voyages en France, en Italie, en Grèce, et les liens entretenus, grâce à son ami Bertz, avec l'Allemagne, qui l'ont peu à peu éveillé aux mœurs de la vie littéraire de l'Europe de l'Ouest et, par comparaison, aux incongruités de son pays où éditeurs, auteurs et lecteurs entretiennent une relation qu'il juge viciée. Il n'est, d'ailleurs, que de se pencher sur le titre de New Grub Street qui relève de deux notions sémantiques, celle de la « nouvelle bohème » (Grub Street), présente dès le XVIIe siècle, comme le signale Andrew Marvell en 1672, et celle de la « nouveauté » (New).

### Splendeurs et misères deGrub Street
Le Shorter English Dictionary explique que Grub Street était une rue située à Moorfields près de Moorgate à Londres, plus tard renommée en Milton Street — sans rapport avec le poète — fréquentée par « la tribu des écrivaillons », ; Samuel Johnson ajoute qu'ils vivaient chichement « de quelques histoires, dictionnaires ou poèmes éphémères »,.
Peu à peu, Grub Street se transforme en une légende, née sans doute de l'exaltation romantique embellissant certains lieux de souffrance, et que l'optimisme triomphal de l'Époque victorienne ne fait que solidifier. Si, en effet, John Dryden est le premier poète — et il est une exception — à avoir vécu de sa plume au XVIIe siècle, grande est la cohorte des miséreux de la littérature ne devant leur salut qu'au secours d'un puissant, Samuel Johnson lui-même, redevable non sans amertume à la charité tardive, plus de quinze années, de Lord Chesterfield. Comme Johnson, Gissing sait la différence entre la réalité des mansardes et le mythe de l'écrivain se glorifiant de sa pauvreté et puisant son bonheur au bon vouloir de la fortune ; dans Les Carnets d'Henry Ryecroft, il rappelle la mise en garde de Johnson à Lord Chesterfield : « Monsieur, tous les arguments tendant à représenter la pauvreté comme échappant au Mal, ne font que révéler qu'elle en est l'une des pires manifestations. Jamais ne rencontrerez-vous quiconque éprouvant le besoin de vous convaincre que ceux qui vivent dans l'opulence connaissent le bonheur »,.

### Une tradition faisant florès aux siècles précédents

La Mort de Chatterton par Henry Wallis (1856), huile sur panneau d'acajou de 17,3 × 25.25 cm (Birmingham Museum and Art Gallery).

Tout au long du XVIIIe siècle, la tradition de la bohème de Grub Street ne cesse de s'amplifier : Addison dans le Spectator publie des essais sur sa splendeur et surtout sa misère ; Fielding met en scène The Grub Street Opera en 1731, sa dernière pièce avant que la loi sur le théâtre (Licensing Act de 1737) ne l'oblige à passer à la fiction ; Chatterton se suicide à dix-huit ans, et Gissing en rappelle le souvenir dans Les Travailleurs de l'aube, quand le héros, Arthur Golding, se jette du haut des Chutes du Niagara — les romantiques, eux, en faisant une figure emblématique, « le splendide jeune homme » (the marvellous boy), un prophète, voire un idéal — ; et au XIXe siècle, Disraeli revient sur cette figure dans Conterini Fleming, A Psychological Autobiography (Conterini Fleming, autobiographie psychologique) (1832), imitation des Années d'apprentissage de Wilhelm Meister de Goethe (1796), tandis que Bulwer-Lytton le glorifie en héros dans Ernest Maltravers — au nom prémonitoire — (1837), homme d'exception défiant la pauvreté et le besoin auxquels les génies se voient si souvent condamnés.

### La «bohème» parisienne

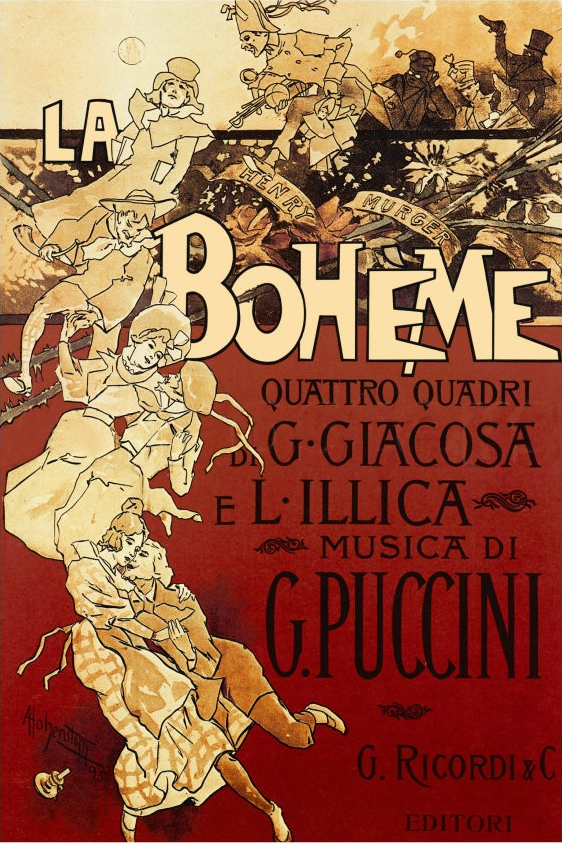
Affiche originale (1896) par Adolfo Hohenstein.

Morley Roberts indique dans La Vie de Henry Maitland (1912) que Gissing apprécie Scènes de la vie de bohème de Henry Murger publiée en 1851. En ses jours de misère absolue entre son retour d'Amérique et la publication de Demos (1886), il se console par la description de Murger, comme par celle de certains de ses prédécesseurs romanciers, Balzac dans Les Illusions perdues, par exemple. De Villon à Molière, puis au XIXe siècle, en effet, la notion de « bohème » n'a fait que gagner du terrain : en 1849, un anonyme en décrit allégoriquement la province comme « un département de la Seine — Il s'agit du Quartier-Latin — bordé au nord par le froid, à l'ouest par la faim, au sud par l'amour et à l'est par l'espoir ».
Robert Baldick note que Scènes de la vie de bohème apparaît alors que le Romantisme est sur le déclin et que le mouvement réaliste emprunte des courants ascendants : en conséquence, l'œuvre relève de facto de deux forces antagonistes, sentiment et pathos chez l'une, exactitude du rendu des faits dans l'autre. Coustillas montre que le livre reste ambigu, réalité et mythe s'y côtoyant : selon l'expression même de Murger, la bohème est « la préface de l'Académie, de l'Hôtel-Dieu ou de la Morgue », et au fur et à mesure que passent les années, l'aspect mythique semble prévaloir : le public retient le côté rose de l'affaire, la gloire factice recouvrant le sordide quotidien. En cela, Gissing ne se compromet pas : sous des allures à jamais insouciantes et joyeuses, les personnages d'écrivains « bohèmes » qu'il campe, tel Whelpdale dans La Nouvelle Bohème, cachent mal leur superficialité et leur carence d'engagement artistique. De fait, lors de sa première visite à Paris en 1886, sa description de la bohème à la française ne ressemble ni à un mât de cocagne ni à un paradis sur terre.

L'opéra La Bohème de Puccini, d'après le roman d'Henry Murger, créé le 1er février 1896 au Teatro Regio de Turin sous la direction d'Arturo Toscanini, synthétise certaines des problématiques développées par Gissing : le premier tableau présente quatre artistes de la bohème partageant une mansarde insalubre à Paris en 1830 et 1831, tous aussi dénués d'argent que bouillant de verve et de talent ; après diverses escapades cocasses, amours clandestines, réconciliations imprévues, féroces disputes, le quatrième tableau revient au point de départ qui, cette fois, héberge la mort, celle de la seule héroïne de l'histoire, la jeune Mimi, brisée par la faim et le dénuement.

### Intimité de Gissing avec son sujet
Une grande partie de l'œuvre de Gissing concerne les différents facteurs ayant contribué à remodeler et à accélérer l'évolution de la vie intellectuelle en Angleterre dans les années 1880. Plus que nombre de ses contemporains, il reste imprégné d'un profond pessimisme, né paradoxalement de ses idéaux : la lutte est rude et lui paraît souvent stérile tant le monde littéraire change à l'encontre de ses souhaits.

#### Expansion de l'édition et la quête du frivole

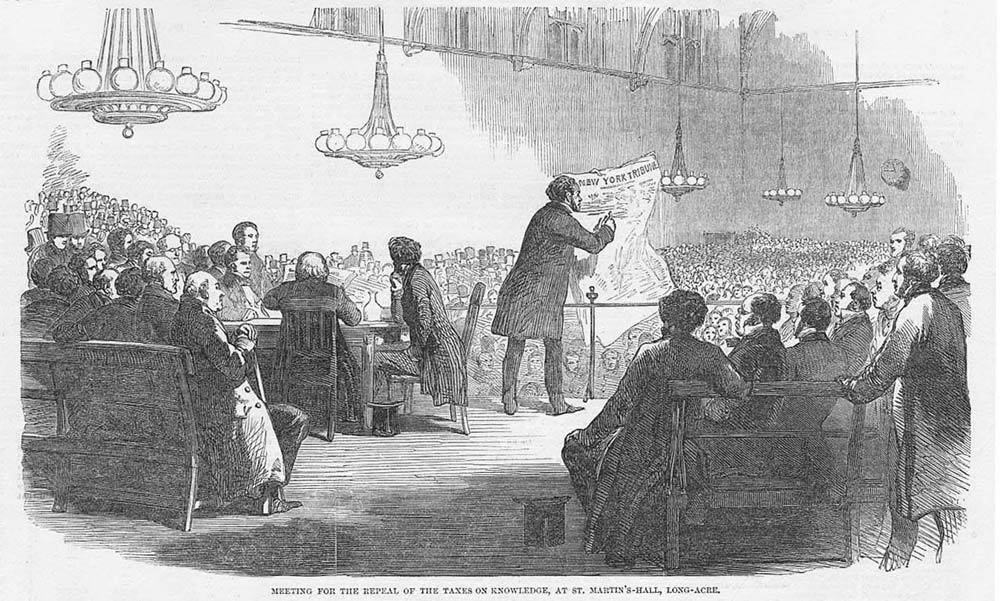
Meeting contre les « taxes sur le savoir » (Taxes on Knowledge), 1851.

De fait, c'est une véritable révolution qui s'empare du monde des lettres : l'abandon des droits fiscaux sur le papier (Repeal of the Paper Duty) en 1861 et la reproduction mécanique des imprimés réduit le coût de production des livres ; l'extension du réseau ferroviaire apporte le matériau culturel jusqu'au fond des provinces du royaume ; la loi Forster (Forster Act), portée par le parlementaire libéral William Forster et promulguée le 9 août 1870, permet la création d'un premier ensemble d'écoles primaires publiques en Angleterre et au pays de Galles, et, de ce fait, améliore sensiblement le niveau d'alphabétisation de la nation.
Le journalisme moderne est donc né à l'époque où Gissing écrit La Nouvelle Bohème : la presse fleurit, mais, à l'exception de rares périodiques, sombre rapidement vers le médiocre : énormes tirages, quête du sensationnel ou primauté donnée au frivole ; pour Gissing, il y a là un déplorable paradoxe, le peuple, désormais mieux éduqué, est servi par une presse qui l'abêtit plus qu'elle ne l'élève. Par contagion, le roman se voit soumis aux contingences des puissances financières qui n'encouragent en rien sa qualité : Gissing, comme l'exprime Reardon dans La Nouvelle Bohème, ne sait ni ne veut ternir son niveau pour s'aligner sur le goût du jour. De plus, l'avènement des agents littéraires dans les années 1890 lui est d'abord insupportable et il se moque de cette nouvelle profession à travers son personnage Whelpdale ; pourtant, ces intermédiaires s'avèrent vite indispensables et Gissing lui-même les consulte pour négocier les contrats de publication en feuilleton, diffuser les œuvres en Amérique et dans les colonies. Ainsi, A. P. Watt l'assiste lors de la production de Né en exil (Born in Exile), puis il se tourne successivement vers William Morris Colles et James B. Pinker qui le soulagent des tâches administratives et commerciales du métier d'écrivain.

#### Problème des bibliothèques ambulantes

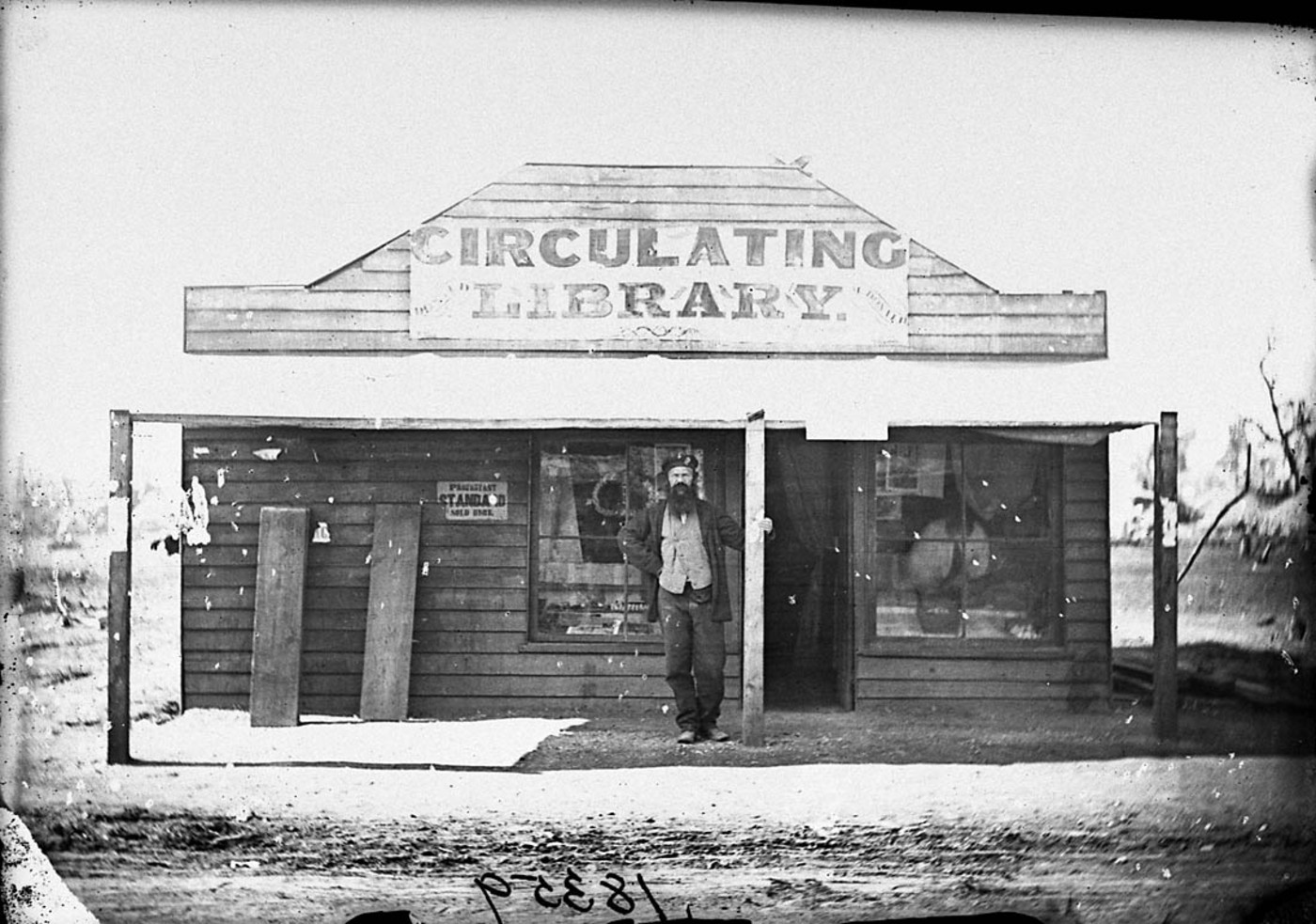
Donald McDonald et sa bibliothèque de prêt, Gulgong, 1870.

Autre contrainte, le problème des bibliothèques ambulantes (ou de prêt) (circulating libraries) nées des exigences du roman en trois volumes (Three-Decker Novel) et organisées en un réseau couvrant non seulement l'ensemble du pays, mais aussi les colonies et les États anglophones. Leur suprématie — particulièrement Mudie's et Smith's — affecte toute la chaîne de la fiction : les auteurs dont les premières éditions se trouvent systématiquement confisquées, les éditeurs qui restent impuissants à s'opposer à leurs exigences commerciales, et enfin le public qui leur sert d'otage, condamné qu'il est à payer la somme exorbitante de 3 shillings et 6 pence par roman s'il n'en passe pas par elles.

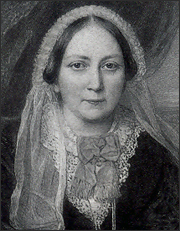
Ellen Wood (Mrs Henry Wood) par Reginald Easton.

Gissing dénonce leur influence néfaste sur la qualité artistique des œuvres de fiction. Si dans des chefs-d'œuvre comme David Copperfield ou Les Grandes Espérances, le processus de caractérisation est lent, l'action méandre à loisir entre deux crises, les intrigues secondaires fleurissent, les histoires enchâssées sont autant d'escapades solitaires, c'est que Dickens est doué d'un souffle hors du commun qui le porte, lorsqu'il en a besoin, vers d'étincelants dialogues, une machinerie descriptive digne d'un opéra baroque, une imagination visionnaire, un humour cocasse et ravageur. Gissing, lui, est à la peine pour fournir son quota de pages, alors même que l'utilité fonctionnelle des deuxièmes volumes se voit de plus en plus contestée. Pour autant, il se refuse aux subterfuges dont abusent certains auteurs : Ellen Wood par exemple, qui se fait fort de ne jamais choisir un mot court alors qu'un long est à disposition et qui étire son style avec des conflagration! au lieu de fire! (« au feu ! »), cognizant of à la place de know (« savoir ») ou communicating the tidings pour tell the news (« raconter les nouvelles »), voire effect some purchases pour do the shopping (« faire les courses »), etc.

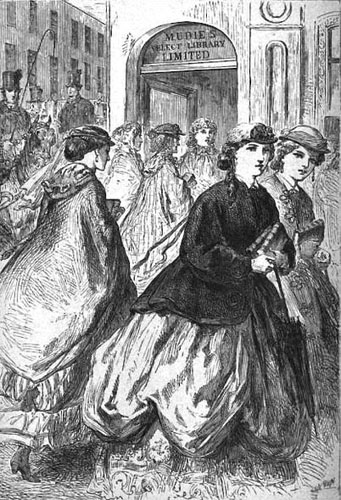
Dames se pressant chez Mudie's à l'arrivée d'un ouvrage (artiste inconnu)

D'autre part, une bonne part de l'action dépend des personnages féminins, jeunes filles (young persons) de la classe moyenne et leur Mamma, catégories strictement protégées de toute atteinte à la pudeur, à la moralité et si possible des duretés de la vie. Gissing s'insurge contre ces diktats hypocrites et s'emploie à briser les tabous, particulièrement dans ses premiers romans Les Travailleurs de l'aube, Les Hors-Cadres, sans compter Les Ennemis de Mrs Grundy que l'éditeur Bentley prend sur lui de détruire avant que les épreuves ne soient corrigées. Toute référence ouvertement sexuelle se trouvant exclue, il est dans l'intérêt commercial des bibliothèques ambulantes de veiller à la pudibonderie ambiante. Ainsi, Mudies, pour ses abonnés à une guinée annuelle, ne retient que des ouvrages dits select (« corrects »), dûment répertoriés dans son Catalogue of New and Standard Works (« Catalogue des nouveautés et des classiques »), et ses confrères s'empressent de lui emboîter le pas.
Gissing n'est pas le seul à s'inscrire en faux contre cet assaut de bienséance : ainsi George Moore, auquel Mudie's a refusé A Modern Lover et qui reçoit pour seule réponse : « Votre livre a été jugé immoral. Deux dames de province m'ont écrit pour se plaindre du passage où la jeune fille pose en Vénus pour le peintre. Il s'en est évidemment suivi que j'ai interdit la diffusion de votre ouvrage, à moins qu'un client n'exprimât expressément le désir de lire un roman de Mr Moore »,,.
L'obstination de Gissing a des conséquences économiques personnelles : ses revenus se trouvent amputés, tels ceux de son héros Reardon (La Nouvelle Bohème) ; jamais, en effet, n'a-t-il consenti à compromettre sa plume pour plaire au plus grand nombre, le roman restant pour lui une œuvre d'art, non un produit commercial ; l'écrivain, pense-t-il, n'écoute que sa conscience et fuit la facilité ; sa mission est d'éduquer, non de flatter.
Pour autant, une fois le premier ouvrage passé qui reste statutairement à sa charge, les suivants peuvent lui assurer une certaine stabilité, le système lui offrant le choix entre un forfait ou des royalties. En général, l'auteur à ses débuts préfère la première solution, l'argent faisant toujours défaut : ainsi, Gissing a reçu 30 £ de Chapman & Hall pour Hors-Cadres et 150 £ pour La Nouvelle Bohème, mais plus tard, rétribué au prorata des ventes, lui reviendront 20 % pour les 2 500 premiers exemplaires des Carnets d'Henry Ryecroft et 25 % au-delà.

#### Relations de Gissing avec la culture
La Vie de Bohème traite avant tout de la vie littéraire des années 1880. Les progrès techniques ont favorisé une forme de culture dont les personnages, Biffen, Reardon, Sykes, Yule, autant de facettes de Gissing, se trouvent aliénés : le livre est supplanté par le flot des magazines, le public est plus instruit mais moins éduqué, la préférence est donnée au Chit Chat, ou au London Society, au Tit-Bits, ce dernier plutôt spécialisé dans la littérature pour enfants, ou encore The Sketch, etc., en somme des catalogues d'inoffensives banalités, si ce n'est des repaires à commérage — surtout sur le beau monde, mais assaisonné de petites brèves issues des bas-fonds —. Gissing s'insurge contre cette culture qu'il juge au rabais, brocarde toute forme de vulgarisation — pour lui, l'anti-chambre de la vulgarité —, contre la corruption des valeurs qui contribuent à l'effritement universel.
En effet, par « culture », il entend un ensemble de valeurs intellectuelles, artistiques, sociales, relevant de l'humanisme le plus classique, ancré dans l'antiquité gréco-latine, fondé sur la tolérance de l'esprit et l'intégrité personnelle. Dans sa vie comme dans son œuvre, la « vraie » culture s'est réfugiée chez de rares personnes impuissantes à s'adapter aux circonstances et aux mentalités du jour. Paradoxalement, dans La Nouvelle Bohème, Milvain et Whelpdale ont du succès, mais s'avèrent acculturés et y perdent leur âme ; les autres, Edwin Reardon, Harold Biffen, Alfred Yule, Marian Yule montent la garde devant la forteresse des anciennes exigences, mais restent des ratés sociaux : il y a là chez Gissing non pas satire, mais une illusion utopique ancrée sur une contradiction personnelle jamais résolue.

#### Ultimes réflexions
Dans Les Carnets d'Henry Ryecroft, Gissing est revenu sur cette obstination de toute une vie et il s'est livré à une méditation sur ce qu'il appelle l'intellect et le cœur :
| « Foolishly arrogant as I was, I used to judge the worth of a person by his intellectual power and attainment. I could see no good where there was no logic, no charm where there was no learning. Now I think that one has to distinguish between two forms of intelligence, that of the brain, and that of the heart, and I have come to regard the second as by far the more important. I guard myself against saying that intelligence does not matter; the fool is ever as noxious as he is wearisome. But assuredly the best people I have known were saved from folly not by the intellect but by the heart. They come before me, and I see them greatly ignorant, strongly prejudiced, capable of the absurdest mis-reasoning; yet their faces shine with the supreme virtues, kindness, sweetness, modesty, generosity. Possessing these qualities, they at the same time understand how to use them; they have the intelligence of the heart. » | « En ma jeune et sotte arrogance, je jugeais la valeur d'une personne sur ses qualités et réussites intellectuelles. Là où la logique faisait défaut, je ne voyais rien de bien, lorsque le savoir n'était pas au rendez-vous, je ne trouvais aucun charme. Aujourd'hui, je pense qu'il convient de distinguer deux formes d'intelligence, celle de l'esprit et celle du cœur, et je considère désormais que la seconde est de loin la plus importante. Je me garderais de prétendre que l'intelligence n'y est pour rien : le sot reste tout aussi nocif qu'il est lassant. Pour autant, je sais pertinemment que les meilleures personnes que j'ai rencontrées ont été sauvées non par l'intellect mais par le cœur. Elles se présentent à moi et je les vois on ne saurait plus ignorantes, partiales, absurdement déraisonnables ; pourtant, leur visage s'irradie des plus suprêmes vertus, la bonté, la gentillesse, la pudeur, la générosité. Nanties de ces qualités, elles savent comment s'en servir, car elles sont douées de l'intelligence du cœur. » |

## Pessimisme en phase avec l'époque
G. K. Chesterton parle des années de 1885 à 1898 — celles qui ont vu publier les principales œuvres de Gissing — comme « [d']une époque de réel pessimisme »,. L'œuvre de Gissing n'y est que pour peu, son audience manquant d'impact pour modeler une mentalité collective ; en revanche, son état d'esprit personnel se coule comme naturellement dans les schémas spirituels et culturels de la fin de l'ère victorienne. La question de la valeur de la vie taraude alors tout être cultivé, comme en témoignent Thomas Hardy ou le poète James Thomson, l'auteur de The City of Dreadful Night, notoirement moroses.
Le cas de Gissing est différent : il s'est créé des situations conduisant à d'irréparables désastres ; son pessimisme n'est sans doute pas inné, mais à son hérédité, son tempérament, ses goûts qui le portent vers le sérieux, se sont greffés un désenchantement des choses de la vie et la culture du malheur que reflètent ses romans. Son évolution peut être résumée par la formule de Debbie Harrison : « Du positivisme d'Arthur Comte au pessimisme de Schopenhauer ».

### Sources du pessimisme
Elles sont à la fois personnelles et impersonnelles : l'examen objectif de la biographie de Gissing révèle suffisamment d'éléments visant à gommer toute propension à la gaieté, ne serait-ce que par le titre des chapitres de celle de Coustillas. Pourtant, elle a existé, comme en témoignent certains poèmes ou nouvelles précoces telles My First Rehearsal (Ma première répétition) et My Clerical Rival (Mon rival le vicaire).
Gissing a hérité du tempérament de son père, sérieux, travailleur, taraudé par la hantise d'une mort prématurée, dont les préoccupations récurrentes se reflètent dans trois petits recueils de poèmes lus et relus, reflets de nombreuses conversations tenues à la maison. Comme lui, il se bat pour faire de sa vie une tolérable réussite, mais chaque étape, pourtant promise à un brillant succès, fait naufrage de par sa propre faute : la prison à Manchester, la faim à Boston et Washington, l'enfer domestique renouvelé. Certains critiques voient dans cette série auto-destructrice, une répétition inconsciente du drame paternel — son père décède à quarante-deux ans alors que lui n'en a que treize —, comme s'il sabordait à son cœur défendant un destin prêt à ouvrir ses ailes.

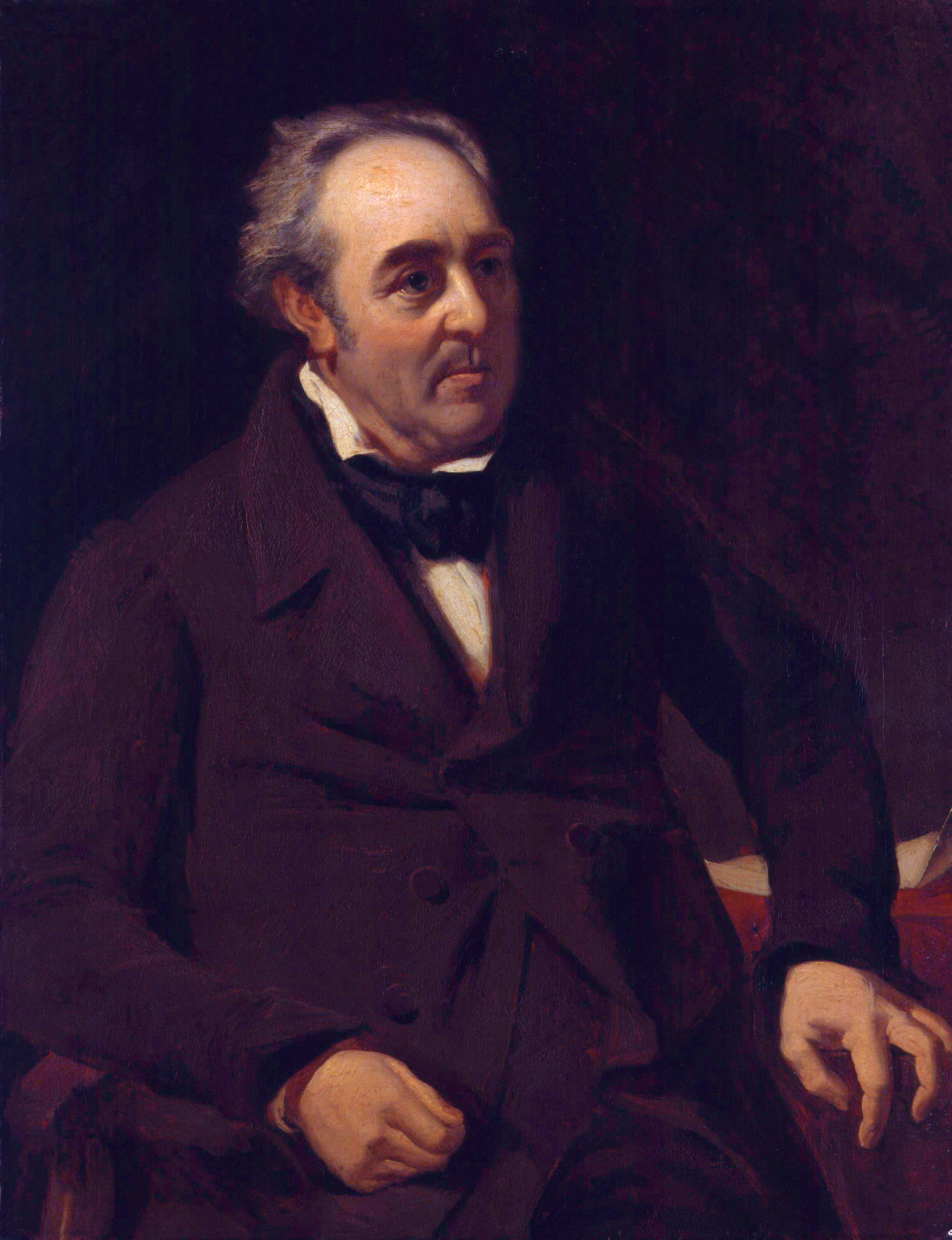
Walter Savage Landor par William Fisher.

Il existe d'autres facteurs inhérents à sa personnalité, un goût tôt acquis pour la littérature dite sérieuse et des représentations picturales ténébreuses. Livres ou chevalet, il écarte les paillettes et les ornements gratuits : ainsi de son attachement à Hogarth, et à Dürer, qui va de pair avec celui qu'il porte à Henry Fielding, l'humour en moins, à Sir Thomas Browne, (1605-1682), anglican spécialiste de médecine, religion, science, sociologie et d'ésotérisme, Jeremy Taylor (1613-1667) théologien et prédicateur, ou et surtout Walter Savage Landor, doux poète, mais impétueux, têtu, querelleur, brillant humoriste et auteur des Conversations imaginaires (Imaginary Conversations), large éventail de personnages historiques, des philosophes grecs aux écrivains contemporains, conversant de philosophie, de politique, de l'art du roman, etc. C'est de ce recueil que Gissing tire sa citation préférée, dont il savoure le caractère inéluctable, le lyrisme, la musique des mots : « Point de champs d'amarante de ce côté-ci de la tombe ; aucune voix, ô Rodolphe, qui ne soit muette, quelque mélodieuse eût-elle été ; point de nom ayant psalmodié la passion, dont l'écho, enfin, ne se soit assourdi »,.

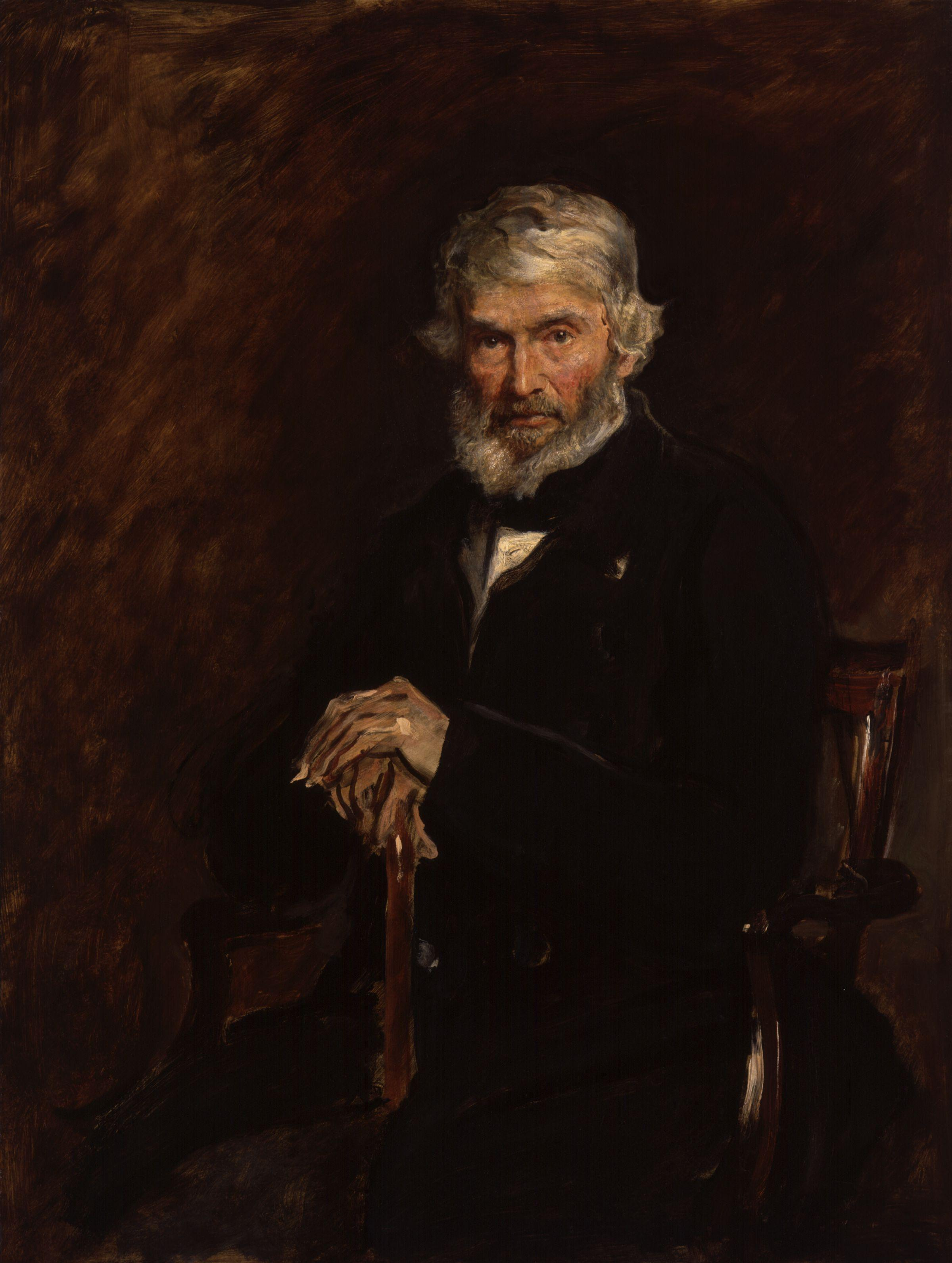
Thomas Carlyle, par Millais.

De plus, Gissing arrive à l'âge adulte alors que le triomphalisme victorien s'estompe, souffrant de la concurrence de jeunes nations plus compétitives, d'où une pauvreté accrue que sanctionnent des grèves paralysant l'économie ; le socialisme, en veilleuse depuis le chartisme et la Anti-Corn Law League de Richard Cobden, se réveille (voir Demos publié en 1886), mais le matérialisme et le culte du progrès se trouvent mis à mal par Carlyle qui dénonce le mythe de la science, « la lugubre science » (the dismal science, selon son expression) comme garante des lendemains qui chantent. Dans Les Carnets de Henry Ryecroft, Gissing, en écho à Carlyle, fait écrire à son héros : « Je hais et crains la "science", tant j'ai la conviction que pour longtemps si ce n'est pour toujours, elle s'avérera l'ennemi mortel de l'humanité. Elle aura raison de la simplicité et de la douceur la vie, de la beauté du monde aussi ; sous le masque de la civilisation, c'est la barbarie qu'elle réinstaurera ; elle obscurcira les esprits, pétrifiera les cœurs ; elle sera source de vastes conflits qui réduiront au chaos et dans le sang toutes les avancées de l'humanité »
De fait, Gissing observe l'explosion de la mécanisation et partant, de l'urbanisation, l'avancée du capitalisme, le déclin de la religion — qu'il ne regrette pas —, reléguée au statut de légende par le darwinisme : s'il y voit quelques manifestations de grandeur et d'altruisme, il en dénonce surtout l'intolérance, l'étroitesse d'esprit, l'hypocrisie, la violence et même la cruauté. Dans les vingt premières années de sa production littéraire, sous l'influence du militant radical Frederic Harrison (1831-1923), lui-même formé par Richard Congreve, il cherche refuge dans le positivisme, voyant même chez Auguste Comte, en particulier dans son analyse de la civilisation, une sorte d'encouragement personnel. Cependant, à l'époque où il écrit La Nouvelle Bohème, il fait volte-face et répudie toute forme de spiritualité, y compris celle développée dans le cadre du positivisme qu'il a largement fréquentée et dont il se détourne dans un article, The Hope of Pessimism (L'Espoir du pessimisme), jamais publié de crainte d'offenser son ami Frederic Harrison.

### Nature du pessimisme
Gissing s'imprègne alors des idées de Schopenhauer, exposées dans Le Monde comme volonté et comme représentation (Die Welt als Wille und Vorstellung) (1819) et les deux volumes de Parerga et Paralipomena (1851). C'est à la fin des années 1870 seulement que l'influence du philosophe allemand parvient jusqu'à la littérature anglaise, chez James Thomson (Bysshe Vanolis / B. V.), et sa City of Dreadful Night, Thomas Hardy, George Meredith, Arthur Morrison, George Moore et Gissing qui devient ce que Debbie Harrison appelle « l'apôtre du pessimisme ».

#### Aperçu de la pensée de Schopenhauer
Schopenhauer reprend, à sa façon, la distinction kantienne entre le phénomène et la chose en soi (Ding an sich). Le monde se révèle de deux manières : « phénomène », soit connu comme re-présentation, objet distinct de nous, perçu à travers le prisme de l'intelligence ; en tant que tel, il est régi par des principes : l'individuation, les êtres étant séparés les uns des autres par l'espace et le temps, la causalité, ces êtres étant liés par des relations de cause à effet, le principe de raison suffisante, rien ne pouvant être sans raison. En deçà de la représentation qui n'est qu'apparence et dont les catégories relèvent de l'illusion, le monde existe en soi, mais à la différence de Kant, Schopenhauer affirme que nous avons accès à cet en-soi, car « nous le saisissons tel qu'en lui-même par l'intuition immédiate, où nous ne faisons plus qu'un avec lui ».
L'être est « vouloir-vivre », tension fondamentale qui agit en nous, motive inconsciemment nos représentations, détermine nos désirs. L'univers tout entier est soumis à la manifestation du vouloir-vivre, « principe unique, aveugle, anonyme, universel ». En ce principe, du minéral à l'animal et au végétal, tout est un : par la racine de notre être, nous sommes en union avec tous les autres. Cependant, manque perpétuel, le vouloir-vivre est essentiellement souffrance ; puissance sans intelligence, il est sans raison, il veut pour vouloir, ses objets sont secondaires. Ainsi, la vie est dépourvue de sens, sans but ; pour cesser de souffrir, il faudrait cesser de vouloir.
Au tourment de la volonté, l'art offre un premier répit. La contemplation esthétique, partagée entre l'artiste et le spectateur, pose sur l'essence des choses un regard désintéressé, débarrassé de toute volonté, la contemplation de la beauté. Privée de désir, la douleur de vivre s'apaise et le plaisir n'est que cette absence de peine. Libérés de la volonté, nous en avons aussi l'intuition pure : l'art représente les formes épurées sous lesquelles la volonté se manifeste : l'architecture les forces élémentaires de la nature inorganique, la sculpture la nature humaine en général, la peinture les sentiments, la poésie la pensée, la tragédie, l'aptitude de l'homme à renoncer à sa volonté face au destin. La musique, art suprême, ne représente aucune manifestation de la volonté, mais la volonté elle-même, en son intimité la plus secrète. Elle ne « ressemble » à rien, mais entre en résonance avec notre affectivité.
L'art, cependant, n'est que trêve, il faut aller plus loin, par notre conduite morale qui offre la seconde voie. « En manifestant notre unité avec autrui, le sentiment de pitié prouve l'unité de tous les êtres dans la volonté. Ta souffrance est la mienne – celle du vouloir-vivre. L'ego n'est qu'une illusion dont il convient de se libérer. L'égoïsme et la sexualité reproductrice doivent donc faire place à la compassion et à l'amour, renoncement au-delà à la tyrannie du vouloir »,.
Dans ce dernier cas, celui qui s'affranchit de tout désir atteint à un état mystique s'apparentant au nirvana – « qui n'est un néant que pour celui qui croit encore que ce monde-ci est quelque chose ».

#### Résonance de Schopenhauer

Schopenhauer, portrait par Lunteschütz (1822–1893).

Gissing se familiarise d'abord avec les idées de Schopenhauer grâce à son ami Eduard Bertz, puis, au début des années 1880, il lit l'œuvre entière dans le texte au British Museum. S'ajoute à cela son intérêt pour La Religion naturelle (Natural Religion), essai retentissant du professeur J. R. Seeley (1882), auteur du célèbre Ecce Homo, qui tente de théoriser les fondements d'une religion dite « raisonnable », c'est-à-dire débarrassée de tout oripeau surnaturel. De ces deux influences naît son propre ouvrage (non publié) The Hope of Pessimism (L'espoir du pessimisme), fondement théorique de son attitude envers le monde, d'abord violente diatribe contre le fait religieux né, pense Gissing, d'une myopie intellectuelle incapable d'appréhender l'idée de l'irrévocabilité de la mort, ensuite reprise des théories de Schopenhauer sur l'effet salvateur de l'art et de l'avènement de la compassion universelle.
L'essai aura fait l'effet d'une soupape de sûreté pour Gissing : les idées de Schopenhauer sur la situation privilégiée de l'artiste l'ont aidé à clarifier son propre rapport à l'écriture et le militant socialiste s'est mué en romancier capable d'observer sans passion les choses de la vie. D'ailleurs, le 12 mai 1883, six mois après en avoir terminé, il écrit à sa sœur Margaret : « La seule chose ayant une valeur absolue qu'il nous soit donné de connaître est la perfection artistique. Les divagations du fanatisme, justifiables ou non, disparaissent ; mais l'œuvre de l'artiste, quelque matériau travaille-t-il, demeure, à jamais source de santé heureuse pour le monde. », ; plus explicite encore est sa lettre du 18 juillet 1883 à son frère Algernon : « Peu à peu, je trouve ma juste place dans ce monde. La philosophie ne m'apporte plus rien et je m'en désintéresse de plus en plus […] Au milieu des pires complications de la vie, me voici soudain d'un calme souverain, comme détaché des soucis du moment et capable de considérer chaque chose comme un tableau. »,
Si le nom même de Schopenhauer apparaît peu dans la fiction de Gissing, sa philosophie trouve un écho dans nombre d'ouvrages. John Ingram Bryan note que la représentation de la vie y est « colorée par le doute et les ténèbres »,. D'où également l'usage récurrent d'expressions ou phrases telles que damn the nature of things (« au diable la nature des choses ») ou the native malignity of matter (« la malfaisance innée de la matière »), notées par Morley Roberts. À la fin de sa vie, Gissing se décrit comme manichéiste, mais convaincu que le Mal l'emporte sur le Bien, tant l'homme s'avère prisonnier d'une destinée capricieuse, véritable champ de bataille de désirs ne pouvant être satisfaits, notoirement le désir sexuel, l'instrument premier du malheur humain.
Les idées de Schopenhauer sont en parfaite adéquation avec les attentes de Gissing. Si certains passages ne peuvent que recevoir son approbation intellectuelle, ils résonnent également d'échos relevant de son intimité : ainsi, « Le désir amoureux jette son dévolu sur des êtres qui, en dehors des relations sexuelles, paraîtraient détestables, méprisables et même repoussants pour l'amant. Cependant, la volonté de l'espèce dominant celle de l'individu au point qu'il oblitère ces aspects qui l'horripilent, il n'en tient aucun compte et s'engage sous l'emprise de son illusion qui, une fois la volonté de l'espèce satisfaite, s'évanouit aussitôt et le laisse en compagnie d'un être détesté pour le restant de sa vie […] Telle est la raison pour laquelle on voit d'excellents hommes fort raisonnables unis à des mégères et des forcenées, et on se demande comment ils ont pu se laisser aller à un tel choix. »,
La Nouvelle Bohème, Henry Ryecroft et Will Warbuton s'éloignent de Schopenhauer dont ils ne livrent plus que de rares échos. La dureté des œuvres précédentes a disparu, remplacée par un doux quiétisme. Au fond, Gissing a toujours été un disciple du maître allemand, même avant qu'il ne l'ait lu. Il savait qu'il était mu par un désir sexuel irrationnel, ce qui le troublait, et, en même temps, enclin depuis toujours à la contemplation. En cela, il répondait à la conception de Paul Bourget qui, analysant l'influence de Schopenhauer sur Flaubert et Stendhal, écrivait que « Nous n'acceptons que les doctrines dont nous portons déjà le principe en nous »,.

## Réalisme et idéalisme
S'efforçant de jauger l'ensemble de l'œuvre de Gissing et sa personnalité, un critique anonyme écrit en février 1909 : « C'est un réaliste sous l'emprise d'un idéal »,. Le réalisme de Gissing s'est en effet vu jugé de nombreuses façons, approbation chaleureuse lorsque la manière descriptive semble correspondre aux fins annoncées, considéré aussi comme terre-à-terre et dénué d'art : ainsi, Arthur Symons qui le vilipende sans ménagement pour la seule raison que les romans ne répondent pas à son échafaudage théorique. Wallace Stevens, quant à lui, prétend que « le réalisme est une corruption de la réalité », ce qui est une lapalissade,. D'après Coustillas, le paradoxe est qu'il y a beaucoup du « réaliste inversé en [Gissing] » (inverted realist), puisque, à des moments cruciaux de sa vie, gérée sans rime ni raison, alors même qu'il se voile la face devant la réalité, il se cherche un refuge dans l'art d'un réalisme de facture purement littéraire.

### Diverses conceptions du réalisme littéraire
Les fondateurs du roman britannique au XVIIIe siècle, Daniel Defoe, Henry Fielding, Samuel Richardson, avaient tous pour credo l'authenticité et le « réalisme » (« realism »). Ce concept, cependant, a de multiples acceptions dans la langue anglaise : Damian Grant note dans Critical Idiom Series vingt-six expressions telles que objective realism, ideal realism, militant realism, ironic realism, etc.
Au XIXe siècle le réalisme littéraire s'est imposé comme un genre majeur : en France, les frères Goncourt expliquent que le roman, loin d'être escapiste et irréel, s'avère un médium indispensable pour révéler la vérité de la vie contemporaine. Pour eux, des auteurs comme Balzac, Flaubert, Zola sont à la fois artistes, sociologues et historiens, passant au crible les types sociaux, dénonçant les abus de la société, cataloguant les hommes et les femmes, leur tempérament et leur environnement de classe. L'exactitude, onomastique, aspect extérieur, topographie, Histoire, revêtent la plus haute importance : d'où les interminables descriptions, Balzac dans Les Petits Bourgeois, ou encore la pension Vauquer dans Le Père Goriot, Zola dans la minutieuse déambulation à travers le Parc du Paradou dans La Faute de l'abbé Mouret, le fouillis répertorié des bibelots, etc., cette minutie descriptive et cette accumulation d'objets ne visant qu'à recréer un succédané de réalité par un effet de réel.
La distinction faite en France entre réalisme et naturalisme ne s'opère pas en Grande-Bretagne, encore que la question suscite d'âpres débats. Certes, le réalisme est dans l'air et se polarise d'abord sur la vraisemblance, ce que les critiques victoriens décrivent comme true to life ou encore graphic. Pour autant, la controverse reprend par intermittence, surtout lorsqu'il est question de traduire : le problème est que les auteurs n'écrivent pas pour des Anglais victoriens ; ils ignorent que les dames de bonne société n'ont pas de sexe, et leurs descriptions paraissent iconoclastes, contagieuses, susceptibles de « briser l'État, l'Église, le Trône » (break the State, the Church, the Throne), de saper la fibre morale du peuple, de corrompre les innocents. L'Association nationale de vigilance (National Vigilance Association), créée en août 1885 « pour l'application et le renforcement des lois réprimant les crimes sexuels et l'immoralité publique », a pour but principal de secourir les femmes et les enfants de la traite des blanches, mais elle s'efforce aussi de protéger la jeunesse contre les dangers de cette littérature pernicieuse et, à cette fin, poursuit en justice l'éditeur Henry Vizetelly qui publie les naturalistes français : successivement deux amendes de 100 £ et de 300 £ avec trois mois de prison ferme en 1889, sous les applaudissements de la presse et la satisfaction des bien-pensants.

### Un cas particulier
Gissing, comme son ami George Moore, s'oppose à cette ligue dont les sermons démentent leur objet, du moins pour les intellectuels avides de critères artistiques nouveaux. Ainsi, New Grub Street se présente d'abord comme une plaidoirie en faveur de la liberté de création et, parallèlement, une attaque contre la mièvrerie sentimentale de la littérature commerciale. Une petite partie de la presse le soutient, par exemple, The Eclectic, qui écrit : « En Angleterre, l'artiste a peur de dire la vérité, toute la vérité, ou alors il est intellectuellement incapable de révéler le subtil mécanisme du cœur humain »,, ou encore : « [le] roman indigène en son ensemble […] se réduit à une respectable collection de banalités »,.

#### Concepts non théorisés
Gissing est un cas limite : en 1880, lors de la publication des Travailleurs de l'aube, il n'a pas encore lu Zola, mais comme lui, il emprunte déjà à la biologie post-darwinienne, affirmant la totale détermination des personnages et de la société. L'homme et tout ce qui relève de lui sont soumis à deux forces principales, l'hérédité et l'environnement. Il n'a pas théorisé ces concepts, mais il les applique d'instinct, ses incursions dans le naturalisme ne résultant pas d'une volonté délibérée d'exposer le côté sordide de la condition humaine ; c'est ce que tente de dire un critique anonyme à propos du Monde d'en bas : « Mr Gissing est l'une des rares personnes à pouvoir travailler avec de la poix sans se salir les mains. Il se rapproche de Zola dans le réalisme, mais ses pensées et sa langue gardent la pureté de celles de Miss Yonge en personne »,,
Gissing s'irrite des comptes rendus des critiques sur son réalisme qui passe trop souvent pour un manque d'imagination. Il note de plus que le mot « réaliste » est devenu synonyme de « repoussant » et de « douloureux » (revolting and painful). Son credo, exposé dans une lettre à son frère Algernon le 23 juin 1884 après la publication de Les Hors-Cadres, tient en peu de mots : « Mes personnages doivent parler comme ils le feraient en vrai, et je ne suis pas responsable de ce qu'ils disent. »,. De façon plus explicite, lors de la parution de Isabel Clarendon, il écrit le 9 août 1885 au même Algernon : « J'ai fait de mon mieux pour rendre l'histoire aussi réaliste que possible. La fin est on ne saurait moins romantique : plusieurs fils restent en suspens, c'est ce qui se passe dans la réalité, on ne fait pas le point complet de la vie des gens, non plus qu'on n'y met un terme. ».

#### Réalisme militant
Cela dit, Gissing, tel George Moore, utilise d'abord le réalisme à des fins militantes : sa fiction dépeint la réalité sous des aspects déplaisants et, comme chez Zola, les détails d'une pauvreté et d'une sensualité sordides y sont calculés pour ulcérer le lecteur et l'éveiller à la nécessité de réformes sociales et morales. Ses méthodes ont évolué au fil du temps, mais déjà, alors qu'il rédige La Nouvelle Bohème, il compare les procédés de Dickens et de Thackeray à ceux des écoles naturalistes française et russe, et en conclut que « Thackeray et Dickens ont énormément écrit, et avec une profusion de détails, mais bien plus artistique, me semble-t-il, est la dernière méthode, celle qui consiste à suggérer, à procéder par épisodes, plutôt que d'écrire des biographies. Le romancier de la vieille école est omniscient ; je pense préférable de dire une histoire comme on le fait dans la vraie vie, avec des suggestions, des supputations, recourant au détail uniquement pour ce qu'il est possible de raconter et rien de plus ».

#### Une plus grande flexibilité
Plus tard, son réalisme évolue vers plus de flexibilité. Gissing le résume en cinq points formulés à l'occasion d'un symposium organisé par une petite gazette, The Humanitarian : 1) il condamne la fausse acception du mot, 2) le réalisme doit corriger les descriptions déformées offertes par les romanciers conventionnels, 3) les deux principales qualités requises du romancier sont la sincérité et la compétence artistiques, 4) le romancier doit décrire le monde tel qu'il le voit, à travers sa subjectivité, l'objectivité restant un mythe. Le critique s'attache à l'esprit d'un texte et prend en compte l'aspect artisanal de sa fabrication, 5) la fiction est un art forcément limité par ses objets, la société et la nature humaine,.
Dans son ouvrage sur Dickens, Gissing poursuit son analyse en se référant à certains auteurs étrangers, Balzac, Victor Hugo, Dostoïevski, Daudet : il écrit que le romancier n'est pas inféodé à une théorie et qu'en tant qu'artisan de la littérature, il obéit d'abord à ses propres penchants, ce qui implique que la réalité du monde ne coïncide pas nécessairement avec celle de la fiction : « Dès qu'il s'asseoit pour bâtir un récit, construire des êtres humains, ou adapter ceux qu'il connaît à des circonstances particulières, il entre dans un monde distinct du monde réel, et […] il obéit à certaines lois, certaines conventions, sans lesquelles l'art de la fiction ne saurait exister ».
Ainsi, plutôt que de se reconnaître en le Zola du Le Roman expérimental, c'est peut-être au Daudet de Fromont Jeune et Risler Aîné qu'il fait penser : un réalisme loin de toute représentation photographique, flexible, adaptable, inspiré : « Jamais je n'essaierai de faire table rase de mon tempérament »,,.

#### Réalisme ambigu
En définitive, le réalisme de Gissing reste ambigu, arme de protestation, de revanche contre l'indifférence ou l'hostilité et expression d'un humaniste et d'un esthète :
| « Realism […] signifies nothing more than artistic sincerity in the portrayal of contemporary life; it merely contrasts with the habit of mind which assumes that a novel is written 'to please people', that disagreeable facts must always be kept out of sight, that human nature must be systematically flattered, that the book must have a 'plot', that the story should end on a cheerful note. {…} I joyfully compare the novelist's freedom in England of to-day with his bondage of only ten or twelve tears ago. No doubt the new wine of liberty tempts to excess […] The great thing is, that public opinion no longer constrains a novelist to be false to himself. The world lies open before him, and it is purely a matter for his private decision whether he will write as the old law dictates or to show life its image as he beholds it. » | « Le réalisme […] ne signifie rien de plus que la sincérité artistique dans la description de la vie contemporaine ; il s'oppose en cela à l'habitude de l'esprit qui considère qu'écrire un roman pour « faire plaisir » va de soi, que les choses désagréables de la vie doivent être dérobées au regard, qu'il convient de flatter systématiquement la nature humaine, de doter un livre d'une « intrigue », de terminer l'histoire sur une note heureuse […] J'ai plaisir à comparer la liberté dont jouit aujourd'hui le romancier en Angleterre avec celle qui était de règle il y a encore dix ou douze ans. Il est remarquable que l'opinion publique ne le contraigne plus à se mentir à lui-même. Le monde est grand-ouvert devant lui, et il appartient à lui seul de décider s'il va écrire selon les règles d'autrefois ou donner à voir l'image de la vie alors qu'elle se présente à son regard. » |

## Les femmes

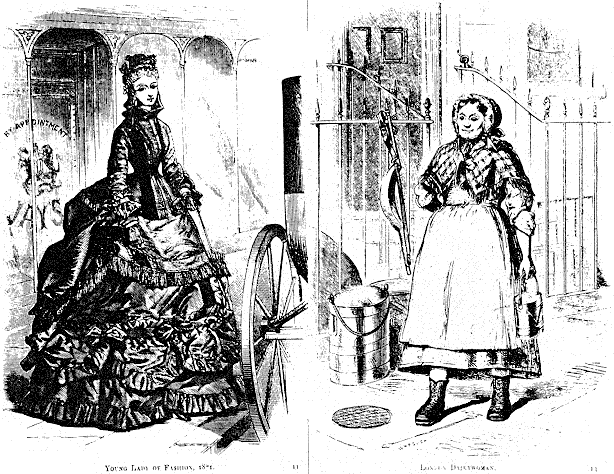
1871 : jeune femme de la bonne société et laitière londonienne.

Dans sa nouvelle Le Pensionnaire de Maze Pond, Gissing fait dire à l'un de ses personnages « Vis à vis des femmes, je suis un sot. J'ignore ce qui se passe en moi, sûrement pas la manifestation d'une nature sensuelle ou passionnée […] J'éprouve le besoin, l'envie insatiables de la compréhension et de l'affection d'une femme […] Jour après jour, nous devînmes plus intimes. […] Inutile de me persuader que j'éprouvais du sentiment envers Emma, même à cette époque. La vulgarité de ses façons de parler et de ses sentiments me heurtait. Mais elle était féminine, son regard et sa voix étaient doux, compréhensifs. Cette soirée m'a plu. Rappelle-toi ce que je t'ai déjà dit : les femmes raffinées m'effraient. Peut-être en suis-je au point de considérer que ma destinée consiste à vivre sur une moins grande échelle. Proposer le mariage — et faire l'amour — à une jeune femme telle que j'en rencontre dans les grandes maisons m'est impensable »,. À de rares exceptions près, les héros masculins des romans de Gissing ressemblent à ce personnage, et expriment fidèlement la pensée de leur créateur.

### Féminisme de Gissing
La femme joue, en effet, un rôle crucial dans son œuvre. William Plomer écrit qu'« en général, les romans de Gissing concernent tous les femmes et l'argent, ou plutôt, pour être plus spécifique, l'immense différence entre l'idée que se fait Gissing d'une femme gentille et son expérience des femmes ordinaires, et aussi la frustration engendrée par son manque d'argent qui a nui à son développement personnel et l'a privé du plaisir afférent ». Dans Les Déshérités, le héros impécunieux Godwin Peak essaie en vain de se concilier l'affection d'une jeune femme dévote en proclamant son intention d'entrer dans les ordres, mais en définitive, c'est sa pauvreté qui barre la route de ses amours.
Les critiques se divisent sur la question du féminisme de Gissing : Korg affirme qu'il a sur ce point des opinions très claires, qu'elles sont cohérentes et n'ont jamais varié ; « Ennemi du mythe victorien de l'infériorité de la femme, écrit-il, il croyait sans faille que les femmes sont intellectuellement et spirituellement les égales des hommes ». En revanche, Lloyd Fernando juge que Gissing est « le seul romancier d'importance de son époque dont l'attitude sur la question de l'émancipation tient plutôt à une sorte d'animosité raisonnée envers ce mouvement ». C'est dire que son approche reste ambiguë : Korg a certainement raison en ce qui concerne La Nouvelle Bohème — que, d'ailleurs, Fernando ne mentionne pas —, mais il est vrai que les romans des années 1890 et les nouvelles offrent maints exemples de traits satiriques visant certains types de femmes. La juste mesure, semble-t-il, tient dans la haute idée que Gissing se fait de la femme, ce qui, en soi, proclame son féminisme personnel, les saillies caustiques ne concernant que les travers humains qu'il dénonce.

### Rôle de la femme à la fin duXIXesiècle

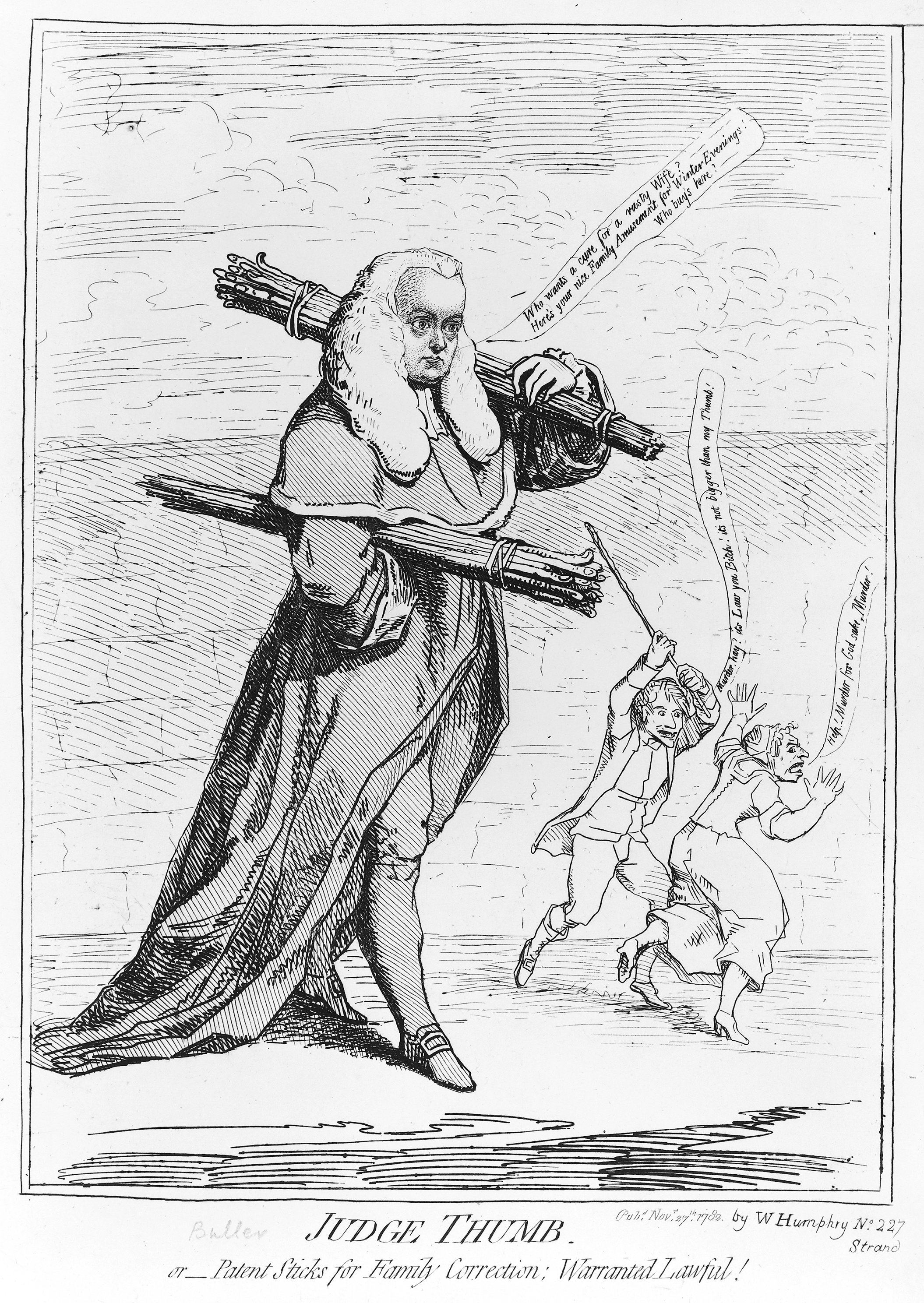
Caricature de la « règle du pouce » : taille maximale autorisée pour un bâton servant à corriger.

L'extrème fin du XIXe siècle considère toujours la femme comme uniquement destinée au foyer ; la littérature pullule qui prodigue conseils et recettes pour atteindre à l'état de true wommanhood : prendre soin de sa mère lorsqu'elle est fatiguée, apprendre à lire à son petit frère, s'habiller avec goût, faire des travaux d'aiguille et jouer avec grâce au pianoforte. Trop de savoir reste « indigne d'une dame » (unladylike). Même les poètes chantent l'antienne, Tennyson et Coventry Patmore entre autres, avec le recueil intitulé The Angel in the House (L'Ange du foyer), sans compter Ruskin idéalisant le foyer (the home) dans Sésame et les Lys (Sesame and Lilies).
La classe ouvrière, cependant, a d'autres priorités : la femme travaille avant et après le mariage, mais son sort n'est pas toujours enviable puisque son mari est habilité à la battre,, à la seule condition que le bâton ne soit pas plus gros que son propre pouce (provided it was not thicker than his own thumb).

#### La femme nouvelle

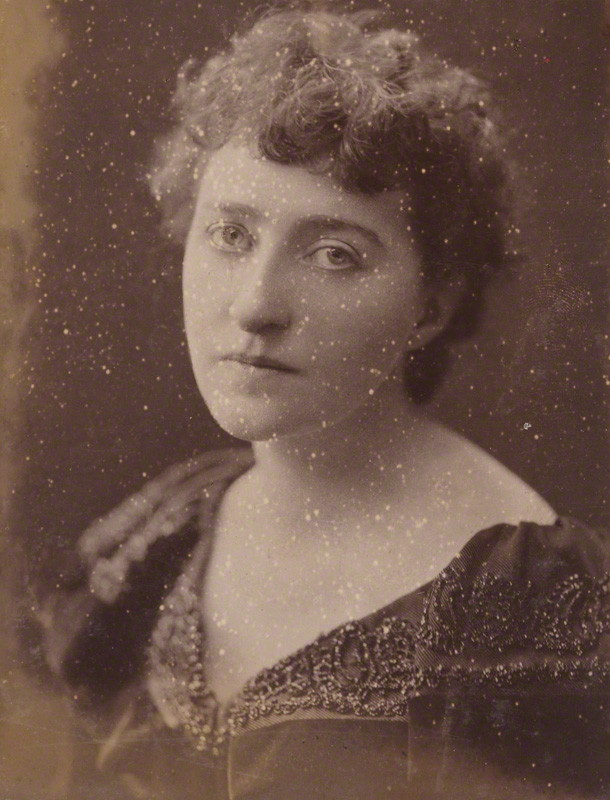
Sarah Grand, par H.S. Mendelssohn.

Un nouveau type de femme apparaît vers 1875, mais si l'expression « femme nouvelle » (new woman) est due à Sarah Grand (mars 1894),, le phénomène date de plusieurs années. Ibsen la met en scène dans Une maison de poupée, pièce d'abord interdite par le Lord Chambellan en se référant à la Loi sur la censure de 1737. Le personnage principal, Nora, serait fondée sur l'écrivain dano-norvégienne Laura Petersen, et Ibsen explicite sa démarche ainsi : « une femme ne peut pas être elle-même dans la société contemporaine, c'est une société d'hommes avec des lois écrites par les hommes, dont les conseillers et les juges évaluent le comportement féminin à partir d'un point de vue masculin ».
L'œuvre de Gissing, couvrant les deux dernières décennies victoriennes, présente deux types de femmes, les vieilles filles et épouses traditionnelles, comme Miss Harrow, Mrs Milvain, Mrs Alfred Yule, Mrs Winter dans La Nouvelle Bohème, et d'autres, jeunes et hardies, les new girls ou new women, les premières servant la plupart du temps de repoussoirs aux secondes, avides de savoir, superficiel ou plus approfondi selon les cas, qui aiment les livres et la conversation des artistes, fréquentent les bibliothèques et se retrouvent parfois pour le dîner dominical, jouent souvent du piano, s'intéressent à la mode et surtout veulent travailler. « Dites-moi, je vous prie, comment pourrais-je gagner ma vie ? », demande Olga Hannaford à l'écrivain féministe Piers Otway dans Couronne de vie (1899), « Il me faut quelque chose à faire. Cette vie de solitude et d'oisiveté m'est insupportable ». On est loin du « rien à faire et beaucoup d'argent » de H. G. Wells. La théorie de Piers est qu'une fois la pression sociale levée, l'intelligence de la femme pourra s'épanouir.
Telle est également l'opinion de Gissing qui, dans une lettre à Bertz datée de juillet 1893, écrit : « Lorsque je revendique l'égalité pour les femmes, c'est parce que je suis convaincu qu'il n'y aura jamais de paix sociale tant qu'elles ne seront pas éduquées pratiquement comme les hommes ». De fait, ses héroïnes sont souvent plus pratiques que romantiques, s'intéressant aux revues de sciences sociales, ce qu'Amy appelle « un titre appétissant » (an appetising title) lorsqu'elle se rend chez Muddie (La Nouvelle Bohème), ou May Tomalin dans Notre ami le charlatan.
De plus, aucun des personnages féminins de Gissing ne montre un quelconque penchant religieux, que ce soit dans les circonstances ordinaires de la vie ou lors d'expériences générant des difficultés émotionnelles ou mentales. À cet égard, le romancier s'est attiré les foudres des journaux anglicans ou non-conformistes qui ont vilipendé le manque de spiritualité de ces héroïnes. De plus, Gissing n'a eu de cesse de critiquer les institutions religieuses et ses seuls hommes d'église convaincants se reconnaissent en ce qu'ils perdent la foi et se passionnent plus pour la littérature que pour la Bible. Pour la femme émancipée, l'absence de religiosité, loin de constituer un handicap, témoigne d'un esprit ouvert, enfin libéré du joug que symbolise, par exemple, l'institution du dimanche anglais, « une infirmité nationale », selon l'auteur (a national infirmity),,.

#### Relations entre les sexes
La seconde manifestation de l'émancipation naissante des femmes concerne leur attitude envers la vie sexuelle. Dans un roman comme La Nouvelle Bohème, elle peut prendre plusieurs formes, amourette, entichement, amour, désir, mariage. Garçons et filles se retrouvent sans embarras, des amitiés se nouent à égalité, et au long terme, tous les jeunes gens épousent qui ils veulent, que ce soit une erreur ou non, avec ou sans le consentement de leurs parents. Hommes et femmes en discutent souvent, comme si l'institution avait perdu de son caractère intangible et sacré. De plus, Gissing accorde beaucoup de place à l'instinct sexuel, ne serait-ce que rétrospectivement : dans La Nouvelle Bohème, le narrateur parle de « nourriture » (nourishment) à propos d'Alfred Yule au chapitre VI, et précise que « l'heure était venue pour lui où il ne lui était plus possible de se passer d'une femme »,. Alfred Yule, en effet, tout comme Gissing, a dû se contenter d'une decent work-girl (« une brave ouvrière ») pour son confort personnel. Dans le même livre, l'ardeur de Marian est comparable à l'intensité de son amour pour la poésie : il s'agit d'une « faim passionnée » (hungry for passionate love), d'un « désir électrique » (electric desire) que ne satisfait pas vraiment le romantique équivoque de son amant ; mais n'empêche, :
| « Marian closed her eyes and abandoned herself to the luxury of the dream. It was her first complete escape from the world of intellectual routine, her first taste of life. All the pedantry of her daily toil slipped away like a cumbrous garment; she was clad only in her womanhood. Once or twice a shudder of strange self-consciousness went through her, and she felt guilty, immodest; but upon that sensation followed a surge of passionate joy, obliterating memory and forethought. » | « Marian ferma les yeux et s'abandonna au luxe de ce rêve. Pour la première fois, elle échappait complètement au monde de la routine intellectuelle et goûtait à la vie. La chape de pédantisme dont la recouvrait son labeur quotidien disparut comme glisse à terre un vêtement encombrant : elle n'était plus vêtue que de sa féminité. Une ou deux fois, elle eut conscience d'un étrange frisson, et se sentit coupable, impudique ; mais à cette sensation succéda un déferlement de joie passionnée effaçant tout souvenir et tout pressentiment. » |

Gissing éprouve plus que de la sympathie pour ce personnage, puisque, outre leurs affinités littéraires, il va jusqu'à transférer en elle sa propre fringale de confort conjugal, sa solitude émotionnelle et ses impérieuses envies sexuelles : « Je me sens comme un fou », écrit-il dans son journal peu après avoir rencontré Edith Underwood. « Je sais que jamais je ne pourrai faire quoi que ce soit de bien tant que je ne serai pas marié »,.

### Dernières recherches

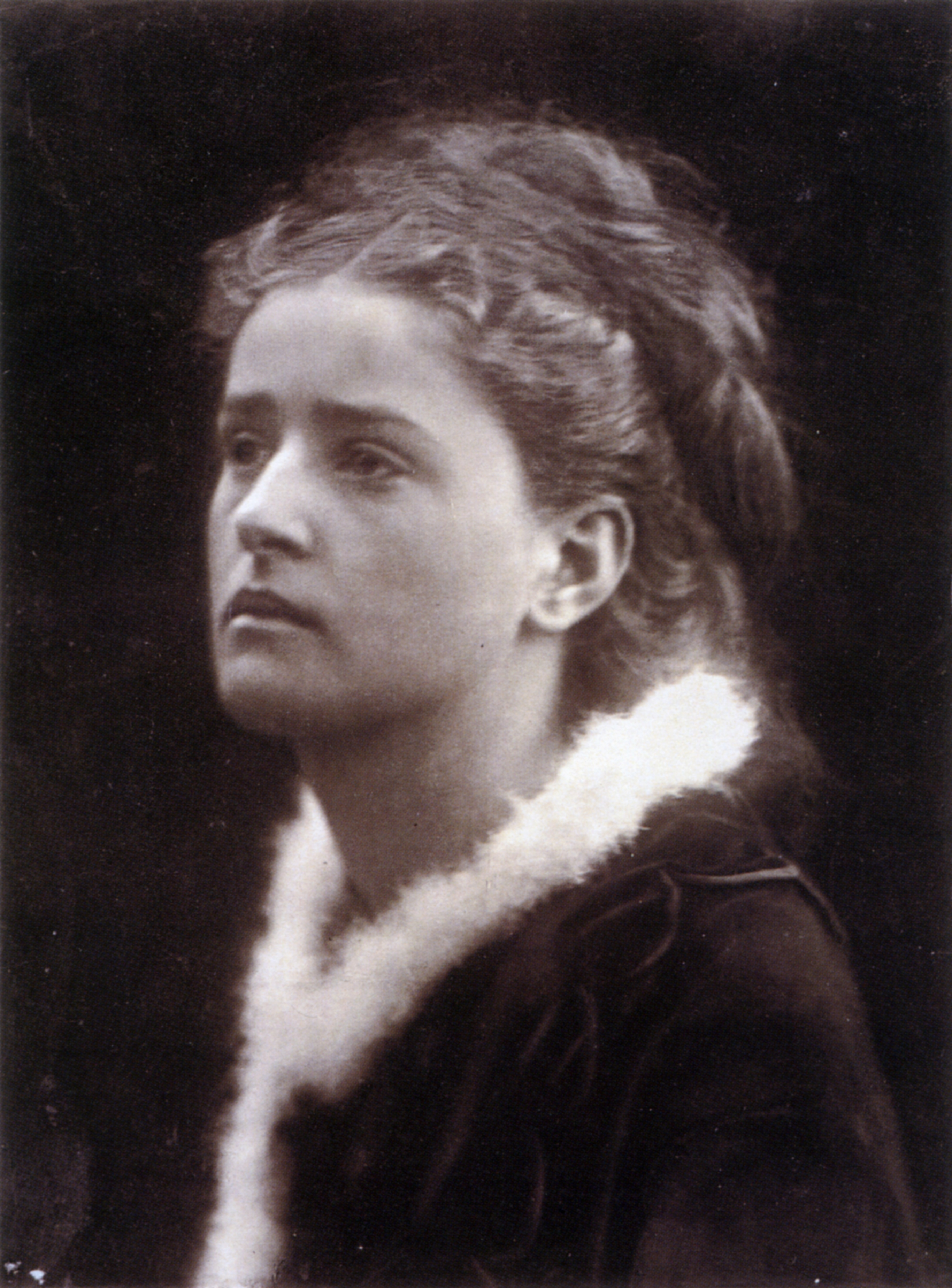
L'Ange de la maison, par Julia Margaret Cameron.

Quelques travaux plus spécialisés que les ouvrages généraux permettent de préciser certains aspects du traitement de la femme — et par ricochet, de la réaction de l'homme — dans l'œuvre de Gissing. Ainsi, David Gryll extrapole sur l'épouvantable aventure de jeunesse vécue avec Nell Harrison pour montrer que les vues du romancier sur la prostitution, présente dans presque toute son œuvre, ont changé à partir de Demos (1886) : restées radicales et conservatrices dans les premiers romans, avec des tropes littéraires traditionnels, c'est-à-dire en filiation des grands auteurs victoriens, elles ont ensuite évolué vers un traitement moins réaliste et plus métaphorique du thème.
Constance D. Harsh, considérant les romans publiés dans les années 1890 et en particulier L'Année du Jubilé, orientés vers la strate la plus pauvre de la classe moyenne, fait remarquer que les protagonistes féminins, tous intelligents et cultivés, récusent les vieilles distinctions entre les femmes « bonnes » et « mauvaises » (good woman/bad woman). Explorant les thèmes de la condition féminine, du désir sexuel, de l'autorité masculine, elle montre que ces personnages se trouvent en réalité utilisés par Gissing pour y traiter du sujet qui lui tient le plus à cœur, celui de l'homme sans classe ou déclassé socialement.
Cette thèse se voit confortée par Tara McDonald qui, dans son analyse de l'œuvre de Gissing et en particulier de Femmes en trop (1893), explique qu'en même temps qu'il traite des ambitions et des luttes des féministes de son époque, il explore le concept d'une nouvelle masculinité, ses personnages hommes se sentant « étrangers » (alien), « dépossédés » (dispossessed), « déboussolés » (out of touch), amenés à vivre une masculinité troublée, soit par manque d'argent, soit en raison de leur difficulté à s'ajuster à la liberté grandissante du sexe opposé.
Quant à Emma Liggins, elle souligne que Gissing a contribué, par des instantanés psychologiques revalorisants, à modifier à la fois l'image de la femme seule astreinte à travailler et celle de la « vieille fille » (spinster). Pour autant, il reste dans l'ensemble partisan du point de vue conventionnel et conçoit mal que la femme, cultivée ou non, ne soit pas prioritairement au foyer.

## Art du roman
Cette rubrique s'intéresse à l'action, au décor, aux personnages, à l'imagerie et aux symboles, enfin à la langue et au style. Dresser un tableau synthétique couvrant l'ensemble des œuvres s'avèrerait périlleux, mais avec comme pivot La Nouvelle Bohème qui reste un roman central représentatif, il est possible d'inférer certaines grandes lignes d'analyse de portée générale, d'autant que Gissing lui-même est parfaitement conscient du cadre où il doit travailler. Il en fait l'un des thèmes majeurs de discussion entre les personnages, s'en ouvre régulièrement à son frère Algernon, lui aussi romancier, à ses sœurs et à ses amis Morley Roberts et Eduard Bertz. Au fait de la tyrannie des modes de publication, s'il en suit les canons au début de sa carrière, à partir de 1894 il cesse d'écrire d'interminables romans et son intention est de reprendre chacun d'eux pour les condenser, « s'il en a le temps », note-t-il à Henry-D Davray chargé de faire un compte rendu de son œuvre dans le Mercure de France. D'ailleurs, la traduction du roman par Gabrielle Fleury (1902), La Rue des Meurt-de-Faim, publiée en feuilleton dans le Journal des débats politiques et littéraires de mars à juin 1901, est bien plus courte que l'original, coupes et remaniements de la main même de Gissing, entre autres, suppression de la rêverie au soleil couchant d'Athènes et de l'apologie de Reardon et Biffen au début du chapitre 31, ce qui donne au récit une atmosphère plus dramatique : quatre paragraphes seulement adressés au lecteur pour justifier de la personnalité inhabituelle des deux amis, l'action reprenant dès le cinquième.

### Action, décor et personnages
Cette action reste en général chargée de peu de matière, quelle que soit la longueur du roman. Le récit se jalonne de repères historiques qui datent chaque phase avec une relative précision, par exemple la mention de la Loi sur la propriété des femmes mariées (1882) (Married Woman's Property Act) dans La Nouvelle Bohème, alors qu'Amy vient de quitter son mari. Chaque saison se signale par un attribut naturel, pluie, neige, chaleur, ou par un rituel propre à un personnage, une visite annuelle à la même saison pour des retrouvailles familiales par exemple. De plus, abondent les notations chronologiques telles que « deux jours plus tard » (two days later) ou « le lendemain » (the day after), et à l'exception de Veranilda (1903, inachevé), Gissing s'en tient aux périodes et aux lieux qu'il a vraiment connus, en particulier le Londres des années 1882 à 1890.
Ainsi, le logement de Reardon dans Tottenham Court Road retrouve la mansarde de Gissing au début de sa carrière littéraire, tout comme la maison d'Alfred Yule à St. Paul's Crescent reproduit celle qu'occupait au no 25 Edith Underwood avant son mariage ; le London Hospital où Reardon travaille par deux fois rappelle l'expérience de Gissing dans le même établissement ; enfin, Reardon meurt à Brighton, ville bien connue de l'auteur, jugée en son temps « hideuse et vulgaire » (hideous and vulgar), pour y avoir brièvement séjourné en hiver à plusieurs reprises. Qu'un personnage prenne un train, un fiacre ou simplement marche dans les rues, ses mouvements se suivent sur la carte, alors que les bruits et les sons surgissent du souvenir de l'auteur : ainsi, les horloges alentour harcèlent Reardon chaque nuit jusqu'à la folie tandis que sa femme dort paisiblement à son côté, tout comme résonnaient jusqu'à l'obsession aux oreilles de Gissing, pendant les six années où il a  résidé dans le voisinage, les cloches de l'hospice (Workhouse) de Marylebone, martelant les heures pour — lui semblait-il — l'attirer irrésistiblement vers cette institution ; de même, le séjour américain de Whelpdale et le voyage en Grèce de Reardon reprennent certaines de ses propres expériences avec, légère concession aux exigences des éditeurs, l'ajout d'une petite dose de pittoresque exotique.
Sur les quatre-vingts personnages que compte La Nouvelle Bohème, seul un quart joue un rôle décisif dans l'action, les autres servant de marionnettes destinées à animer la toile de fond et créer l'illusion de la vie. En général, comme les protagonistes vivent en vase clos, leur monde refermé sur lui-même, la seule ouverture vers l'extérieur leur parvient par procuration, avec le décalage de la description ou du compte rendu qu'en fait celui d'entre eux — Milvain en l'occurrence — qui rompt avec le groupe et tente — vainement, d'ailleurs — de s'échapper vers les hautes sphères auxquelles il aspire. De plus, dans la tradition des siècles précédents, ces personnages sont nommés de façon à exprimer d'emblée leur tempérament ou leur destinée, la cocasserie demeurant exceptionnelle : dans La Nouvelle Bohème, Milvain, de par l'agencement de ses deux syllabes, semble prédestiné à une vie d'intense activité, mais vouée à l'échec (mill « moulin », associé à vain) ; sa sœur Maud, porte un prénom rendu célèbre par le monodrame de Tennyson et son poème d'ouverture Come into the garden, Maud (« Viens, Maud, allons au jardin »), si bien que par filiation littéraire, elle rappelle certaines caractéristiques de cette héroïne ; quant à Reardon, sa vocation est de regarder vers l'arrière (rear), comme il sied à une « arrière-garde littéraire ». D'autres noms sont réservés aux personnages issus des classes dites « inférieures » (lower clases), celles des métiers, des artisans, des ouvriers, dont le teint — en l'occurrence rougeaud — peut révéler l'occupation ou trahir le vice : ainsi Carter (« Charretier »), Baker (« Boulanger »), Rudd, (« Rougeaud »), alors qu'à l'opposé, le doublement reste de rigueur, par exemple Boston Wright, deux mots banals que leur association enrobe de prestige ; d'autres enfin, qui se mythifient d'eux-mêmes, tel le prénom Rupert (/ˈruːpət/), promu par la mode ambiante au pinacle de la distinction. Peu portent à sourire, encore que quelques clins d'œil se trouvent glissés çà et là : ainsi, Alfred Yule, le formidable pédant, compte sur un certain Hinks pour favoriser sa réussite, mais ce nom dérive de l'allemand hinken signifiant « boiter », ce qui augure mal du projet.
En fait, Yule est un patronyme peu usuel avec une signification à la fois symbolique et parodique : nom joyeux, porteur du bonheur et de la générosité de Noël, Yuletide, mais appelant ici le vice, la tyrannie, l'envie, la couardise, la pédanterie de son titulaire. Même technique pour son épouse qui, au chapitre XVIII, se voit analysée de manière quasi sociologique en tant que personne plutôt effacée, mais affligée du travers que Thackeray appelle le snobisme, c'est-à-dire l'art de « donner de l'importance aux choses sans importance » (« give importance to unimportant things ») et « d'admirer petitement de petites choses » (« meanly admire mean things »).

### Imagerie et symboles

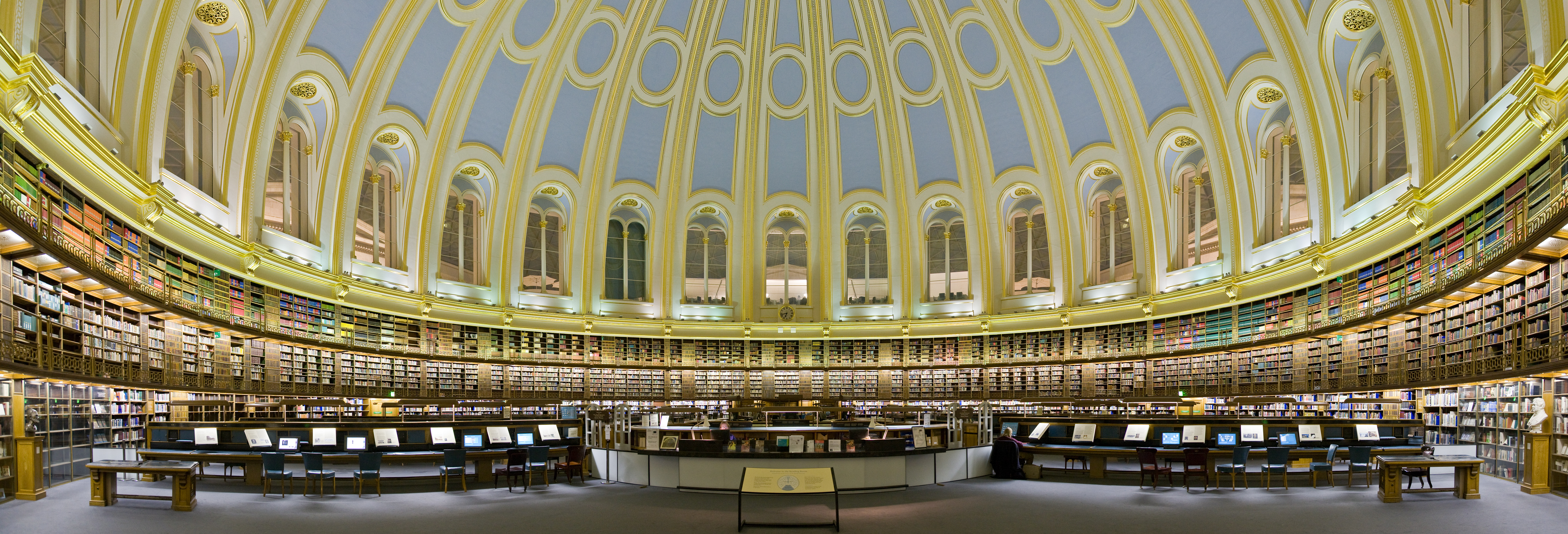
Panorama à 180° montrant l'intérieur de la salle de lecture du British Museum.

Selig considère que l'œuvre de Gissing ressortit plus au genre du « document » qu'à celui de la « fiction », ce qui explique la relative « pauvreté » des symboles. Deux seulement dominent ouvertement le texte dans La Nouvelle Bohème, la salle de lecture du British Museum et l'argent, chacun avec ses ramifications et les deux servant de puissants facteurs d'unité. Il en est d'autres cependant, plus souterrains, qui cheminent à travers le récit et contribuent à la structure symbolique de l'œuvre.

#### Dome duBritish Museum
Ironiquement, Gissing finit par voir dans la rotonde de la salle de lecture du British Museum une version moderne de la « vallée de l'ombre de la mort » du Psaume 23 : « [Traduction Louis Segond] Quand je marche dans la vallée de l'ombre de la mort, / Je ne crains aucun mal, car tu es avec moi : / Ta houlette et ton bâton me rassurent »,. En effet, les visiteurs sérieux s'y sentent englués tels mouches parmi d'autres mouches, attirés par le piège du catalogue général, à la fois réceptacle de la somme du savoir écrit de l'humanité et aimant insidieux. Ainsi, Marian, Quarmby, Hinks, Biffen, Alfred Yule et sa mère sont à la bibliothèque chez eux, humant avec délices l'odeur des siècles, se consolant à la chaleur du passé ; seul Milvain, qui fréquente l'établissement de temps à autre et ne s'y installe que dans une galerie supérieure, échappe à cet envoûtement. À la longue, l'addiction devient mortifère : les livres prennent le pouvoir, arbitrent entre les personnages qui s'en remettent à leur autorité ou renvoient l'interlocuteur à la sagesse du grand dôme de Great Russell Street. Enfin, c'est dans la salle de lecture que Biffen trouve la « meilleure » formule pour se donner la mort.

#### L'argent
L'argent reste intrinsèquement lié à la littérature, les personnages de Gissing, note Selig, se référant également à la chose écrite et au concept de l'argent,. Littérature, argent, survie, mort alimentent nombre de conversations : à défaut de parvenir à la gloire par le manuscrit, l'écrivain peut attirer l'attention éphémère de la presse par une mort stylisée,.
Dans un tel contexte, l'espoir d'un héritage, constante du roman victorien, agit en deus ex machina affectant tous les personnages : dans La Nouvelle Bohème, chacun fait des plans sur la comète, fondation d'un journal pour l'un, auto-réévaluation de l'autre à l'aune de sa nouvelle « valeur » sociale. Lorsque le testament s'avère véreux, l'amant récemment passionné rompt aussitôt ses liens, et seuls se sortent honorablement de cette tornade des âmes et des cœurs ceux qui ont réussi à raison garder, Reardon par exemple, que son épouse Amy quitte, mais qui, en dehors d"une discrète nostalgie le poussant vers la rue où elle réside dans l'espoir de l'apercevoir, finit, au chapitre XVIII, par se retrouver en harmonie avec lui-même grâce à une forme de renoncement schopenhauerien.
Quoi qu'il en soit, l'argent s'avère corrosif plus que tout autre chose, qu'il soit abondant ou non, encore que la pauvreté aliène les individus de la société, les uns des autres et d'eux-mêmes. Le manque les prive de leur santé physique, de leur énergie morale, de leur vie. Il affecte leur environnement qui, à son tour, exerce un effet néfaste sur eux. Nul échappatoire possible : Gissing anatomise l'incessante lutte pour la survie de ceux qu'il nomme les ignobly decent : nulle connotation morale dans cette association de mots, une simple constatation ; les individus victimes se trouvent privés non pas de la noblesse d'esprit — qu'ils portent en eux —, mais de la possibilité de la faire fructifier et de l'amener à maturité. Dans La Nouvelle Bohème, ils finissent par mourir, Reardon, Biffen, Adfred Yule, ou disparaître, Marian en une lointaine province, Mrs Yule simplement évanouie. Pour autant, aussi bien la mort de Reardon que celle de Biffen représentent des moments de grande beauté, décrits sur un ton quasi-lyrique : chacun des agonisants susurrant la formule de Prospero dans La Tempête de Shakespeare : We are such stuff as dreams are made on, and our little life is rounded by a sleep (« Nous sommes de l'étoffe dont sont faits les rêves, et notre petite vie est cernée de sommeil »), Reardon reclus dans une chambre protégé du brouhaha extérieur, Biffen au milieu d'un vaste espace à Putney, loin du tourbillon londonien et coupé de la laideur imposée de la vie littéraire.

#### Structure symbolique du roman
D'autres symboles affleurent dans les romans de Gissing, telles les horloges martelant le temps qui passe et créant chez Alfred Yule une véritable névrose de la ponctualité ; l'échappée virtuelle dans le monde gréco-romain, idéalisé pour compenser les baisses d'humeur chez Biffen et chez Reardon ; en deçà, les éléments naturels, le brouillard, l'absence de lumière en particulier, condensés dans la cécité affectant Yule, métaphore de son incapacité à voir le monde alentour sans déformation.
Quant à la structure symbolique elle-même, elle repose sur une chaîne de signification reliant subrepticement les pièces de vie, la grande salle de lecture du musée et l'immense métropole londonienne. Ainsi, un personnage comme Milvain est représenté « de passage » par les nombreuses pièces où il se rend, jamais deux fois les mêmes, et jamais non plus dans son propre intérieur, évoqué mais sans description ; le confiner jurerait avec sa personnalité mouvante et libre. Quant à Biffen, lui aussi est montré dans différentes pièces, mais il demeure insensible à ce qui l'entoure et se précipite vers son interlocuteur sans un regard pour le décor.
Plus sensible reste Reardon qui, bien que sujet à des maux de tête lorsqu'il s'y trouve, voit dans la salle de lecture du musée un refuge, encore que jamais il n'y soit décrit en train de travailler. De fait, ses logements sont à la fois fermés et grand-ouverts : minuscules, parfois vides, parcourus de courants d'air et, lorsqu'il s'y trouve, sans cesse se refermant sur lui, laissant même passer la nuit : « Un réverbère à gaz faisait que la pièce ne fût plongée dans la plus totale obscurité. Lorsqu[e] [Reardon] eut refermé l'enveloppe, il s'étendit de nouveau sur son lit et garda les yeux fixés sur les reflets jaunes dansant sur le plafond »,,.
L'agencement des pièces d'intérieur dessine la fibre des personnages et l'orientation de leur destinée : plus Reardon se trouve confiné, plus Milvain prend le large. Il en a besoin, tandis que Reardon, par un mouvement inverse, s'il souffre du resserrement — et de ses corollaires, l'isolement et la solitude —, savoure tout autant l'intimité qu'il lui procure. Cette dualité paradoxale affecte également le grand dôme sous lequel tous finissent par converger, authentiques intellectuels dans un sanctuaire ou visiteurs en quête de rencontre (Marian et Milvain), ou encore pundits des lettres à jamais débattant de leur art. Au-delà, s'étend l'effrayante métropole : quelques pans de verdure pastorale au loin, aperçus de la fenêtre de Reardon, mais tout près Londres, torride et polluée, ou glaciale et embrumée, avec errant sans fin, des êtres ballotés de ruelle en ruelle, puis qui s'en retournent au piège de leur chambre exiguë. Perdues dans un gigantesque labyrinthe, ces foules prolifèrent au point que les pièces qui les abritent et les rues qu'ils arpentent finissent elles aussi par se multiplier. Le lecteur est promené d'une rue sordide à un logement rebutant ; nul échappatoire n'est possible et les verts pâturages dessinés à l'horizon restent à jamais inaccessibles. Peck explique que dans une telle œuvre, ce qu'il appelle la « prose plate » (flat prose) doit être considérée non pas comme la norme, mais dotée d'une fonction stratégique, le réalisme se muant en symbolisme, thèse contraire à celle de Selig (voir en début de section).

### Langue et style
Cet aspect de l'art de Gissing a été négligé, seules quelques remarques pouvant être relevées çà et là. De plus, le style de Gissing a varié considérablement au cours de ses vingt-cinq ans de carrière littéraire. La Nouvelle Bohème se situe au médian de sa création et demeure un jalon entre la forme plus diffuse et plus ornée des premières œuvres et la manière plus émotive des dernières, de Couronne de vie) à Will Warbuton, Notre ami le charlatan excepté. Gissing reste sa vie durant un passionné de la langue anglaise qu'il n'a de cesse d'étudier : en témoignent ses lectures soigneusement notées dans son journal intime ou livre de raison :
1) Du premier juillet au début d'octobre 1890, alors qu'il commence New Grub Street, sont mentionnés Woodstock, Redgaunlet et St. Ronan's Well de Walter Scott, suivis de la Correspondance de Charles Lamb, puis Lazarus in London de F. W. Robinson et Maid of Athens, ere we part, poème de Byron ; se trouvent ensuite cités le Phédon, extrait des Dialogues de Platon, Le Retour au pays natal (The Return of the Native), The Trumpet-Major (Le Trompette-major ) de Thomas Hardy, Mario's Crucifix (Le Crucifix de Mario) de Francis Marion Crawford, The Name and Fame (Réputation et célébrité) de E. Lester et Adeline Sergeant, enfin, des ouvrages non précisés de Margaret Wolfe Hungerford et In Low Belief (De peu de foi) de Morley Roberts.
2) Pendant la composition du roman, soit du 6 octobre au 6 décembre 1890, Gissing lit L'Idiot de Dostoïevski, Under Which Lord? (Sous le règne de quel Seigneur?) de Mrs Lynn Linton, la première femme journaliste à être salariée et critique acerbe du féminisme, Lucien traduit par Christoph Martin Wieland, des poèmes de Tennyson et de Browning, L'Espion (The Spy) de Fenimore Cooper, A Pair of Blue eyes de Hardy et quelques passages de Landor.
Gissing a eu sa période archaïsante et verbalement florissante, peut-être au contact des essais de Charles Lamb : choix ou création de néologismes lorsqu'il est à court, de mots obsolètes, délibérément rares et à l'occasion précieux. The Freeman en propose une liste sélective :  nigritude (« noirceur »), susurration (« chuchotement »), sequaciousness (« aptitude à suivre un chef »), collocutor, (« co-locuteur ») consentient (« en accord harmonieux ») calenture (« délire marin sous les tropiques »), ochreous (« ocre » (adjectif)), vanishment, (« le fait de disparaître ») trouvés dans Né en exil. Même s'il convient de différencier la langue de Gissing de celle de ses personnages — la pédanterie par exemple, chez un homme comme Alfred Yule, sert d'élément de caractérisation —, pour lui, la langue anglaise reste une héritage sacré et il se montre intransigeant envers ses mutilateurs : d'où, dans le même roman, la satire cinglante des pitoyables efforts de Milvain, « l'homme du jour » (the man of his day) pour mouler son style à la dernière mode.
Dans son livre de raison (Commonplace Book), Gissing se penche sur le phénomène linguistique et classe ses trouvailles selon plusieurs rubriques : « Mots », « Comptes rendus », « Classes inférieures », « Littérature », etc. Les différents usages verbaux, jeux de mots et formes proverbiales, significations devenues archaïques, y sont notés selon des registres variés et dans différentes langues, du grec et du latin, en passant par l'espagnol et l'anglais dont sont répertoriées les dérives de certains stylistes, comme les non-sens et néologismes du milieu journalistique, ou encore la gouaille des parlers populaires et la rusticité des dialectes provinciaux.
Le style de Gissing est jugé de diverses façons : Thomas Seecombe, auteur à panache, pense qu'en tant qu'artiste frondeur, il a appris à écrire avec professionnalisme : « […] la suavité et la séduction de son savoir-faire sont comme une seconde nature chez lui, et de toujours, son style s'est caractérisé par un air de modernité érudite, à la frange de l'acidité et de l'ironie. Sans doute ses qualités de styliste convenaient mieux aux descriptions des sordides réalités londoniennes qu'il avait directement observées, qu'aux histoires conventionnelles de facture dramatique », ; Greenough White met en exergue à propos de  LeTourbillon, « l'étonnante modernité de son réalisme, une véritable photographie de notre génération, avec un style sec, dépourvu d'imagination, et des dialogues ramassés, économes, exacts et efficaces, fragmentaires, tendant à la forme monosyllabique, avec des phrases inachevées », ; quant à Virginia Woolf, elle évoque « une prose sobre et prosaïque [sic] » (sober, prosaic prose). John Peck, quant à lui, souligne « l'efficacité mécanique de la prose » (the mechanical efficiency of Gissing's prose), évidente dès la première phrase de La Nouvelle Bohème : « Comme les Milvain se mettaient à table pour déjeuner, l'horloge de l'église paroissiale de Wattleborough sonna huit heures ; elle se trouvait à deux miles de là. »,, qui en quelques mots dresse la toile de fond d'une communauté ordonnée et bien établie, avec son église, ses cloches, que rythment les nombres pairs des heures et des milles. Reste le jugement de Joyce qui compare le style de Gissing au solide pastefazoi de Trieste, mélange de nouilles et de soupe aux haricots,.
Plus constructif, Gapp constate que ce style reste très marqué par les classiques, en particulier dans le discours du narrateur. Cette tendance se retrouve partout, même dans les romans dits « de taudis » (slum novels), et plus particulièrement dans les comparaisons ou les métaphores. Ainsi, dans Le Monde d'en bas, un chapeau usagé se voit assimilé au vieux pétase (petasus) et les épaules de Clem Peckover se déploient comme celles d'une cariatide ; les mots et expressions latins s'infiltrent dans le discours, impransus (« à jeun »), sic voleo (« je le veux »), sic jubeo (« je l'ordonne »), pia mater (« pie-mère »), etc. ; il arrive aussi qu'un mot grec se voit anglicisé mais tout en gardant son sens original : ainsi dans La Nouvelle Bohème, Reardon s'exclame : « Je n'ai point cette diathèse » (I haven't that diathesis), ce qui, selon Gapp, suffirait à décourager les lecteurs, à cela près que Gissing n'écrit point pour le peuple, mais pour des gens de culture, et que tout compte fait, il est normal pour des érudits d'utiliser le mot exact.

## Influence

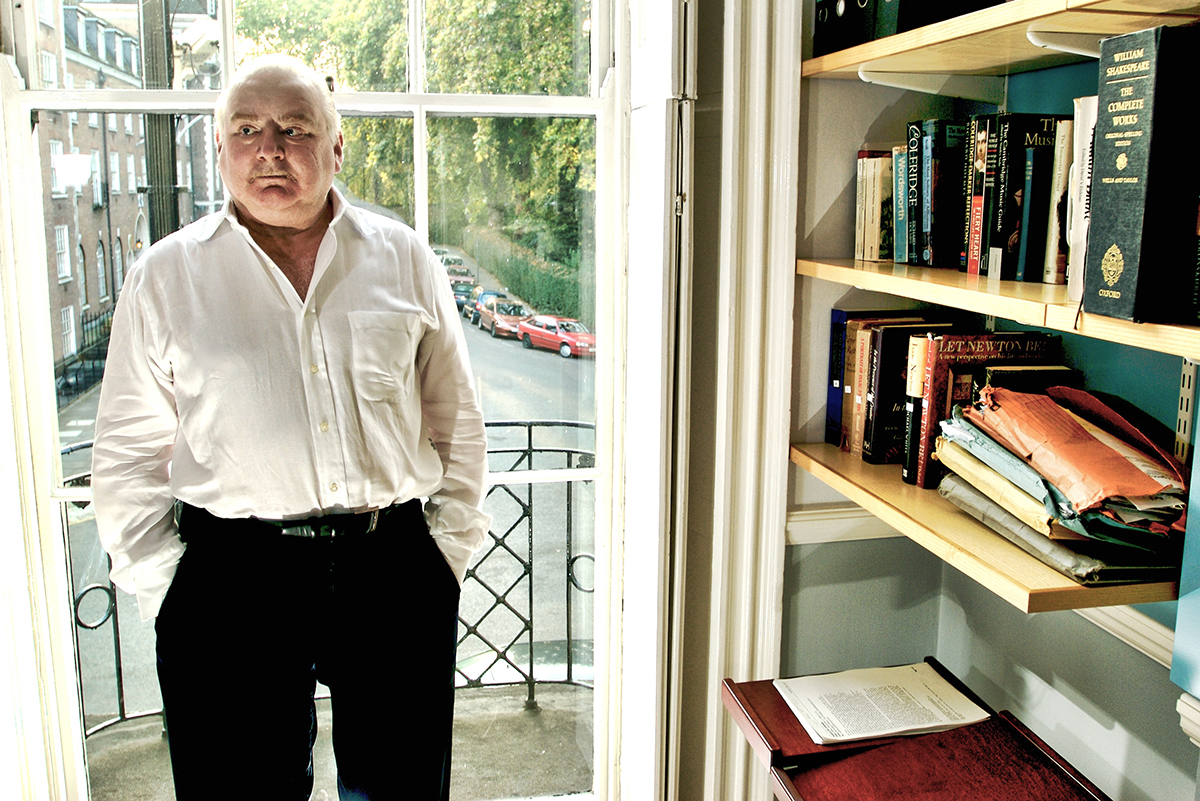
Peter Ackroyd en 2007, par Antony Medley.

- John Keahey reprend l'itinéraire de Gissing dans le texte Pays de douceur et de gloire : Sur les pas de George Gissing inclus dans Sur les rives de la mer Ionienne (A Sweet and Glorious Land: Revisiting the Ionian Sea)[288].
- Le roman de Gissing Femmes en trop (The Odd Women) est mentionné par George Orwell dans son livre Et vive l'Aspidistra ! (Keep the Aspidistra Flying) (1936)[289].
- George Gissing est l'un des personnages du roman Le Golem de Londres (Dan Leno and the Limehouse Golem) de Peter Ackroyd[290].
- Il existe une Gissing Street à Blackburn South, faubourg de Melbourne, Australie.

## Œuvre

### Liste commentée des romans

#### Workers in the Dawn(1880)

Les chutes du Niagara où se suicide Arthur Golding : américaines à gauche, canadiennes à droite.

Les Travailleurs de l'aube est un roman semi-autobiographique, relatant les affres d'Arthur Golding, peintre de talent issu d'un milieu très pauvre, marié à une jeune prostituée, Carrie Mitchell, et qui finit par se suicider du haut des Chutes du Niagara. Outre son aspect psychologique, le livre a pour vocation de dénoncer certains abus d'origine socio-religieuse et aussi la négligence jugée criminelle des gouvernants. Dans une lettre adressée à son frère Algernon, Gissing se décrit comme un auteur engagé, « porte-parole du parti radical » (« a mouthpiece of the Radical party »), concluant que ce n'est pas un livre « pour femmes et enfants, mais pour des hommes en lutte et qui pensent » (« It is not a book for women and children, but for thinking and struggling men »). D'abord intitulé Far Far Away (1888) (« Loin, très loin ») par référence à une chanson apparaissant de façon récurrente, le titre définitif a été choisi avant la publication : dans sa lettre à son frère, Gissing explique à ce sujet que les « personnages principaux sont des jeunes gens animés d'un réel désir de progrès, en quelque sorte comme à l'aube d'une nouvelle civilisation »,.

#### The Unclassed(1884)

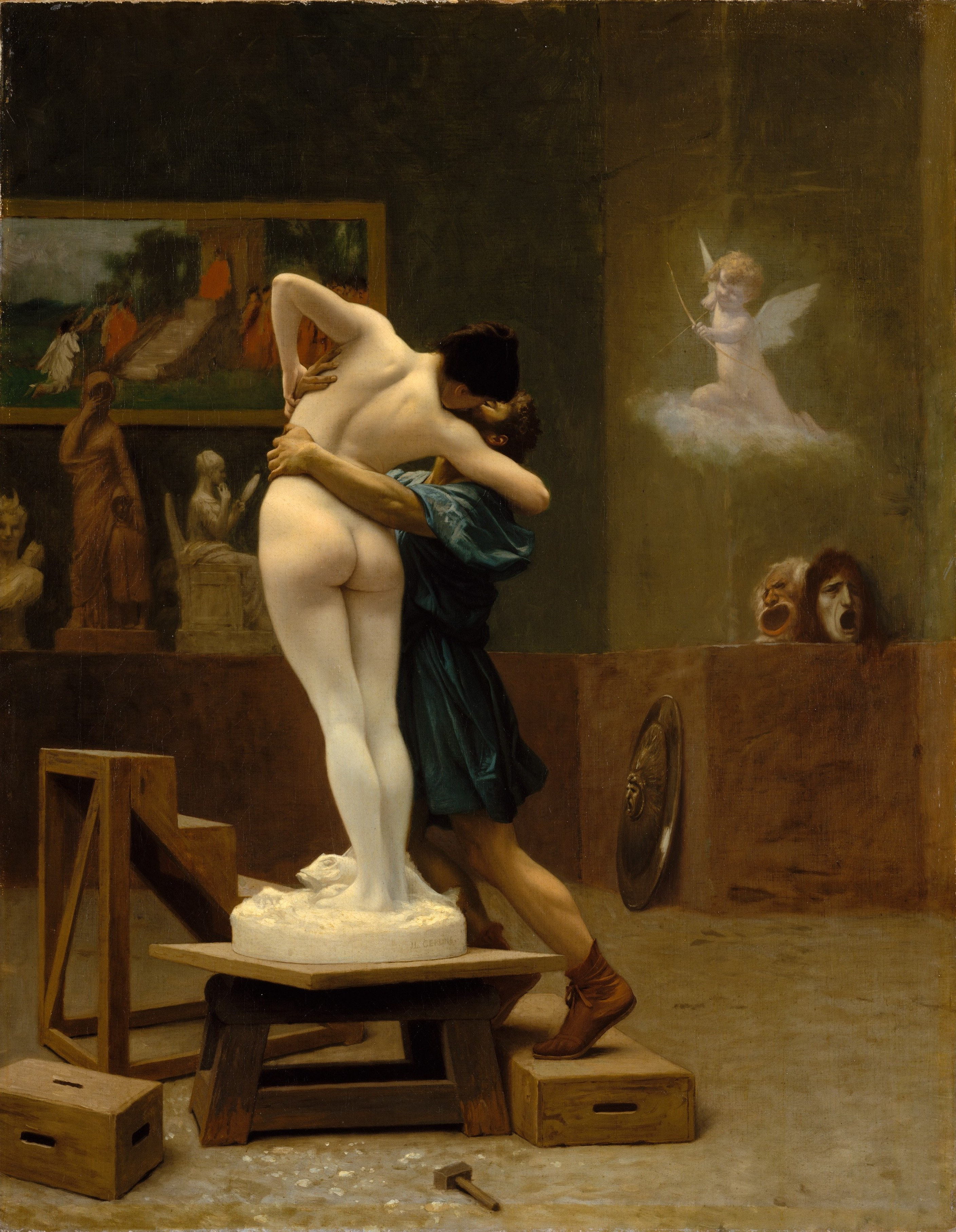
Pygmalion et Galatée par Jean-Léon Gérôme.

Les Hors-Cadres, écrit en 1883, est révisé à la demande de l'éditeur en février 1884, puis à nouveau peu avant la publication ; il décrit le monde bohème auquel Gissing a appartenu. Il y transpose et idéalise ses propres relations avec la jeune prostituée (Nell Harrison) ayant failli causer sa perte. Dans sa préface à l'édition de 1895, il écrit qu'il s'agit de « l'œuvre d'un tout jeune homme ayant traité avec un esprit romantique les choses les plus sombres de la vie ». Après la publication, Gissing est comparé à Émile Zola et son héroïne à Nana : jugée trop osée, l'œuvre est retirée des bibliothèques ambulantes.
Il s'agit d'un roman en trois volumes s'efforçant de traiter de thèmes d'expérience — entreprise hardie pour un écrivain de vingt-six ans —, l'amour, l'amitié, l'aliénation sociale, la vie urbaine. Il comporte nombre de scènes des taudis victoriens et traite de la prostitution de façon explicite en regard des canons de l'époque. Les deux protagonistes masculins, Osmond Waymark et Julian Casti, riches, cultivés, écrivains en herbe, se sont rencontrés après que Waymark, souffrant de solitude, a laissé une annonce dans le journal. Les deux compères vivent désormais une vie de bohème, tout à la fois méprisant et enviant la sécurité et la respectabilité de la classe moyenne supérieure. Casti veut composer un long poème consacré à la Rome antique, tandis que Waymark entend consigner la vie des pauvres gens dont il connaît le quotidien de par ses fonctions de collecteur de loyers. Si dans un premier temps, il se fait l'avocat radical de profondes réformes sociales, il se sépare ensuite, sous l'influence de Schopenhauer, de toute forme de militantisme et se consacre à l'art pur.
Waymark est déchiré entre deux femmes, l'une, Maud Enderby, traditionnelle, bien sous tous rapports, et dévote ; l'autre, Ida Starr, vivant de la prostitution. Une sincère amitié se noue entre le jeune écrivain et la fille des rues : il lui procure des livres et l'encourage à se cultiver. Entretemps, Casti se laisse manipuler par Harriet Smales, elle-même prostituée, qu'il finit par épouser. Si Ida aspire à élever son esprit, Harriet, elle, reste terre-à-terre : un jour, elle détruit tous les manuscrits de son mari et dénonce faussement Ida, qui, du coup, se voit condamnée à six mois d'emprisonnement. Casti, cependant, s'est lui aussi épris d'Ida, ce qui provoque la jalousie de son ami et celle de sa femme Harriet.
Le roman excelle dans la description des taudis londoniens, bars louches et sordides y compris, comme dans celle de la méchanceté de certains de ses habitants, Harriet et aussi Smiley, habitant la zone des cinquante immeubles insalubres (tenements) que Waymarsh visite régulièrement. Il comporte aussi nombre de discussions tenues entre les deux amis sur l'art, la philosophie et la littérature. Leurs déambulations sans fin dans les rues donnent à Gissing l'occasion de capter les différentes atmosphères de la capitale de jour comme de nuit.
La scène la plus célèbre décrit Ida Starr, lors d'un bref séjour de vacances, s'immergeant par une nuit noire dans les eaux de l'océan, dans l'espoir de se laver des souillures de sa vie. Ce portrait idéalisé se voit souvent critiqué, car Gissing, habité par une foi inébranlable dans le pouvoir de la culture, se transforme en Pygmalion et, en un rien de temps, fait d'une fille des rues une intellectuelle sensible à toutes les formes de l'art. Enfin, les innombrables interventions auctoriales, dont le didactisme tourne au préchi-précha, jurent souvent avec le réalisme des descriptions.

#### Isabel Clarendon(1885)
Roman en demi-teinte, Isabel Clarendon tend vers le réalisme, encore qu'en conformité avec ce que Gissing appelle « le mode de présentation dramatique » (the dramatic mode of presentment), il suggère plus qu'il n'assène, procède par succession d'épisodes plutôt que par pans entiers de vie : à son frère Algernon, l'auteur écrit : « Je pense qu'il vaut mieux raconter une histoire comme on le fait dans la vraie vie, — procéder par allusions, supputer, dire en détail ce qui peut l'être, rien de plus […] »,.
Le roman s'attache à la représentation des classes aisées dans un milieu campagnard. En ce sens, il diffère de la veine urbaine des classes défavorisées à laquelle le public de Gissing était habitué. Isabel Clarendon est une reine, mais sans réelle majesté : belle, gracieuse, agréable en société, intelligente, elle plaît à qui s'approche d'elle. Pourtant, elle manque d'envergure, a besoin d'amour et ignore la passion, reconnaît avoir des préjugés et s'efforce en vain de s'en débarrasser. Elle a peur de la pauvreté et finit par épouser Bernard Kingcote, un homme qu'elle n'aime pas. En parallèle, se pose Ada Warren qui se présente comme « athée » ; d'abord jugée sans intérêt, plutôt laide, elle grandit en stature et finit par acquérir une certaine noblesse d'allure et de comportement.

#### Demos, a Story of English Socialism(1886)
Demos est le troisième roman publié de Gissing, mais le premier à lui valoir l'attention du public. Il raconte l'histoire de Richard Mutimer, jeune ouvrier de tendance radicale qui hérite soudain d'une grande fortune, prend la tête d'un mouvement socialiste et décide d'investir son argent dans une manufacture coopérative. Cependant, s'éloignant peu à peu de ses racines, il se met à traiter ses hommes avec une dureté inhabituelle et bientôt, abandonne sa jeune fiancée. Plus tard, il épouse Adela qui ne l'aime pas, mais est issue de la classe moyenne supérieure ; après quoi, il entreprend de se présenter à la députation. La chute de Mutimer commence lorsque son épouse découvre une nouvelle mouture du testament qui a enrichi son mari. Par crainte de perdre son statut, Mutimer souhaite détruire ce document, mais Adela s'y oppose, et la fortune revient à son véritable destinataire. La coopérative ferme et les Mutimer s'installent à Londres où ils vivent dans une relative pauvreté. Mutimer fonde un nouveau mouvement populiste, mais est tué d'un jet de pierre pendant une manifestation où ses propres amis se retournent contre lui.

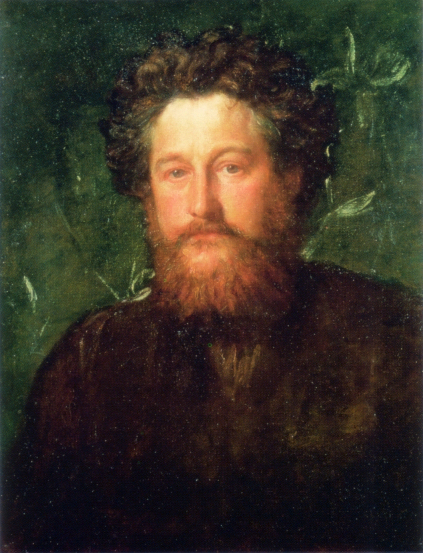
Portrait de William Morris par George Frederic Watts (1870), huile sur toile, National Portrait Gallery (Londres).

Christine Huguet met en lumière le fait que les nombreuses péripéties du roman illustrent les questionnements sur le bien-fondé des privilèges et la conscience aiguë qu'a le jeune Gissing — il a à peine trente ans — de ce que signifie le progrès. Mis en chantier en 1884, année qui vit naître la Fabian Society et avec elle, « la voix d'émeutiers célèbres comme William Morris »,, Demos est l'œuvre d'un homme « qui sait ce que misère veut dire et a renoncé à ses illusions sur la classe ouvrière ». Son point de vue se veut « conservateur » et concerne « le rôle de l'artiste dans un contexte d'agitation sociale sur fond de crise de l'emploi ». En ce sens, le personnage de Westlake, l'émeutier meurtrier, doit à William Morris, arrêté en 1885 pour violence envers un agent de police. De plus, sous les traits de Stella Westlake, se reconnaissent en partie May, la propre fille de Morris, connue lors d'une réunion à Kelmscott House de la Section de Hammersmith de la Ligue socialiste. Quant aux émeutes du 8 février 1886,, « elles ne pouvaient tomber plus à point ». Ainsi, largement dû aux circonstances, le roman s'avère essentiel « pour appréhender l'idéal d'esthétique impersonnelle du jeune Gissing ».

#### Thyrza(1887)
Censé « contenir l'esprit même de la vie ouvrière »,, Thyrza raconte l'histoire de Walter Egremont, idéaliste issu d'Oxford, qui donne des conférences littéraires aux ouvriers, dont certains travaillent à la manufacture de son père (Lambeth factory). Thyrza Trent, jeune modiste, s'éprend de lui et quitte l'intelligent Gilbert Grail à qui Egremont a confié la charge de sa bibliothèque. Thyrza aspire à la pureté et à son développement personnel, mais demeure empêtrée dans le piège de sa naissance et des circonstances de sa destinée. À elle seule, elle représente les obsessions ayant sans cesse hanté Gissing, le sexe, l'argent, la « névrose de classe », comme l'appelle Vincent de Gaulejac, et à travers son personnage, il expose les vices d'une société rebelle à toute transversalité. Selon Gissing, « Thyrza représente en soi l'un des plus beaux rêves que j'ai jamais eu et n'aurai jamais ; j'ai de l'estime pour ce livre, plus que pour tout autre chose que j'ai écrite ». Les contemporains applaudirent « à la profonde compréhension de l'auteur des pauvres de Londres [et à] sa courageuse présentation de la vérité ». Le roman sue la pauvreté des bas quartiers de Londres, « l'insigne médiocrité et l'indécrottable crasse » (meanness and inveterate grime) de Caledonian Road et de Lambeth « imprégnés par la puanteur d'huiles recuites » (redolent with oleaginous matter).

#### A Life's Morning(1888)

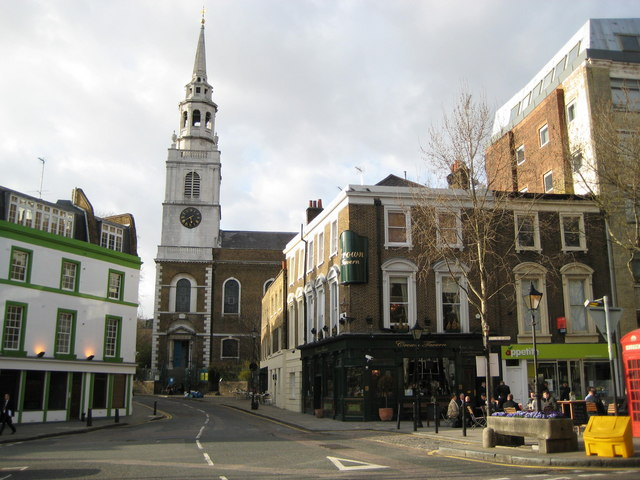
Clerkenwell Green, l'église St. James et The Crown Tavern.

Le Matin d'une vie concerne Emily Hood, jeune fille née pauvre dans une ville du nord de l'Angleterre, sans doute le Wakefield de l'enfance de Gissing. Intelligente et cultivée, elle possède tous les atouts que les Victoriens considèrent comme conformes au raffinement exigée de la féminité. Préceptrice dans le manoir campagnard (country house) d'une riche famille, elle se fiance avec le fils de son employeur, Wilfrid Athel. Lors d'une visite chez ses parents, elle se trouve soumise aux exigences passionnées du patron de son père, Richard Dagworthy, qui, ayant appris que le pauvre homme avait commis un vol, menace de tout révéler si elle ne l'épouse pas. Mr Hood, désespéré par les conséquences de son acte, finit par se donner la mort.
Emily, contre toute attente, rompt ses vœux avec Wilfrid ; en réalité, c'est pour honorer son père et aussi par discipline personnelle qu'elle a agi. Bien des années plus tard, cependant, les amants se retrouvent et s'unissent par le mariage. Plusieurs conclusions ont été écrites par Gissing : la première laissait l'héroïne seule dans sa renonciation, mais la dernière version la montre en pleine possession de son jugement, à considérer que sa réaction n'avait été qu'un acte impulsif et se donnant enfin les moyens d'y remédier.
Deux autres personnages sont fortement caractérisés dans le roman, James Hood, le père, et Richard Dagworthy, le patron. James Hood est un employé de bureau modèle que des années de pauvreté et d'esclavage ont poussé à son cœur défendant dans la petite criminalité : ayant trouvé un billet de 10 £ dans un vieux registre, il est contraint de faire une course urgente avant de le restituer. Dans le train qui le conduit à la ville voisine, il perd son chapeau et se voit contraint d'entamer le billet pour le remplacer. Puis le démon s'empare de lui, la menue monnaie s'envole et insidieusement, il renonce à rendre cet argent qui ne lui appartient pas. Dès lors, l'angoisse de la culpabilité l'étreint et sa peur d'avoir compromis sa fille le voue à la honte, si bien que Mr Hood représente le type même d'homme qu'une faute bénigne conduit à sa perte, ce qui correspond parfaitement aux théories de Gissing qui voyait dans les petits accrocs à l'honnêteté l'amorce de conséquences désastreuses.
En principe, Richard Dagworthy devrait être le méchant du mélodrame : homme de rude volonté, employant des méthodes à la limite de la cruauté, il n'en demeure pas moins, semble vouloir signifier Gissing, une victime de ses passions, comme Emily l'a été des siennes. Sans rémission et sans possible régénération cependant, il demeure jusqu'à la fin un tourmenteur et un tourmenté.

#### The Nether World(1889)
Les Déshérités est considéré comme l'un des meilleurs romans de la jeunesse de Gissing. Il concerne plusieurs familles vivant dans la pauvreté des taudis de Clerkenwell à Londres. Leurs difficultés sont décrites avec un réalisme poussé jusqu'au naturalisme : partout et toujours règnent le manque chronique d'argent et d'emploi, des conditions de vie abjectes, l'absence totale d'espoir. Nulle juxtaposition sociale n'est proposée, puisque le monde extérieur demeure absent, comme exclu de l'espace diégétique. D'après Andrew Whitehead, le Londres de The Nether World est d'une tristesse suffocante, rien ne venant atténuer le désespoir ambiant, aucun humour picaresque à la Dickens, par exemple. Le roman n'en est pas pour autant un plaidoyer pour exiger des réformes sociales, tous les remèdes possibles, le radicalisme politique, la philanthropie, la rénovation des quartiers insalubres, la résilience ayant démontré leur inefficacité. Parmi les personnages se trouvent de braves gens, pétris de noblesse d'âme, et certains d'aspirations esthétiques, mais l'âpreté de leur pauvreté et l'acharnement de l'exploitation qu'ils subissent rongent leur vitalité et émoussent leurs sens.

#### The Emancipated

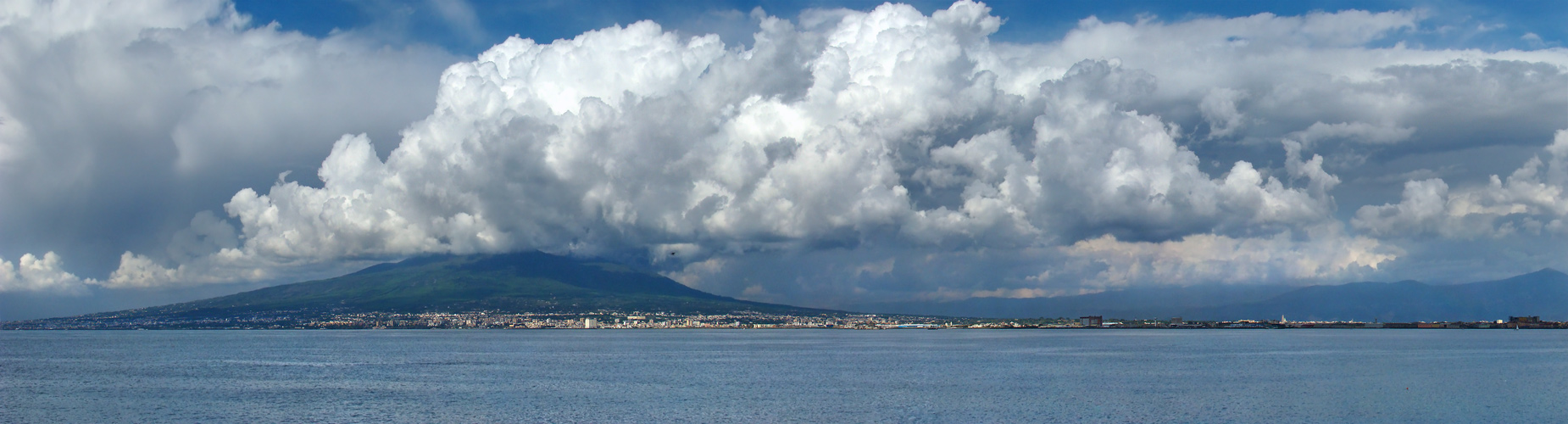
La baie de Naples vue depuis la péninsule de Sorrente.

Les Émancipés (1890) relate l'histoire de la jeune veuve Miriam Baske qui quitte le rude Lancashire aux églises de pierres grises et aux cœurs de silex pour s'échapper vers le glorieux soleil et les splendeurs artistiques de l'Italie. Là, elle rencontre bientôt une foule de ses compatriotes en train de faire leur Grand Tour et, à sa grande surprise, ces Anglais ne se comportent pas sur le sol étranger comme ils le feraient chez eux : dans la baie de Naples, la passion semble avoir pris le pas sur la raison, et Miriam se demande si leurs sentiments changeront lorsqu'ils seront de retour sur leur terre natale. Assez proche de Middlemarch de George Eliot, le roman est autant une étude des mœurs de l'Époque victorienne, corsetée de préjugés et de conventions, que de l'évolution d'une femme s'ouvrant à la compréhension de l'âme humaine, laissant ainsi passer, au sein d'une période rigide et sombre, un rayon d'espoir et de liberté.

#### New Grub Street

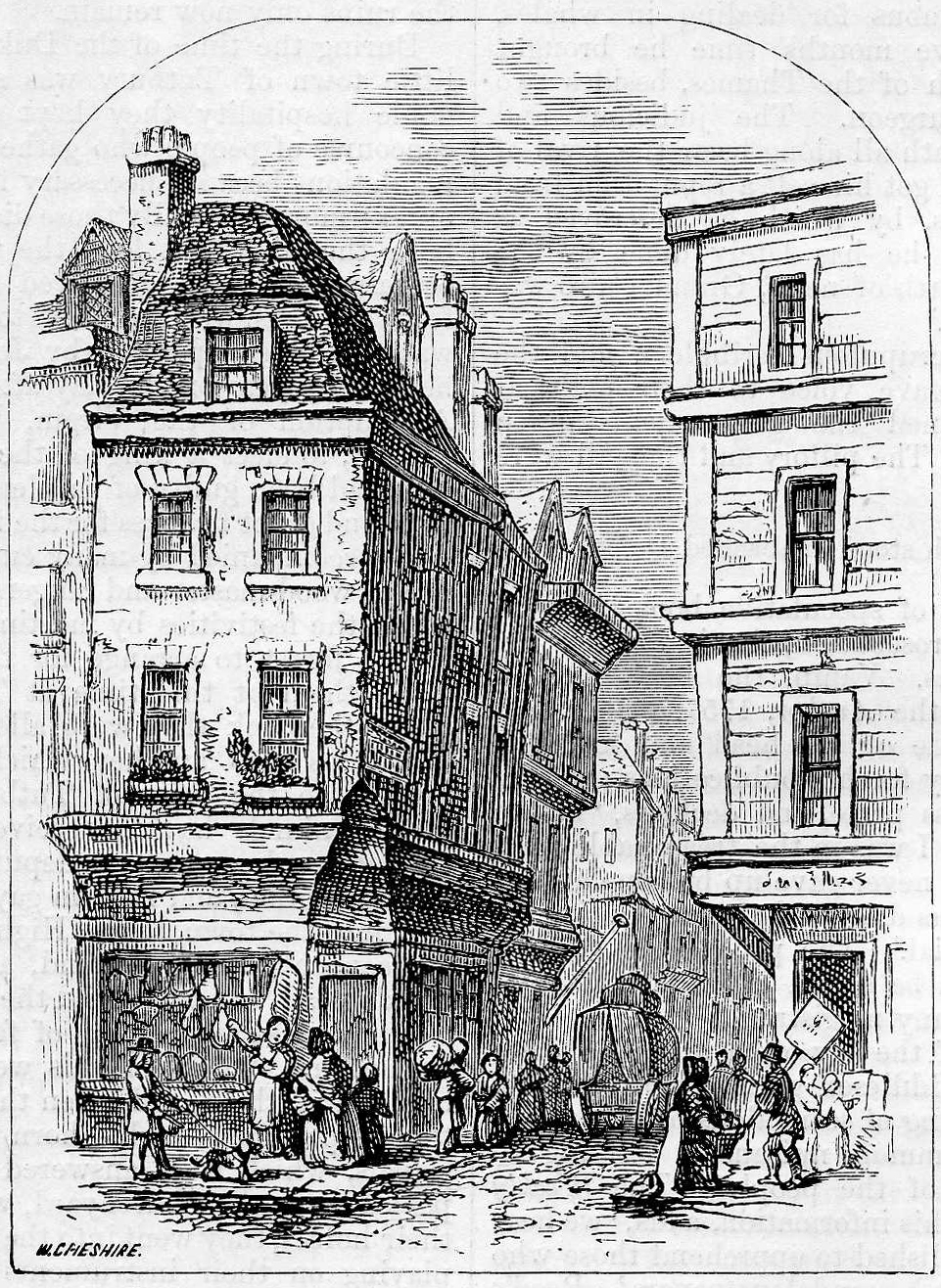
Grub Street (ensuite Milton Street) au XIXe siècle, représentée dans le Chambers Book of Days.

La Nouvelle Bohème  (1891) concerne le monde littéraire que Gissing a connu ; le titre se réfère à une rue de Londres réputée au XVIIIe siècle pour avoir hébergé des auteurs à la peine et commis à une littérature de bas étage. Du temps de Gissing, si la rue a disparu, les plumitifs restent pléthore. Deux personnages dominent l'intrigue par leur contraste, Edwin Reardon, intellectuel timide et romancier de talent, mais peu apprécié des lecteurs, et Jasper Milvain, jeune journaliste dur à la tâche et non sans générosité, quoique cynique et à la limite de l'honnêteté dans ses écrits et ses ambitions. Le premier, habitué à se vouer à la grande littérature et refusant de flatter le mauvais goût ambiant, est conduit par l'imminence d'une déconfiture financière à s'essayer à un roman populaire : l'échec est total, son talent inné le condamnant à la qualité. Du coup, son épouse Amy, née Yule, le quitte, lassée par l'exigence de ses principes et ne supportant plus la pauvreté qu'ils engendrent.
L'intrigue fait intervenir les deux oncles d'Amy, John Yule, handicapé et riche, et Alfred Yule, prétendu critique qui emploie Marian comme assistante. Après la mort de leur mère, les sœurs Milvain déménagent pour Londres et se lient d'amitié avec Marian. Jasper Milvain, amené à la rencontrer, s'éprend aussitôt d'elle : cependant, tout en reconnaissant sa valeur intellectuelle et sa force de caractère, il n'arrive pas à franchir le pas, une épouse fortunée lui semblant indispensable à la promotion de sa carrière. Ainsi, sa résolution fluctue au gré d'un héritage promis à sa bien-aimée, d'abord fixé à 5 000 livres, puis réduit à 1 500 livres, et en fin de compte, les circonstances lui offrent une meilleure candidate en la personne d'Amy Reardon. Cette dernière, laissée libre, après une brève réconciliation, par le décès de son mari qu'ont miné la pauvreté et sa mauvaise santé, possède l'avantage d'une dotation de 10 000 livres, à quoi s'ajoutent une beauté et une grâce naturelles seyant à la carrière d'un futur écrivain. Tout laisse à croire que Milvain s'unit avec la femme qu'il est censé aimer, mais le narrateur ne corrobore point cette assertion, et le dénouement laisse planer le doute sur les pensées secrètes du personnage, peut-être rongé par le remords de s'être mal conduit et le regret d'un bel amour sacrifié.

#### Denzil Quarrier(1892)
Publié en octobre 1892, ce roman a été appelé « le roman de Ibsen ». Dans l'article cité, Adeline R. Tintner montre qu'outre son décor scandinave, il s'appuie sur une ou plusieurs pièces d'Ibsen et inaugure une nouvelle manière d'écrire signifiant la rupture avec la tradition du roman en trois volumes.

#### Born In Exile(1892)

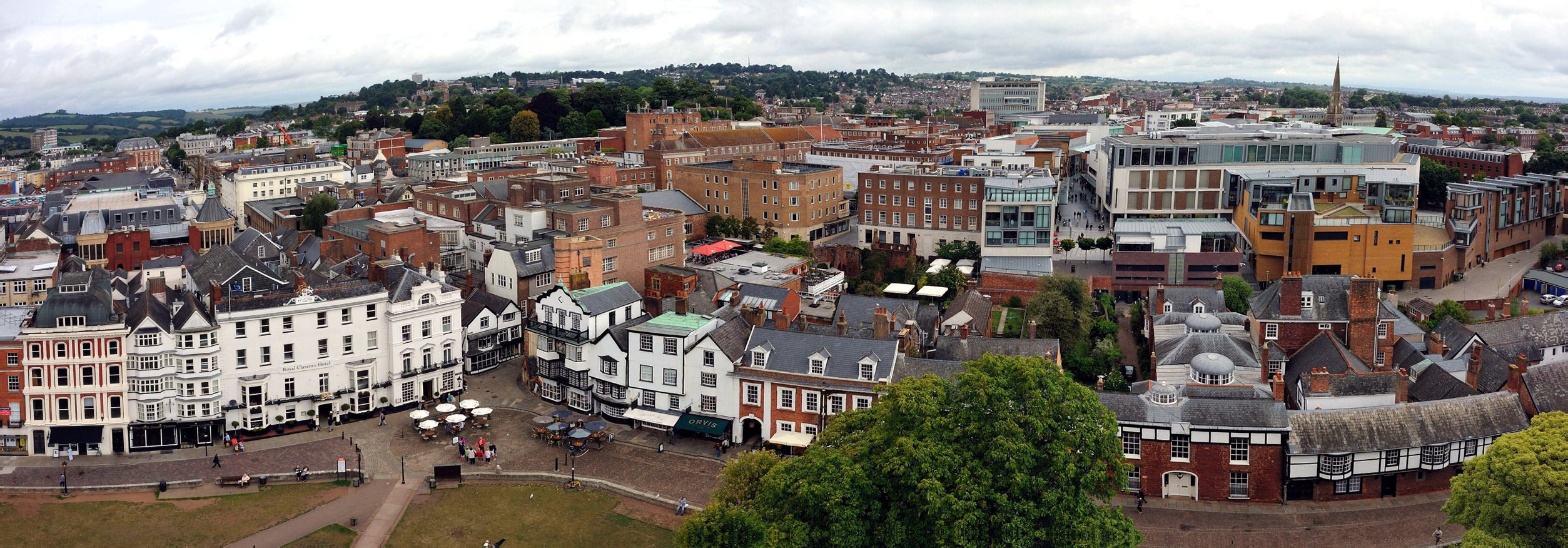
Exeter aujourd'hui, panorama.

Né en exil, critique mordante des conséquences sociales de l'agnosticisme, a pour héros le jeune Godwin Peak, brillant élève d'un collège de province (le duplicata du Owen's College de Gissing). Les bouffonneries de son oncle Andrew, cockney désireux d'ouvrir une gargote à la porte du collège, le conduisent à démissionner. Il se rend à Londres où il trouve un emploi à l'École des mines (Royal School of Mines). Dix années plus tard, c'est un scientifique renommé, mais que rebutent jusqu'à la nausée les mœurs des classes populaires et qui n'a de cesse de se frayer un chemin vers le beau monde.
En vacances à Exeter, il rencontre la famille Warricombe, de petite noblesse rurale, et s'éprend de leur fille Sidwell, un amour d'enfance, belle, d'une parfaite éducation et extrêmement dévote. Pour gagner ses faveurs, il se forge de toutes pièces une passion pour les ordres. En réalité, auteur d'un article satirique notoirement anti-religieux, The New Sophistry, il est démasqué par le fils des Warricombe, Buckland, son ancien condisciple au collège, qui se souvient de l'avoir entendu proclamer son athéisme. Cependant, Sidwell s'est éprise de lui, et un héritage survenu à point permet à Godwin de demander sa main. Au dernier moment, cependant, la jeune fille se déjuge, incapable de faire le deuil de ses valeurs de classe et des avantages dont elle jouit. Godwin s'éloigne pour l'Autriche où, bientôt victime d'une fièvre maligne, il meurt à Vienne avec sur les lèvres ces simples mots résumant son destin : « malade de nouveau, et seul » (ill again, and alone). Émile Henriot a vu en Godwin Peak un personnage stendhalien et en a fait un « Julien Sorel anglais ».

#### The Odd Women(1893)
Femmes en trop doit d'abord son titre au fait qu'il existe en Grande-Bretagne à la fin du XIXe siècle un excédent de 1 000 000 de femmes par rapport à la population masculine. D'autre part, ces laissées pour compte se trouvent de facto différenciées de la normalité reconnue et cataloguées comme « étranges », ce qui est la deuxième acception de l'adjectif odd. Le roman comprend nombre de femmes relevant de cette catégorie, ce qui permet à Gissing de mettre en scène des problèmes souvent occultés, mais latents dans les relations de genre et de classe surgissant dans la culture de l'époque victorienne finissante. Que faire en effet de ces femmes superflues, devenues inutiles ? Elles-mêmes se forgent une voie originale, ce sont les « femmes nouvelles », forcément indépendantes, se dotant d'une destinée sociale et personnelle dans un monde qui ne les attendait pas et qu'elles dérangent.
Virginia et Alice Madden sont des « femmes en trop », vieillissant seules sans espoir de jamais connaître de vie sentimentale. Réduites à la pauvreté par la mort subite de leur père, elles se morfondent dans la torpeur d'une petite pension de famille londonienne. Cependant, leur plus jeune sœur Monica consent à un mariage sans amour pour échapper à l'esclavage de son travail et aussi à la solitude qui lui est promise. Lorsque les Madden retrouvent leur ancienne amie Rhoda Nunn, elles prennent vite conscience de l'insondable oppression qui les ronge. En avance sur son temps, Femmes en trop se présente comme un livre-pionnier du féminisme, et le portrait de l'intrépide Rhoda s'avère comme une description sans tabou de la lutte d'une femme pour réconcilier ses désirs et ses principes.
George Orwell était admiratif de ce roman dont il pensait qu'il était une parfaite illustration d'un des thèmes majeurs de Gissing, « [ce] tourment qu'on nomme la respectabilité ». Pas une femme, en effet, dont la vie n'y soit point gâchée par le manque d'argent ou les conventions sociales ; le devoir de se plier à ce code dominant conduit inéluctablement au désastre, à moins qu'on ne soit assez fortuné pour le contourner.

#### In the Year of Jubilee(1894)

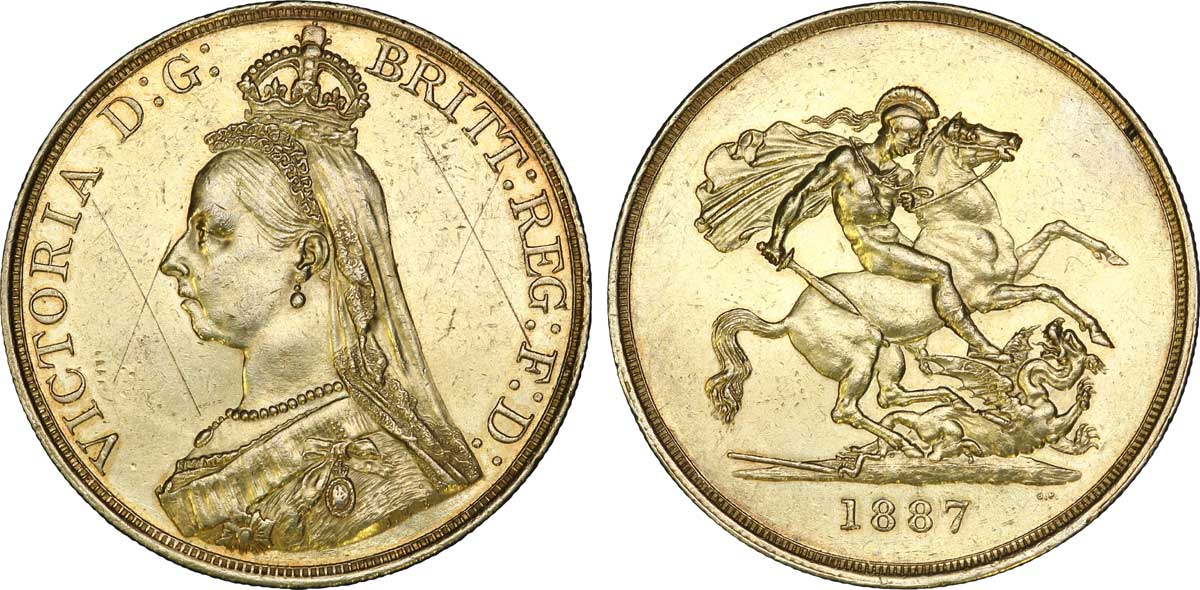
Pièces de 5 £ en or, commémorant le jubilée de la reine Victoria, 1887.

L'année du jubilé, treizième roman de Gissing, avec un titre rappelant le jubilé d'or de la reine Victoria, a trouvé son inspiration après les deux années passées à Exeter et l'installation de la famille au 76 Burton Road à Brixton. Les quartiers sud de Londres paraissant propices à une nouvelle exploitation littéraire, Gissing part souvent explorer le district de Camberwell en de longues promenades au cours desquelles il s'imprègne des nouveaux modes de vie qu'il y découvre. Ainsi, il trouve matière à son livre dont le thème principal est le mariage : personne, ici, fiancé ou marié, ou encore s'engageant dans cette voie, qui soit heureux. Seuls échappent à cette chaîne les célibataires, les séparés de corps ou les divorcés. Rien n'y fait, riche ou humble, vivre en couple suffit au malheur.
Avec panache, Gissing a d'abord intitulé son roman Miss Lord of Camberwell, titre flamboyant, à la mesure d'une humble femme que sa liberté conquise métamorphose en reine, le sujet principal étant en effet l'initiation à l'amour et au sexe de Nancy Lord, héroïne des faubourgs. Nancy Lord épouse contre toute attente Lionel Tarrant qui garde le secret de cette union. Dès que se déclare la grossesse de sa femme, il disparaît, soi-disant aux Bahamas, pour assurer l'avenir de sa famille, en réalité pour fuir ses responsabilités. Lorsqu'il resurgit un an plus tard, il expose sans ambages ses vues sur le mariage : « Il est de fait que je vous dépasse en force d'esprit et en force physique. Ce que je vous dis ne vous plaît-il pas ? Cela ne vous fait-il pas du bien ? Cela change pourtant des balivernes pleurnichardes dont les hommes abreuvent d'habitude les femmes. Ne biaisons pas avec la vérité, nous ne pouvons nous le permettre, mais au moins restons amis, chacun ayant à cœur de veiller à l'intérêt de l'autre, et ne pouvant tolérer sans honte que le moindre doute n'entâche sa loyauté »,.
Nancy a un frère, Horace, qui, comme elle, a été élevé par son père, vendeur de piano. Mr Lord s'est efforcé de pourvoir ses enfants de la meilleure éducation possible ; d'ailleurs, Nancy se considère comme une « jeune femme parfaitement éduquée ». Elle en a terminé avec ses études et « veut vivre, pas seulement végéter », une frénésie d'indépendance pour laquelle elle paiera le prix fort. Horace, quant à lui, n'a pas tenu les promesses que son père avait mises en lui : plutôt que d'embrasser une « profession », ce qui lui a été impossible car il a gâché ses études, il s'est essayé aux affaires, mais sans le moindre succès, une maigre pitance. Nancy enrage de son manque d'ambition et de sa léthargie. Mais le voici qui s'entiche de l'une des trois sœurs d'une fratrie française, appelée Fanny French, femme fatale sans distinction et plutôt vulgaire, dont il devient le mouton obséquieux. Leur mariage tourne au désastre. Restent Beatrice et Ada, les deux sœurs de l'héroïne : l'aînée s'avère bonne femme d'affaires en vendant au prix fort de petites robes à six sous à des femmes se piquant de mode, mais revêche et ne se souciant en rien du bien-être d'autrui. Ada, quant à elle, a eu la mauvaise fortune de se marier et s'est avérée une impossible mégère, souillon et mauvaise mère, tyrannisant son entourage, si bien que son mari Arthur Peachey ne retrouve le bonheur qu'après l'avoir quittée.

#### Eve's Ransom(1895)

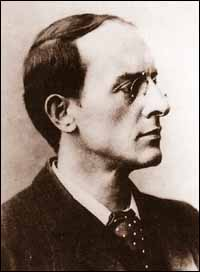
Walter Paget, illustrateur.

La Rançon d'Ève, écrit en vingt-cinq jours en juin 1894 et programmé pour paraître en feuilletons à partir d'octobre dans l'Illustrated London News, est retardé par la mauvaise qualité des illustrations proposées par Fred Barnard, ancien dessinateur de Charles Dickens, désormais alcoolique et survivant dans une abjecte pauvreté. Une fois le problème résolu, grâce à la contribution de Walter Paget, le roman paraît de janvier à mars 1895 et est publié à deux reprises en un seul volume par Lawrence & Bullen en avril de la même année.

La Joconde de Léonard de Vinci, restaurée.

Le protagoniste est Maurice Hilliard, dessinateur industriel qui gagne 100 £ par an. Lassé par la monotonie de sa vie, il se console dans la boisson. Lors d'un voyage en train, il rencontre Mr Dengate, ancien débiteur de son père pour la somme de 436 £, qu'il persuade d'acquitter son dû. Désormais, Hilliard vit en « homme libre » (a free man), sans travailler, du moins tant que ses fonds le lui permettent. Il voyage à Londres et à Paris, puis s'en revient dans la maison familiale où il reprend sa vie solitaire. Là, il tombe par hasard sur le portrait d'une jeune femme et décide aussitôt de la retrouver. C'est Eve Madeley qui travaille comme libraire pour une 1 £ hebdomadaire et qui, comme lui naguère, se morfond de ne pouvoir envisager un avenir meilleur. Eve explique à Hilliard qu'elle ne saurait l'épouser car ses revenus ne sont pas à la hauteur de ses attentes, mais décide néanmoins de l'accompagner à Paris avec son amie Patty Ringrose. En France, Hilliard se laisse gagner par son charme et s'éprend d'elle. Even Madeley est décrite comme La Joconde de Gissing.
Si H. G. Wells trouve le roman remarquablement bien ficelé, il regrette de n'y déceler aucun « éclair de joie ou d'humour » (some flash of joy or humour). Cependant, le Manchester Guardian écrit qu'à la différence des romans précédents, celui-ci possède « le subtil pouvoir de retenir l'attention et la sympathie du lecteur »,.

#### The Paying Guest(1895)
Le Locataire modèle : Clarence et Emmeline Mumford appartiennent à la classe moyenne ; résidant dans le quartier suburbain de Sutton avec leur fils de deux ans, ils remarquent dans le journal l'annonce qu'une jeune femme est à la recherche d'une location à domicile. Soucieux d'améliorer leurs revenus, ils répondent favorablement et font la connaissance de Louise Derrick qui désire s'éloigner de sa famille. Louise, peu instruite et avec un caractère difficile, est courtisée par deux hommes, Mr Bowling et Tom Cobb. Mr Bowling s'intéresse aussi à Cecliy, la demi-sœur de Louise.
Les Mumford s'entendent mal avec leur locataire et tente de la persuader de partir. Tel n'en sera rien : Louise reste et s'ensuit une série d'événements qui jettent le trouble dans la famille, y compris une rencontre secrète entre Louise et Mr Mumford, ce qui ne manque pas de susciter la jalousie de son épouse. Sans enthousiasme, Louise encourage Bowling, qui a cessé de courtiser la jeune Cecily, pendant quelque temps ; mais voici que Cobb arrive par surprise et renouvelle ses avances ; lors de cette confrontation, une chaise tombe et Louise trébuche. Le feu se déclare dans le salon ; Louise est blessée et doit garder le lit pendant plusieurs semaines. Vient le moment où son séjour prend fin ; la locataire s'en va et épouse son deuxième prétendant.
Gissing a reçu la commande de ce roman de la part des éditions Cassell ; il écrivit le manuscrit pendant la première quinzaine de juillet et n'en fut jamais satisfait, la qualifiant de « pauvre petit livre » (poor little book) ou de « petit rien moussant » (frothy trifle)

#### Sleeping Fires(1895)
Feux qui couvent : court roman ayant pour décor la Grèce et Londres. Il comprend deux personnages principaux, Edward Langley, quarante-deux ans, et Lady Agnes Revill, trente-sept ans. Alors qu'il séjourne en Grèce, Langley, riche gentleman Victorien, ressent une sorte de vide dans sa vie. Seize années auparavant, il a courtisé la jeune Agnès, mais sa demande en mariage n'a pas été acceptée, Langley ayant commis l'indiscrétion d'avouer à son futur beau-père qu'il a eu un enfant hors mariage trois ans auparavant. La mère a gardé le bébé et épousé un autre homme, et depuis, il ignore ce qu'il est advenu de cet enfant. Resté célibataire, il a mené une existence de loisir, tandis qu'Agnes s'est unie à un membre du parlement, a pris le titre de Lady Revill et fréquente les hautes sphères de la société. Son mari disparu, elle reste une femme d'influence que courtise un autre député, Lord Henry Strands.
Lors de son séjour en Grèce, Langley tombe sur un ancien camarade de classe, Worboys, spécialisé dans les études classiques et pédant invétéré. Un jeune adolescent de dix-huit ans l'accompagne, Louis Reed, dont l'étrange ressemblance à Langley jette le trouble. Pupille de Lady Revill, il s'est vu dépêché à l'étranger pour le soustraire à l'influence d'une certaine Mrs Trelian, dont les vues libérales sur l'égalité sociale et la condition des pauvres sont de nature à corrompre le jeune homme. De fait, Reed reçoit une lettre de Mrs Trelian, l'informant que, sur l'injonction de sa tutrice, leurs relations doivent cesser. Langley et Reed décident alors de prendre le bateau pour l'Angleterre pour en discuter avec Lady Revill, mais Langley n'a pas oublié le rejet dont il a autrefois fait l'objet.
De fait, la rencontre reste très formelle : Lady Revill fait savoir à Langley qu'il est le père de Louis Reed. Peu après, le jeune homme retourne en Grèce et y trouve la mort. Langley et Lady Revill se lancent alors dans une discussion sans fin : elle, blâme Langley d'avoir engendré l'enfant sans épouser la mère ; lui, reproche à Lady Revill d'avoir gardé le secret de l'existence de cet enfant et de s'être mariée sans amour : le dialogue est franc, coupant, parfois osé pour un roman victorien.
Le roman reprend le fil des amours possibles. Les longues discussions portent sur l'inanité de leur existence. Lady Revill renoue avec Mrs Treslian qui se donne corps et âme à secourir les plus pauvres. Elle comprend enfin pourquoi Louis a été séduit par son humanisme. Langley renouvelle ses vœux, mais se voit à nouveau rejeté. D'abord peu désireuse se perdre son indépendance, Lady Revill finit cependant par avouer qu'elle n'est pas sans sentiment envers cet homme qui l'aime. Elle éprouve le besoin de se retrouver et Langley retourne en Grèce pour organiser les obsèques de son fils.
Le dénouement n'est pas franc, quoique non désespéré à la manière de Gissing. Feux qui couvent se termine même sur une note optimiste : le jour viendra peut-être où les amants se retrouveront. Ainsi, le thème de l'amour a couru tout au long du roman, analysé en de longs dialogues, ressenti au fond des cœurs, source d'espérance pour des vies préalablement désabusées.

#### The Whirlpool(1897)
Le Tourbillon concerne quatre personnages centraux, deux hommes, Harvey Rolfe et Hugh Carnaby, et deux femmes, Alma Frothingham et Sibil. Chacun appartient à la même caste sociale, dont Gissing a seulement connu la frange, où travailler pour un homme serait déroger et pour une femme proprement scandaleux. Le roman s'articule autour de ce quatuor que la destinée condamne à s'entredéchirer et à se rendre mutuellement le plus malheureux possible.
Harvey Rolfe, précautionneux célibataire de trente-sept ans, se trouve satisfait de son existence avec ses 900 £ et sa bibliothèque bien remplie, et cela d'autant plus volontiers qu'il a naguère travaillé comme employé de bureau pour assurer sa subsistance. Il fréquente son nouveau monde, celui de la bourgeoisie, des vastes salons (drawing rooms et non sitting-rooms ou encore moins lounges et front rooms), des quatuors à cordes, des soirées en habit, des clubs privés réservés aux hommes, ici le Britannia et le Metropolitan Club, où l'on ne parle guère, mais dîne et lit la presse. Lorsqu'on converse, c'est pour affirmer le plus conservateur des impérialismes, un sexisme sans pudeur et un racisme ordinaire.
Alma Frothingham rompt les hésitations de Harvey Rolfe ; orpheline d'un père qui s'est suicidé après avoir causé frauduleusement la faillite de sa banque, elle a une beauté statuesque en ses vingt ans et affiche des goûts musicaux prononcés — son talent est réel, mais limité —. Rolfe est conquis, encore que chacun ait promis de respecter l'indépendance de l'autre, et le couple part pour le Pays de Galles, où Alma a un fils, Hughie, tant semble sincère son désir — très à la mode — de rompre avec le tourbillon londonien et de vivre sainement à la campagne où se mettent en pratique les nobles idéaux qu'inspire la proximité d'avec la nature. Au bout de deux ans, cependant, elle s'ennuie et le couple retourne à Londres où la jeune femme renoue avec sa carrière musicale.
La voici aux prises pourtant avec deux hommes qui ont naguère tenté de la séduire. Du coup, elle néglige son mari et ses enfants, engeance très superflue à ses yeux, dont le second meurt. Elle se prend aussi de jalousie pour une aventure qu'aurait eu Harvey dans le passé. L'histoire prend un nouvel élan alors que, la veille d'un de ses concerts, Alma se rend secrètement chez l'un de ses sponsors, Redgrave, aussi roué que riche et vieux. Elle assiste à une querelle entre Redgrave et un ami de la famille, Hugh Carnaby. Hugh porte accidentellement un coup fatal à son hôte : en réalité, il le soupçonne d'avoir une aventure avec son épouse Sibil, femme d'une rare beauté, dont les revenus sont sensiblement égaux aux siens, soit environ 1 600 £ annuels pour les deux, ce qui lui permet, vaille que vaille, de vivre dans le luxe. D'abord décidées à cacher l'affaire, les deux femmes finissent par se déchirer. Alma devient fiévreuse et tombe malade, se voit soumise à un chantage, et peu à peu, sombre dans la drogue et meurt d'une overdose,.
Alma n'est pas sans profondeur psychologique — ne serait-ce que par l'ambiguïté de ses relations avec la musique, source de plaisir vaniteux plutôt qu'esthétique — et, à ce titre, échappe à la caricature, mais elle souffre constitutionnellement de la comparaison d'avec les femmes de son entourage : sa belle-mère Mrs Frothingham est très traditionnelle, mais prête à utiliser ses ressources personnelles pour compenser les dégâts du krach causé par son époux ; Sibil, tout extravagante soit-elle, se montre non dénuée de principes, bien qu'impérieuse en ses exigences ; Mrs Abbot, ruinée elle aussi, retrouve l'énergie de se reconvertir en maîtresse d'école ; enfin, Mrs Morton, épouse d'un ami d'enfance de Rolfe, vit à la campagne où elle se consacre à son foyer et ses enfants, idylle domestique il est vrai née d'un idéalisme frustré.
Gissing reste partial envers Alma, juge sans considérer les lacunes de son éducation, les contraintes qu'impose la société : il affiche simplement son antipathie, ce qui tend à susciter chez le lecteur une réaction inverse : le mari, pense-t-il, avec un caractère plus affirmé, aurait pu guider son épouse, l'extraire du charivari des vanités et lui restaurer une dose de normalité.
Le résultat de cet imbroglio psychologique et social tourne au tragique.
Le roman relève donc en partie du sensationnel avec des suicides, un meurtre, des propositions indécentes, du chantage, de l'intrigue, des scandales, épiphénomènes d'une question lancinante chez Gissing, celle des mariages malheureux et des interactions afférentes entre société et nature humaine. La composante autobiographique est faible, mais le tourbillon présent dans le titre pivote au-dessus d'un abîme sans fond prêt à engloutir les protagonistes et revient de temps à autre aux moments cruciaux de leur existence. Il s'agit sans doute d'une angoisse permanente, peur de l'avenir conjugal, peur de l'écroulement du confort acquis, peur d'un désordre international, thème présent dans nombre d'autres œuvres de Gissing.

#### The Town Traveller(1898)
Le Voyageur de la ville : Jacob Korg ne reconnaît pas dans The Town Traveller (Le Voyageur de la ville), la manière de Gissing. Pourtant, d'aucuns le comptent parmi ses meilleures créations, sans doute parce qu'il montre la petite classe moyenne en action. Écrit en quelques semaines, il connaît d'emblée le succès et rapporte à son auteur plus que nombre de ses précédents ouvrages réunis.
Le voyageur a pour nom Gammon qui dispose — chose rare chez Gissing — d'un tempérament optimiste. C'est une façon de considérer les choses comme par instinct, sans trop se poser de questions : il y a de l'animal en lui, il recherche par nature le plaisir et lorsqu'il le rencontre, il a plutôt tendance à s'en satisfaire. Il gagne sa vie comme représentant à temps partiel dans un Londres en plein essor économique à la fin du XIXe siècle. Célibataire, il réside dans une modeste pension de famille, mais rêve d'une « permanence » et d'une épouse jeune et jolie. Devenir riche ne serait pas non plus pour lui déplaire, mais il a un travers : il se mêle de tout et n'a de cesse de s'investir dans les affaires d'autrui où, en général, il n'a que faire.
Gammon s'intéresse en particulier à la généalogie et, à l'intérieur de cette discipline, privilégie les secrets de famille. Il partage l'analyse de l'un des amis : chacune d'entre elles a quelque part un riche parent et il convient de s'employer à le débusquer. Voilà qui promet de l'action, mais rien de spectaculaire, une certaine touche de frivole, pas de sujet précis, nul dilemme ou conflit : à reprendre l'analyse de E. M. Forster, les personnages restent plutôt plats que ronds et l'intrigue suit le pas.

#### The Crown Of Life(1899)
Dans Couronne de vie, pour une fois, prévaut l'amour romantique. Écrit après les deux mariages catastrophiques de l'auteur, la Couronne de vie aurait été inspiré par Gabrielle Fleury. Gissing s'est expliqué sur ses motivations : « Sous le masque de la fiction, le livre traite des choses plus solennelles de la vie, et de la plus sérieuse façon. Je n'ai pas ressenti de contradiction entre mon ouvrage et les dures réalités que nous avons dû affronter. De plus, je n'ai jamais écrit à la légère, sans but. Non plus que j'aie jamais écrit pour l'argent ou pour plaire aux sots. Ma récompense — quelque médiocre qu'ait pu être ce que j'ai réalisé — tient en ce que je ne me sens en aucune façon marqué d'infamie »,,.
Piers Otway courtise Irene Derwent depuis huit ans. Fils illégitime d'un érudit bourgeois, ancien activiste libéral, il a vingt-et-un ans lorsque s'ouvre le roman. Épris de l'idée d'aimer, il étudie avec ardeur pour décrocher le diplôme d'entrée aux coulisses du pouvoir (The Corridors of Power). Il partage un logement avec de vieux amis dans les faubourgs et y rencontre un jour Irene. Le voici comme frappé de stupeur : il abandonne aussitôt ses études et entre dans le département russe d'une grosse entreprise. Irene est posée, raffinée, en tous points parfaite en société ; si elle flirte un tantinet avec Otway, elle le rabroue pour une petite gaffe commise pendant une soirée. Leurs relations semblent avoir pris fin alors même qu'elles n'ont point commencé, d'autant qu'elle se fiance avec un jeune homme « qui monte » au sein de l'Empire, mais Otway persévère vaille que vaille.
En parallèle de ses démêlés pseudo-amoureux, le roman se présente comme un pamphlet anti-colionaliste et anti-nationaliste, le tout sur fond de capitalisme éhonté. Gissing pressent que l'Europe est à deux doigts de la guerre. En Russie où il se rend régulièrement pour affaires, Piers sympathise avec le mouvement pour la paix. La plupart des personnages discourent sur l'impérialisme britannique : plusieurs de ceux qui gravitent autour d'Irène s'avèrent ouvertement en faveur du système capitaliste et l'un est marchand d'armes.
Les passages les plus prenants concernent Piers Otway jeune homme à Londres et en Russie, son amour pour Irene toujours vivace alors qu'il est tiraillé par ses pulsions sexuelles. De plus, l'illégitimité de sa naissance, l'absence d'héritage possible, les scandales nés de la conduite de ses frères aînés, tous ces handicaps ne font que renforcer sa détermination à obtenir un jour la main de celle qu'il aime.
Piers, cependant, vit dans un monde idéalisé. En huit années de cour amoureuse, il ne réussit qu'à effleurer la main d'Irene, tout en satisfaisant ses besoins sexuels comme savent le faire les héros de Gissing. Sa bien-aimée, toute parfaite soit-elle, ne semble pas mériter semblable dévotion, mais le roman se termine triomphalement pour Piers, sans que le lecteur ne sache si le mariage, une fois soumis aux réalités de la vie, s'avérera une réussite.

#### Our Friend the Charlatan(1901)
Notre ami le charlatan a pour personnage principal Dyce Lashmar, trente-sept ans, fils d'un pauvre curé de campagne (vicar) et ancien de l'Université d'Oxford (Oxonian), ce qui l'a doté d'une ambition dépassant des talents qui lui paraissent d'une évidence absolue. Il est l'« homme qui monte » (the coming man) cependant, mais lorsque ses moyens financiers — une modeste pension versée par un père sans le sou et sa rémunération de précepteur du fils d'une riche veuve — s'assèchent soudain, il se trouve fort désemparé.
Cependant, la fille d'une famille naguère amie lui fait bientôt savoir qu'elle officie comme secrétaire d'une riche philanthrope, Lady Ogram. L'impérieuse dame, qui eut autrefois maille à partir avec les tories, détecte en lui un potentiel politique, et il saisit l'occasion d'accéder à la députation en tant que whig. Dès lors, il joue au savant en plagiant La cité moderne et la métaphysique de la sociologie : le suicide des démocraties, du sociobiologiste français, Jean Izoulet — grandement admiré par Gissing —, et sa force de conviction entraîne nombre d'adeptes. Peu à peu, la chronologie se brouille en son esprit : les théories du Français, finit-il par croire, ne sont que des grossiers prototypes et lui seul est l'auteur des idées neuves qu'il professe, une société bâtie sur un mode vaguement socialiste, avec les plus intelligents de ses membres aux postes clefs et les autres fort aises de se retrouver au bas de l'échelle.
Dyce appelle ouvertement de ses vœux la « femme nouvelle », compagne naturelle de « l'homme qui monte », indépendante, intellectuelle et libre, récusant toute forme de machisme. En son for intérieur cependant, loin de penser à l'amour, voire à la sexualité, il n'a d'yeux que pour une dot ou un héritage, d'où qu'ils viennent. Lady Ogram lui propose d'épouser sa secrétaire, Constance Bride, « femme nouvelle » s'il en est, mais quelques années plus tôt, il s'est comporté en goujat à son égard ; de toute façon, il n'a plus d'yeux que pour May Tomalin, nièce longtemps perdue des Ogram et antithèse de Constance, peu éduquée, plutôt écervelée et d'autant ambitieuse. L'espoir est grand, en effet, que la philanthrope lui lègue ses biens, mais les choses s'éternisent, et Dyce volette selon le vent de la fortune. Enfin démasqué pour ce qu'il est, un mufle sans foi ni loi, en une violente scène au chevet de Lady Ogram à l'agonie, il ne s'en revient pas moins vers Constance qui le repousse vertement.
Le mufle va de pair avec le pilleur d'idées. Parmi la foule de ses suiveurs, une personne s'est pris de doute sur la science qu'il distille. Quelques recherches exposent le pot aux roses et le prophète, l'homme qui monte, le futur député, tombe soudain de son piédestal et devient la risée de ses anciens adeptes. La théorie d'Izoulet n'a servi qu'à théoriser l'égoïsme rampant du faux prophète ; en cela, Gissing reste fidèle à lui-même : jamais, pour lui, une idéologie, scientifique ou philosophique, ne saurait s'appliquer aux problèmes de la société des hommes, trop complexes pour se ranger dans un cadre doctrinaire.
La fin de l'histoire est banale : repoussé par May Tomalin et Constance Bride, Dyce trouve en la jeune veuve chez qui il faisait fonction de précepteur un parti à sa convenance, d'autant qu'elle doit percevoir une rente annuelle de 700 £. Hélas, une fois l'union consacrée, la plus grande grande partie de cet argent fait défaut, dilapidée par un mandataire véreux. Dyce, son épouse et son beau-fils se voit donc condamnés à se débrouiller par leurs seuls moyens.

#### Will Warburton, a Romance of Real Life(1905)
Will Warburton : ce roman est le dernier que Gissing ait écrit sur le thème de la vie moderne. Publié deux années après sa mort, il raconte l'histoire de Will Warbuton, jeune gentleman à la tête de florissantes affaires dans le commerce du sucre, soucieux du bien-être d'autrui, mais qui, après une spéculation hasardeuse, perd tous ses biens et se retrouve contraint de travailler comme simple commerçant dans une épicerie, ce qu'il ressent comme une déchéance tragique. Will Warburton cache sa misère sociale à sa famille et à ses amis. Alors même que sa vie n'est qu'humiliation et privation, il s'éprend d'une femme qui, dès que la vérité de sa situation lui est connue, rompt tout lien avec lui. Alors seulement prend-il conscience qu'il n'existe aucune honte à exercer le métier d'épicier.

#### Veranilda(1903, inachevé)
Veranilda : le roman est resté inachevé, cinq chapitres restant à écrire à la mort de Gissing.

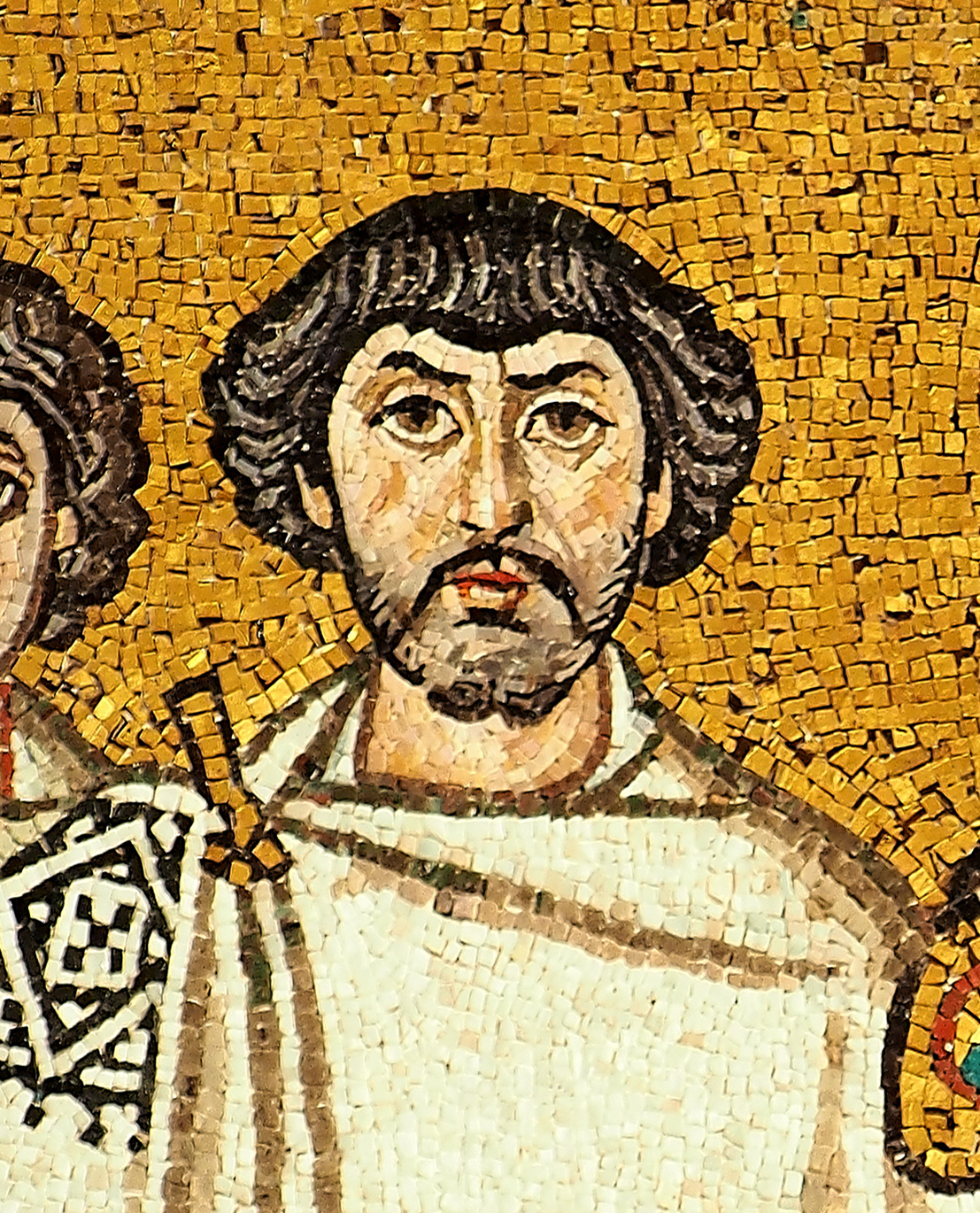
Bélisaire, mosaïque célébrant la reconquête de l'Italie par l'armée byzantine (basilique Saint-Vital de Ravenne).

Les protagonistes sont fictifs, tandis que l'histoire se déroule sur fond de personnages ayant réellement existé et d'événements ayant réellement eu lieu. En cela, le roman se rapproche de ceux de Walter Scott, mais sans leur couleur locale et leur vivacité d'action ; en revanche, il met l'accent sur l'étude approfondie des caractères comme George Eliot dans Romola.
L'histoire commence en 544, alors que le roi ostrogoth Totila avance vers Rome depuis le sud, reprenant une à une les conquêtes du général grec Bélisaire (Βελισάριος). Basile, résidant chez son oncle près de Naples, courtise avantageusement Veranilda, princesse gothe parente par mariage d'un membre de sa famille. Veranilda est mystérieusement kidnappée, et Basile et son ami Marcien partent à sa recherche pour Rome. Au bout d'une année, Marcien, habile intrigant, réussit à la libérer et s'éprend d'elle. Pour gagner son cœur, il lui ment et l'assure que son amant lui a été infidèle.
Ayant appris que Veranilda a été libérée, Basile s'inquiète de la retrouver. Au cours de son voyage rendu périlleux par la guerre, il tue Marcien en un accès de jalousie et cherche refuge dans l'abbaye du Mont-Cassin où son tumulte s'apaise auprès de saint-Benoît. Il rencontre Totila et accepte de se joindre à lui pour combattre les Grecs. Ses missions accomplies, il se voit bientôt réuni à Veranilda.
Le récit prend fin au milieu d'un développement mineur, alors que restent cinq chapitres à écrire. H. G. Wells pense que Gissing a eu l'intention de terminer le roman par la fuite de la garnison grecque assiégée en ses murs, tandis que Rome est désertée avant que n'y pénètrent les armées de Totila. Il est vraisemblable, en effet, que Basile et Veranilda participent aux festivités célébrant la victoire des Goths et la libération de Rome de la dictature byzantine, succès temporaire cependant, puisque la cité est reprise par Belisaire au bout d'une année.
H. G. Wells s'est vu sollicité en sa qualité d'ami de longue date pour écrire une introduction à Veranilda. La famille n'ayant pas apprécié le résultat, Frederic Harrison a pris le relais. En 1904, l'original de Wells a été publié sous le titre George Gissing: An Impression.

### Liste des principales nouvelles
- Lou and Liz, The English Illustrated Review, vol. X, 1893[N 28].
- Our Mr Jupp, The English Illustrated Review, vol. XI, 1894.
- The Pessimist of Plato Road, The English Illustrated Review, vol. XII, 1894.
- A Capitalist, The National Review, vol. XXIII, 1894.
- The Poet's Portmanteau, The English Illustrated Review, vol. XII, 1895.
- In Honour Bound, The English Illustrated Review, vol. XIII, 1895.
- The Foolish Virgin, The Yellow Book, vol. VIII, January 1896.
- Great Men in Little Words, Part II, Part III, Part IV, Part V, The English Illustrated Review, vol. XV, 1896.
- The Light on the Tower, The English Illustrated Review, vol. XVI, 1897.
- Spellbound, The English Illustrated Review, vol. XVIII, 1897.
- One Way of Happiness, The English Illustrated Review, vol. XIX, 1898.
- A Despot on Tour, Strand Magazine, vol. XV, 1898.
- Stories and Sketches, posthume, 1938, préface d'Alfred C. Gissing (fils de l'auteur).

### Ouvrages autres que de fiction

#### Charles Dickens: A Critical Study(1898)
D'après Korg, le principal mérite de cet ouvrage est qu'il aborde Dickens sans préjugé et le replace d'emblée dans son cadre sociologique. Gissing pense que Dickens, tout en faisant sa cible de la classe moyenne supérieure — vengeance pour l'humiliation ressentie alors qu'il est engagé dans la manufacture de cirage —, il n'a eu de cesse de gagner le statut de gentleman au sein de cette même classe. D'autre part, son étude montre que la sympathie de Dickens pour les pauvres s'appuie surtout sur des rapports parlementaires concernant les manufactures et les mines.
Gissing ne range pas Dickens parmi les réalistes, arguant du fait que son principal souci n'est pas d'imiter la réalité, mais de plaire à son public. D'après lui, sa caractérisation des personnages en fait des « essences » de personnes, non des personnes en tant que telles.

#### By the Ionian Sea, Notes on a Ramble in the South of Italy(1901)
By the Ionian Sea, Notes on a Ramble in the South of Italy. L'ouvrage, ressortissant au genre du travelogue, soit du récit de voyage, contenu parallèle à l'autobiographie que Ferrieux range dans la catégorie des res gestæ (« choses accomplies »), porte comme titre français Sur les rives de la mer Ionienne, Notes de voyage en Italie du Sud.
Il comporte dix-huit chapitres pour la plupart intitulés selon les lieux visités. Le voyageur part de Naples, puis se promène en Calabre, de Tarente à Reggio. Il y affiche sa passion pour l'antiquité gréco-latine, décrit l'Italie du sud en proie à la pauvreté et à l'incurie. En filigrane, court le thème d'une quête de soi, mais le voyage se termine dramatiquement, car, une fois rendu à Crotone, Gissing est victime d'une fièvre dont il n'échappe que difficilement.

#### The Private Papers of Henry Ryecroft(1903)
Les Carnets d'Henry Ryecroft : œuvre apparemment d'imagination — Gissing donnant l'illusion d'avoir découvert une collection de feuillets recelant les dernières méditations d'un obscur ami —, le livre  ressortit à une forme parallèle à l'autobiographie, le journal intime. En effet, si l'intention autobiographique est à peine déguisée, les préoccupations du moment, maintenant sereines, servent de tremplin à une constante exploration des tourments passés. La préface précise bien que les manuscrits n'ont du journal intime que l'apparence et que leur intérêt s'étend au-delà d'une consignation quotidienne. Nimbé d'une sorte de poésie automnale, l'ouvrage présente donc un triple déguisement : les feuillets retrouvés recèlent des échos de vie appartenant, sous le couvert de Henry Ryecroft, à George Gissing, mais la parole écrite est confiée à un narrateur-présentateur qui signe G. G. — peut-être et même sans doute la même personne — à qui est dévolu le rôle de rassembler les pages du vieil homme, puis de les éditer, les commenter et d'en tirer la leçon, enfin de les présenter au public.

### Textes originaux
- (en) George Gissing (Harry Hansen, Introduction to New Grub Street), New Grub Street, New York, The Modern Library, 1926, 552 p., 6.4 x 4.3 x 1.1 inches.
- Pierre Coustillas (trad. de l'anglais), George Gissing, Nouvelles choisies, Lille, Presses universitaires de Lille, 1984, 202 p. (ISBN 2-8593-9254-8).
- (en) Barbara Rawlinson, A man of many parts : Gissing's short stories, essays and other works, Amsterdam, Rodopi, 2006, 288 p. (ISBN 978-9-0420-2085-6, lire en ligne).
- (en) John Goode, New Grub Street; Chronology of George Gissing, Oxford, Oxford World's Classics, 2008, 576 p. (ISBN 0-1995-3829-8).
- (en) George Gissing (John Goode, introduction et notes), New Grub Street, Oxford, Oxford University Press, 1998, 576 p. (ISBN 978-0-1916-0582-6, lire en ligne).
- (en) Collectif (Pierre Coustillas, éditeur scientifique), Gissing Journal, Wakefield, Gissing Trust, revue trimestrielle.
- (en) George Gissing, The Private Papers of Henry Ryecroft, Auckland, The Floating Press, 2016, 250 p. (ISBN 1-7765-9961-6, lire en ligne).
- (en) George Gissing (Katherine Mullin, Introduction to New Grub Street), New Grub Street, Oxford, Oxford University Press, 2016, 487 p., 6.4 x 4.3 x 1.1 inches, vii–xxix.

### Traductions disponibles
- George Gissing (trad. Hephell), Demos, histoire du socialisme anglais [« Demos, A History of English Socialism »], Paris, Hachette, 1890, 2 volumes.
- George Gissing (trad. G. Art), La Rançon d'Ève [« Eve's Ransom »], Paris, Calmann-Lévy, 1898.
- George Gissing (trad. Gabrielle Fleury), La Rue des Meurt-de-faim [« New Grub Street »], Paris, Éditions de la Revue blanche, 1902.
- George Gissing (trad. Ève Paul-Margueritte), Thyrza, coll. « Stella », 1928.
- George Gissing (trad. Marie Canavaggia), Né en exil [« Born in Exile »], Éditions du siècle, 1932.
- George Gissing (trad. de l'anglais par Pierre Coustillas, éditeur scientifique), Les Carnets de Henry Ryecroft [« The Private Papers of Henry Ryecroft »], Paris, Aubier-Montaigne (Clamecy, impr. Laballery et Cie), coll. « Collection bilingue des classiques étrangers. - Texte anglais avec traduction française en regard », 1966, 544 p., 18,5 x 3,5 x 12 cm (ISBN 2-7007-1226-9).
- (en) George Gissing (trad. de l'anglais par Pierre Coustillas, éditeur scientifique, et Suzanne Calbris), La Nouvelle Bohème [« New Grub Street »], Lille, Presses universitaires de Lille, coll. « Série : Traduit de l'anglais », 1978, 455 p., 24cm (ISBN 2-8593-9094-4).
- George Gissing (trad. de l'anglais par Pierre Coustillas, éditeur scientifique, et Suzanne Calbris), Femmes en trop [« The Odd Women »], Lille, Presses universitaires de Lille, coll. « Série : Traduit de l'anglais », 1982, 365 p., 24cm (ISBN 2-8593-9194-0, lire en ligne).
- George Gissing (trad. de l'anglais par Pierre Coustillas, éditeur scientifique, et Hélène Coustillas), Sur les rives de la mer Ionienne : notes de voyage en Italie du Sud [« By the Ionian Sea, Notes of a Ramble in Southern Italy »], Villeneuve-d'Ascq, Presses universitaires du Septentrion, coll. « Littératures étrangères. Études anglaises », 1997, 201 p., 24 cm (ISBN 2-8593-9529-6, lire en ligne).
- George Gissing (trad. Pierre Coustillas), La Chance de sa vie et autres nouvelles, Dijon, Universitaires de Dijon, éds., 2014, 181 p., 21 x 14 (ISBN 2-3644-1097-5).

### Repères bibliographiques
- Bibliographie complète, voir « Bibliographie de George Gissing » (consulté le 9 mai 2017).
- Bibliographie complète, voir « Bibliographie de George Gissing, avec illustrations » (consulté le 13 mai 2017).

Les indications bibliographiques ci-dessous représentent la substance d'un article écrit par Pierre Coustillas en 1978 dans le « Bulletin d'information » de la Société française d'études victoriennes et édouardiennes.
- (en) Joane Shattock (éditeur scientifique), The New Cambridge Bibliography of English Literature (1800-1900), vol. 4, Cambridge, Cambridge University Press, 1999, 3e éd., 1536 p., 270 x 97 x 214 mm (ISBN 978-0-5213-9100-9, lire en ligne). Cet ouvrage général reste un instrument bibliographique important bien qu'il n'aille pas au-delà de 1965-1966.
- (en) Jacob Korg (Lionel Stevenson), « George Gissing », Victorian Fiction : a Guide to Research, Cambridge, Mass., Harvard University Press,‎ 1964, 23 cm, et un supplément substantiel. Ouvrage qui demeure bien informé.
- (en) Bibliography of Writing about Him, De Kalb, Illinois, Northern Illinois University Press, 1974, 156 p. Également bien informé, l'ouvrage renvoie à de nombreux comptes rendus et articles depuis les journaux victoriens jusqu'à 1970[358].
- (en) Jacob Korg (éditeur scientifique), « George Gissing: A Survey of Research and Criticism », British Studies Monitor,‎ été 1973, p. 5-33.
- (en) John Halperin (éditeur scientifique), « The Gissing Revival, 1961-1974 », Studies in the Novel,‎ printemps 1976, p. 103-120[358]. Ces deux articles font l'inventaire des études de la fin des années 1970 sur Gissing.

### Biographies
- (en) Pierre Coustillas (ill. 1), The Heroic Life of George Gissing, Part I : 1857–1888, Londres, Pickering & Chatto Publishers, 2011, x + 366 (ISBN 978-1-8489-3171-8).
- (en) Pierre Coustillas (ill. 1), The Heroic Life of George Gissing, Part II : 1888-1897, Londres, Pickering & Chatto Publishers, 2012, 373 p. (ISBN 978-1-8489-3173-2).
- (en) Pierre Coustillas (ill. 1), The Heroic Life of George Gissing, Part III : 1897-1903, Londres, Pickering & Chatto Publishers, 2012, 363 p. (ISBN 978-1-8489-3175-6, lire en ligne).  :
- (en) Pierre Coustillas, « George Gissing », dans Oxford Dictionary of National Biography, Oxford, Oxford University Press, 2004 (lire en ligne).  Entrée très fiable et aisément exploitable.
- (en) Jakob Korg, George Gissing, A Critical Biography [« George Gissing, biographie critique »], Londres et Seattle, Methuen & Co Ltd, 1965, 307 p. (reprise en 1975 : (en) Jacob Korg, George Gissing : A Critical Biography, Londres, Taylor & Francis, 1975. ) Biographie utile et facilement consultable.
- (en) Morley Roberts, The Private Life of Henry Maitland : A Record dictated by J. H. [« La Vie privée de Henry Maitland »], Londres, Houdder and Stoughton, 1912, 319 p. (ISBN 0-1449-2136-7).  D'après Coustillas, l'ouvrage n'est vraiment lisible que dans l'édition annotée par Morland Bishop chez Richards Press de 1958.
- (en) Mabel Collins Donnelly, George Gissing, Grave Comedian, Cambridge, Harvard University Press, 1954. Cet ouvrage comporte, selon Coustillas, des erreurs, surtout sur les dernières années du romancier qui ont depuis bénéficié de substantielles recherches[358].

### Correspondance
La correspondance de Gissing est dispersée dans plusieurs volumes, les lettres à sa famille et à ses amis.
Pour la famille, les lettres ont été rassemblées par deux des enfants Gissing :
- (en) George Gissing (Algernon Gissing et Ellen Gissing), Letters of George Gissing to Members of his Family, Londres, Constable & Company Ltd., 1927.  Comporte des déclarations d'intentions littéraires dans les années précédant 1891.

Parmi les amis, on compte :
- d'abord H. G. Wells ;
  - (en) George Gissing et H. G. Wells, George Gissing and H.G. Wells : Their Friendship and Correspondence [« George Gissing et H.G. Wells : leur amitié et leur correspondance »], Londres, Hart-Davis, 2006, 285 p..
  - (en) Royal A. Gettmann (éd. scientifique), George Gissing and H. G. Wells, Their Friendship and Correspondance, New Brunswick, New Jersey, Rutgers University Press, 1961.
- puis vient Eduard Bertz ;
  - (en) George Gissing et Arthur C. Young (ed. scientifique), The Letters of George Gissing to Eduard Bertz 1887–1903, Londres, Constable, 1961, 337 p., 8 vo-over 7¾"-9¾" tall, Henry Hick (1973) et Edward Clodd (1973).
- enfin Gabrielle Fleury ;
  - (en) George Gissing, Letters of George Gissing to Gabrielle Fleury, New York, New York Public Library, septembre 1965, 188 p., Textbook Binding (ISBN 0-8710-4106-5).

La correspondance avec Wells contient plusieurs de ses articles qui restent de facture très personnelle, accusant, par exemple, The Whirlpool d'utiliser un langage impérialiste, ce que Coustillas dément formellement en s'appuyant surtout sur :
- (en) George Gissing, Jacob Korg et Berg Collection, George Gissing's commonplace book : a manuscript in the Berg Collection of the New York Public Library [« Livre de raison de George Gissing »], New York, New York Public Library, 1962 (lire en ligne).  Ce dernier ouvrage reste l'une des références principales pour l'analyse des Carnets privés d'Henry Ryecroft et contient maints renseignements sur les préoccupations de Gissing qui engrange à chacune de ses brèves sorties et de ses voyages en Europe, ses idées sur la science, la démocratie, le stoïcisme, la mort, la conscription, la presse, etc.[358]

L'étude des textes de Gissing sur l'art du roman, — par exemple « Pourquoi je n'écris pas de pièces » (Why I don't Write Plays) ou « Place du réalisme dans la fiction » (The Place of Realism in Fiction), etc. — est rassemblée dans :
- (en) George Gissing, Jacob Korg (éd. scientifique) et Cynthia Korg (éd. scientifique), George Gissing on Fiction, Londres, Enitharmon Press Gissing series ; 9, 1976, 119 p., 23 cm (ISBN 978-0-9011-1191-3).

Un texte philosophique d'importance, « L'Espérance du pessimisme » (The Hope of Pessimism) peut être trouvé dans :
- (en) Pierre Coustillas (éd. scientifique), George Gissing, Essays and Fiction, Baltimore, Johns Hopkins University Press, 1970 (ISBN 0-8018-1115-5).  Écrit à l'automne de 1882, l'essai révèle que Gissing tourne le dos au positivisme dans les années 1878-1888 pour embrasser le « pessimisme consolateur » d'Arthur Schopenhauer, ce qui a pour effet d'accentuer son apitoiement sur soi-même, tels Reardon et Biffen dans La Nouvelle Bohème, et Peak dans Born in Exile[358].

### Études critiques sur George Gissing et ses œuvres
Pierre Coustillas considère que l'ouvrage suivant relève « de la calomnie plus que de la critique littéraire » :
- (en) Frank Swinnerton, George Gissing A Critical Study, Londres, Martin Secker, 1912 (lire en ligne).

Cependant, les livres qui ont suivi, ont offert, selon lui, d'intelligentes réhabilitations :
- (en) May Yates, George Gissing, an Appreciation, Kessinger Publishing, 2010, 122 p., 15,2 x 1,1 x 22,9 cm (ISBN 1-1642-1547-7).
- (en) Ruth Capers Mckay, George Gissing and his Critic Frank Swinnerton, Internet Archive, Norwood Editions, Open Library, 1975 (1re éd. 1933), 111 p. (ISBN 0-8830-5449-3).
- (en) Samuel Vogt Gapp, George Gissing, Classicist, Philadelphie, University of Pennsylvania Press, 1936, 210 p., numérisé en juillet 2007.

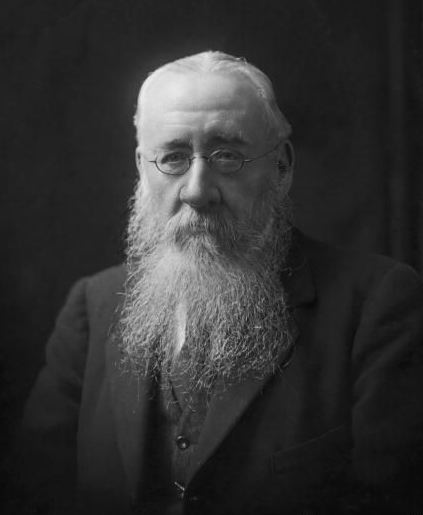
George Saintsbury, par James Lafayette, c. 1910.
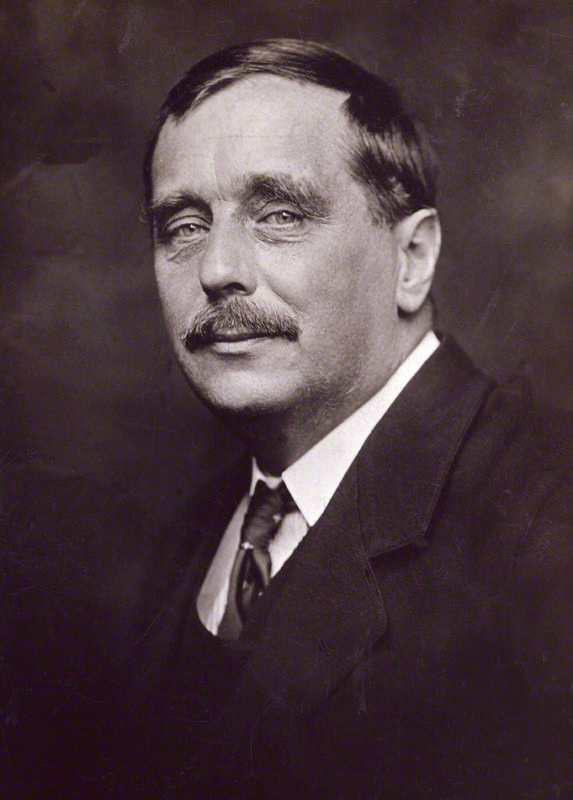
H. G. Wells en 1920, par George Charles Beresford.
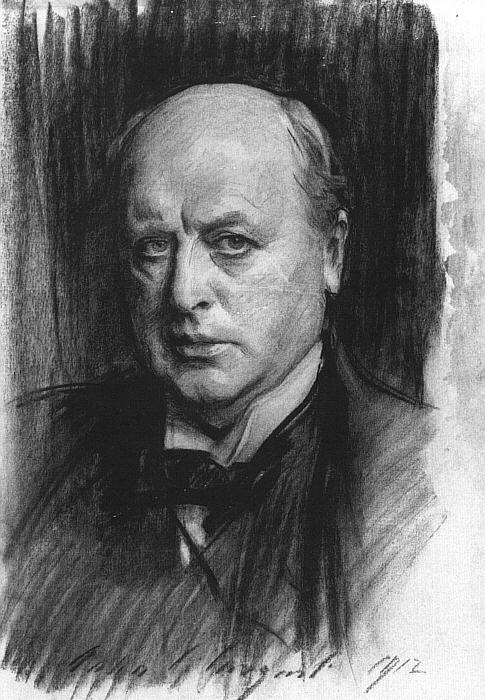
Henry James, fusain de John Singer Sargent, 1912.
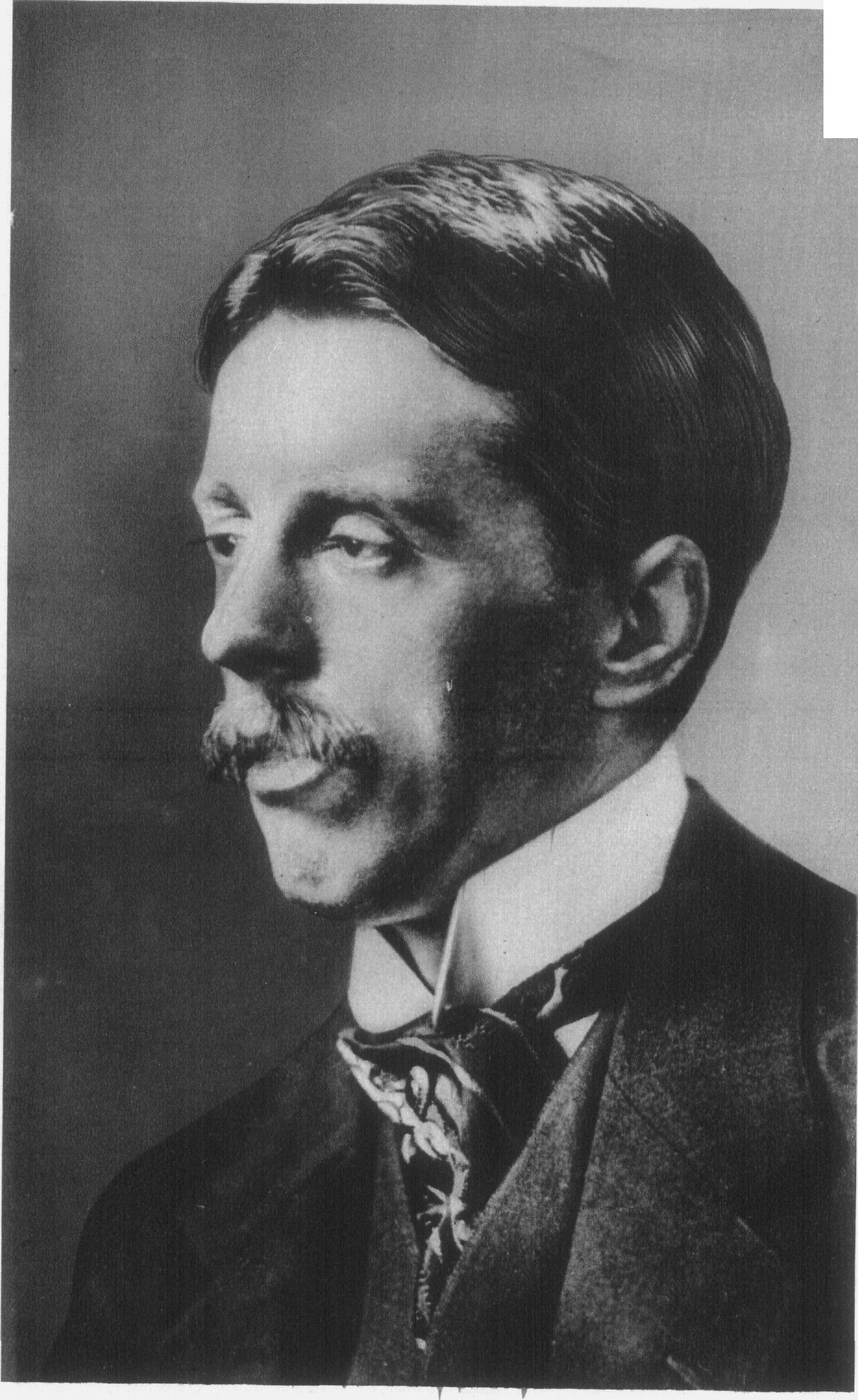
Arnold Bennett, The New York Times Magazine, 1915.
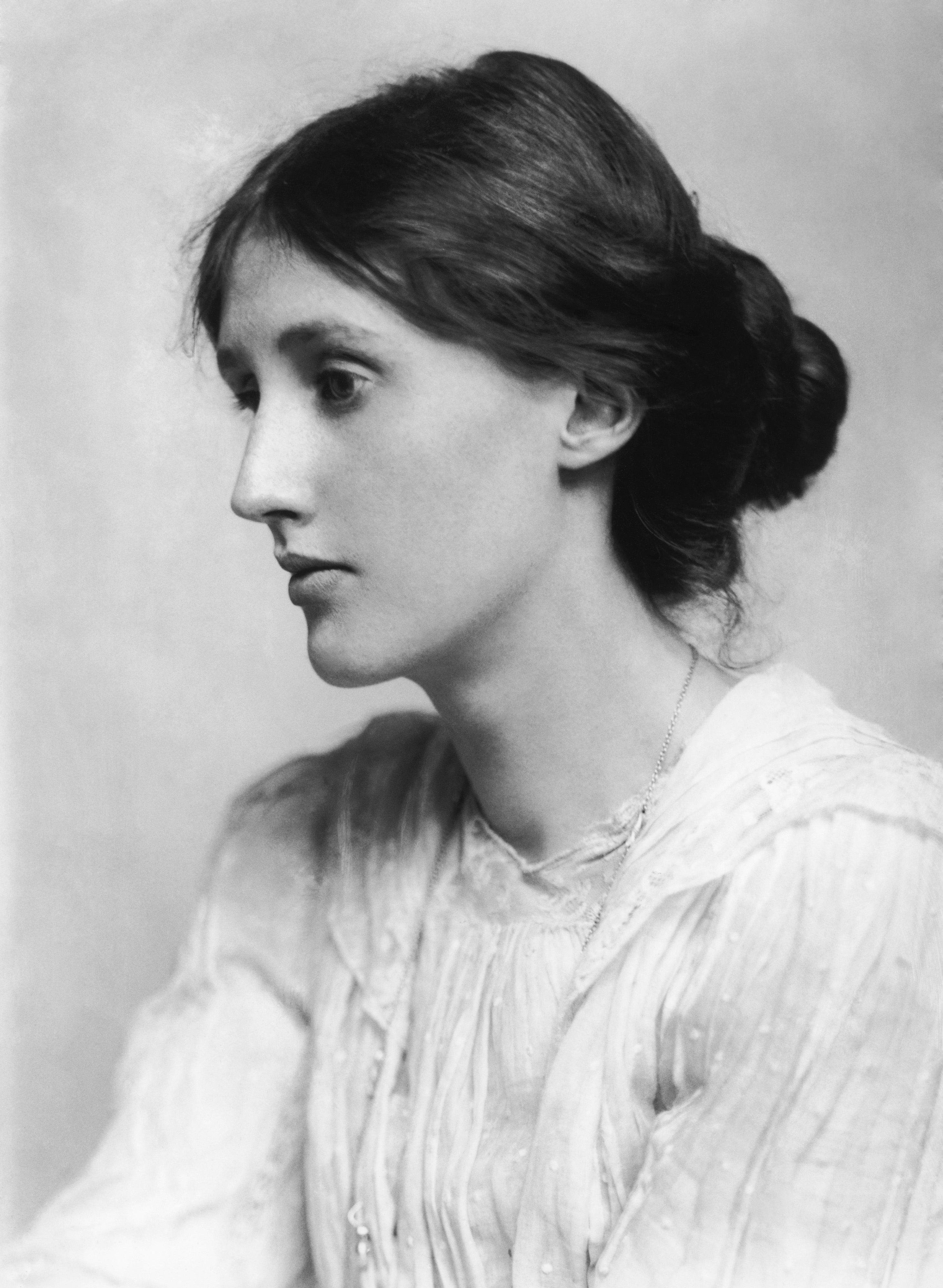
Virginia Woolf à 20 ans, restauré par George Charles Beresford, 1902

Les ouvrages suivants reconnaissent à Gissing la place que les Victoriens lui ont assignée d'emblée :
- (en) Oswald H. Davis (Pierre Coustillas, introduction), George Gissing : A Study in Literary Leanings, Johnson, 1965, 109 p.. Peut-être péchant par excès d'enthousiasme.
- (en) Gillian Tindall, The Born Exile : George Gissing, Isleworth, Middlesex, Maurice Temple Smith Ltd, 1974, 296 p., 21.8 x 14.5 x 2.5 cm (ISBN 0-8511-7051-X).
- (en) Adrian Poole (Pierre Coustillas, introduction), Gissing in Context, Lanham, Maryland, Rowman and Littlefield, 1975, 231 p. (ISBN 0-8747-1744-2).

La somme des critiques victoriennes se trouve ramassée dans l'anthologie :
- (en) George Gissing (Pierre Coustillas, éditeur scientifique), George Gissing : The Critical Heritage, Londres ; Boston, Routledge and Kegan Paul, coll. « The Critical Heritage Series », 1972, xvii, 563, 23 cm (ISBN 0-7100-7367-4).  L'ouvrage comprend 191 comptes rendus ou articles allant de 1880 à 1912 ; parmi leurs auteurs figurent George Saintsbury, Harold Frederic, H. G. Wells, Henry James, Arnold Bennett, William Leonard Courtney, Edward Garnett, Paul Elmer More et Virginia Woolf[358].

Dans le même esprit se trouve :
- (en) Pierre Coustillas (éd. scientifique), Collected Articles on George Gissing, Londres, F. Class, 1968. Regroupant dans une première partie des études générales telles que George Gissing, Humanist de Stanley Alden, George Gissing as a Portrayer of Society de John Middleton Murry et George Orwell et Division of Purpose in George Gissing de Jacob Korg qui met en lumière le conflit ayant existé chez le romancier entre le réformateur social et l'artiste ; la deuxième partie relève trois influences capitales, l'antiquité gréco-latine, le roman russe et le philosophe Schopenhauer ; la troisième rassemble des textes de Irving Howe et V. S. Pritchett sur La Vie de Bohème, Né en exil, Le Tourbillon et les Carnets de Henry Ryecroft[358].

### Études critiques sur les angles d'approche de George Gissing
Trois rubriques principales sont à considérer : la vie littéraire, l'arrière-plan social et politique, tant urbain que rural, la condition féminine et les « femmes nouvelles ». Peut s'y ajouter la liste des ouvrages philosophiques ayant le plus influencé Gissing.

#### Vie littéraire
Sur la vie littéraire, une première approche peut être trouvée dans :
- (en) J. W. Saunders, The Profession of English Letters [« La profession de Lettres anglaises »], Abingdon, Oxon., Routledge, coll. « Studies in Social History », 1964, 274 p., 15.6 x 1.6 x 23.4 cm (ISBN 0-4158-5018-5, lire en ligne).
- (en) John Gross, The Rise and Fall of the Man of Letters : English Literary Life since 1800 [« Essor et déclin de l'homme de lettres »], New York, Ivan R. Dee, 1969, 368 p., 5.8 x 1 x 8.2 inches (ISBN 1-5666-3000-2).

Le roman en trois volumes, véritable personnage dans certaines œuvres de Gissing, en particulier dans La Vie de Bohème (New Grub Street), est étudié dans :
- (en) Guinevere L. Griest, Mudie's Circulating Library and the Victorian Novel [« La bibliothèque de prêt Mudie et le roman victorien »], David and Charles, 1971, 288 p., 21.6 x 14.2 x 2.4 cm (ISBN 0-7153-5309-8).
- Pierre Coustillas, Jean-PIerre Petit et Jean Raimond, Le Roman anglais au XIXe siècle, Paris, Presses Universitaires de France, coll. « Le Monde anglophone », 1978 (ISBN 2-1303-5336-3).

Les canons de la critique littéraire à l'époque de Gissing sont rappelés dans :
- (en) Kenneth Graham, English Criticism of the Novel : 1865-1900, Oxford, Clarendon Press, 1965, 148 p.
- (en) Richard Attick, The English Common Reader, 1800-1900, 1957. Cet ouvrage présente aussi la culture de masse qui reste à l'arrière-plan de l'œuvre de Gissing[358].

#### Arrière plan social et politique
La toile de fond sociale et politique est analysée dans :
- (en) Raymond Williams, Culture et Society : Coleridge to Orwell [« Culture et société »], Londres, Chatto and Windus, 1956, 363 p. (ISBN 0-7012-0792-2).
- (en) Raymond William, The Country and the City [« La campagne et la ville »], Spokesman Books, 2011, 336 p. (ISBN 0-8512-4799-7).
- (en) Raymond William, The Long Revolution [« La longue révolution »], Cardigan, Parthian Books, réédition, 2011, 360 p., 12.7 x 2.8 x 20.3 cm (ISBN 1-9080-6971-6).

Un complément centré sur la civilisation urbaine peut être trouvé dans :
- (en) Asa Briggs, Victorian Cities [« Cités victoriennes »], Berkeley, Los Angeles, University of California Press, 1963, 411 p. (ISBN 0-5200-7922-1, lire en ligne).
- (en) Malcom Bradbury, The Social Context of Modern English Literature [« le contexte social de la littérature anglaise moderne »], New York, Schocken Books; First Edition, First Printing edition, septembre 1971, 8.6 x 5.5 x 0.7 inches (ISBN 0-8052-3406-3). La question s'y trouve condensée dans l'ensemble.

Enfin, un article en français permet de faire le point de la culture prolétarienne florissante dans les clubs ouvriers :
- François Bédarida, « Le mouvement ouvrier britannique : esquisse historique », Dictionnaire biographique, mouvement ouvrier, mouvement social, Paris, Maitron : éditions de l'Atelier,‎ 2007 (lire en ligne, consulté le 1er mai 2017).

#### Condition féminine
La condition féminine et les « femmes nouvelles » (new women), telles Amy Reardon et Marian Yule (La Vie de Bohème), pouvant être abordées de multiples façons, divers points de vue sont présentés :
- (en) Duncan Crow, The Victorian Woman [« La femme victorienne »], New York, Stein and Day Pub, 1972, 351 p. (ISBN 0-8128-1447-9).
- (en) Jenni Calder, Women and Marriage in Victorian Fiction [« La femme et le mariage dans le roman victorien »], Oxford, Oxford University Press, 1977, 223 p., 20.6 x 14 x 2.8 cm (ISBN 0-1951-9856-5).
- (en) LLoyd Fernando, New Women in the Late Victorian Novel [« La femme nouvelle et le roman de la dernière période victorienne »], University Park, Pennsylvanie, The Pennsylvania State University Press, 1977, 168 p., 6" × 9" (ISBN 978-0-2710-1241-4)[358].

#### Influence philosophique
Les deux philosophes ayant influencé Gissing à tour de rôle sont Auguste Comte et Arthur Schopenhauer. Figurent ci-dessous les principaux textes de références :
- Auguste Comte :
  - Cours de philosophie positive, édition originale en six tomes ; en ligne sur Gallica : tome 1, Les Préliminaires généraux et la philosophie mathématique, 1830 ; tome 2, La Philosophie astronomique et la philosophie de la physique, 1835 ; tome 3, La Philosophie chimique et la philosophie biologique, 1838 ; tome 4, La Philosophie sociale et les conclusions générales, 1839 ; tome 5, La Partie historique de la philosophie sociale, 1841 ; tome 6, Le Complément de la philosophie sociale, et les conclusions générales, 1842 ; Paris, Bachelier (tous tomes).
  - Système de politique positive ou Traité de sociologie instituant la religion de l'Humanité, édition originale en quatre tomes, Paris, Carilian-Gœury et V. Dalmont, 1851-1854 : tome 1er, contenant le Discours préliminaire, et l'Introduction fondamentale, juillet 1851 (Gallica) ; tome 2, contenant la Statique sociale ou le Traité abstrait de l'être humain, mai 1852 (Gallica) ; tome 3, contenant la Dynamique sociale ou le Traité général du progrès humain, août 1853 (Gallica); tome 4 et dernier, contenant le Tableau synthétique de l'esprit humain, août 1854 (Gallica) ; rééd. Anthropos (1970), Vrin (2000).
- Arthur Schopenhauer :
  - De la quadruple racine du principe de raison suffisante (Über die vierfache Wurzel des Satzes vom zureichenden Grunde), 1813, seconde édition (trad. Jean Alexandre Cantacuzène, Paris, Éd. Germer Baillière, coll. « Bibliothèque de philosophie contemporaine », 1882), également chez Vrin, collection Bibliothèque des Textes Philosophiques - poche.
  - Le Monde comme volonté et comme représentation (Die Welt als Wille und Vorstellung), 1818/1819, vol.2 1844, trad. Auguste Burdeau (en 2 volumes, Félix Alcan, coll. « Bibliothèque de philosophie contemporaine », 1888 et 1889), revue par R. Roos, PUF, 1966. (contient la Critique de la philosophie kantienne et les suppléments).
  - Le monde comme volonté et représentation, (nouvelle traduction de Ch. Sommer et coll. en 2 volumes) : éd. Folio-Gallimard, 2009, vol. I :  (ISBN 2-0704-2905-9) ; vol II :  (ISBN 2-0703-9691-6) (Wikisource)
  - Parerga et Paralipomena (Parerga und Paralipomena), (1851). Première édition française intégrale, CODA, 2005,  (ISBN 2-8496-7020-0) ; œuvre d'abord traduite par parties ; ainsi :
  - Aphorismes sur la sagesse dans la vie (Aphorismen zur Lebensweisheit), première traduction en français de cet essai eudémonologique des Parerga en 1880 (éd. Germer Baillière, coll. « Bibliothèque de philosophie contemporaine ») par Jean Alexandre Cantacuzène[359].
  - Philosophie du Droit et autres essais, Paris, Du Sandre Éds, 2006, 14 cm x 22 cm,  (ISBN 2-9149-5823-4).

### Autres (non classés thématiquement)
- (en) Henry James, « A signed review of Gissing's The Whirlpool », Harper's Weekly Magazine, Londres, vol. 7, no 31,‎ 1er juillet 1897, p. 754sq.
- (en) George Gissing, Human Odds and Ends : Stories and Sketches [« Bric à brac humain : histoires et tableaux »], Londres, Lawrence & Bullen, 1898, 319 p.
- Madeleine Cazamian, Le Roman et les Idées en Angleterre, vol. 1, L'Influence de la science, University of Michigan, Istra, 1923, p. 302-371 .
- (en) George A. Stearns, « George Gissing in America », The Bookman, vol. LXIII, no 6,‎ 1926, p. 683-685.
- (en) Edward Clodd, Memories, Londres, Watts & Co., 1926, chap. 15, p. 165–195.
- (en) Jacob Korg, « George Gissing's Outcast Intellectuals », American Scholar, vol. XIX,‎ printemps 1950, p. 194-202 (lire en ligne, consulté le 12 mai 2017) .
- (en) Joseph J. Wolff, « Gissing's revision of "The Unclassed" », Nineteenth-Century Fiction, vol. 8, no 1,‎ juin 1953 (JSTOR 3044275).
- (en) Jakob Korg, « Division of Purpose in George Gissing » [« Absence d'unicité de but chez George Gissing »], Modern Language Association, New York, PMLA, vol. 70, no 3,‎ juin 1955, p. 323-326.
- (en) C. J. Francis, « Gissing's Characterisation: Heredity and Environment », Gissing's Newsletter, Lille, Presses Universitaires de Lille III,‎ avril, juin, septembre 1967.
- (en) P.J. Keating, « George Gissing: New Grub Street », Studies in English literature, Londres, E. Arnold, no 33,‎ 1968 (ISSN 0585-668X)
- George Gissing (Pierre Coustillas, éditeur scientifique), London and the Life of Literature in Late Victorian England : The Diary of George Gissing, Novelist [« Londres et la vie littéraire dans l'Angleterre de la fin de l'ére victorienne »], Plainsboro, NJ, USA, Associated University Presses, 1978, 617 p., 2 x 6.5 x 9.8 inches (ISBN 978-0-8387-2145-2)
- (en) Fredric Jameson, « Authentic Ressentiment: The Experimental Novels of Gissing », Nineteenth-Century Fiction,‎ septembre 1976, p. 127-149 .
- (en) Jacob Korg (Richard A. Levine), « George Gissing, Humanist in Exile », The Victorian Experience : The Novelists, Athens, Ohio, Ohio University Press,‎ 1976, p. 239-273 .
- (en) John Peck, « New Grub Street : Some Suggestions for an Approach Through Form », The Gissing Newsletter, Lille, Publications de l'Université de Lille III, vol. XIV, no 2,‎ juillet 1978, p. 1-17.
- (en) John Sloan, George Gissing : The Cultural Challenge [« George Gissing, le défi culturel »], Springer, 1989, 172 p. (ISBN 978-1-3491-9943-3, lire en ligne), p. 13.
- (en) Collectif (Pierre Coustillas), The Gissing Newsletter, Lille, Université de Lille, 1990-2000 (lire en ligne)
- (en) Christina Sjöholm, The Vice of wedlock : the theme of marriage in George Gissing's Novels [« L'étau du mariage : le thème du mariage dans les romans de George Gissing »], Uppsala et Stockholm, coll. « Studia anglistica Upsaliensia : Acta Universitatis Upsaliensis », 1994, 144 p. (ISBN 978-9-1554-3258-4), chap. 85.
- (en) Robert L. Selig, George Gissing, Revised Edition, vol. 346, Woodbridge, USA, Twayne, coll. « Twaine's English Authors Series », 1995, 156 p. (ISBN 978-0-8057-7061-2).
- (en) Janice Deledalle-Rhodes, « George Gissing, Henry James and the Concept of Realism » [« GG, HJ et le concept de réalisme »], The Gissing Journal, vol. XXXIII, no 4,‎ octobre 1997, p. 2-29.
- (fr + en) Robert Ferrieux, La Littérature autobiographique en Angleterre et en Irlande, Paris, Ellipses, 2001, 384 p., 16cm x 24cm (ISBN 978-2-7298-0021-5)
- (en) Pierre Coustillas, Oxford Dictionary of National Biography, Oxford, Oxford University Press, 2004, « Gissing, George Robert (1857–1903) »
- (en) Richard Pearson, Critical Survey, vol. XVI, 2004, chap. 1 (« George Gissing and the Ethnographer's 'I' ») [« George Gissing et le Moi de l'ethnographe »], p. 35–51.
- (en) Deborah McDonald, Clara Collet 1860–1948: An Educated Working Woman, Londres, Woburn Press, 2004 (lire en ligne) .
- (en) Michael Hollington et John Jordan, Imagining Italy : Victorian Writers and Travellers [« L'Italie, imaginaire des écrivains et les voyageurs victoriens »], Cambridge, Cambridge Scholars Publishing, 2010, 280 p. (ISBN 978-1-4438-2461-3, lire en ligne).
- Christine Huguet, « Pierre Coustillas, The Heroic Life of George Gissing, Part II : 1888-1897 et The Heroic Life of George Gissing, Part III : 1897-1903 », Cahiers victoriens et édouardiens, no 79,‎ printemps 2014 (lire en ligne, consulté le 3 mai 2017).
- (en) John D. Gordon, George Gissing, 1857-1903 : An Exhibition from the Berg Collection, New York, The New York Public Library, 1954.
- (en) Graham Law, « A Vile Way of Publishing: Gissing and Serials », Victorian Review, vol. 33, no 1,‎ 2007, p. 82–83 (JSTOR 27793626).
- (en) Paul Delany, George Gissing : A Life, Londres, Weidenfeld & Nicolson, 2008, 472 p. (ISBN 0-2978-5212-4).
- (en) Pierre Coustillas, George Gissing : The Critical Heritage, Psychology Press, 5 mars 1996, 49 sq. (ISBN 978-0-4151-3468-2, lire en ligne) .
- (en) Christine Huguet, George Gissing, the Working Woman, and Urban Culture [« La Femme au travail et la culture urbaine »], Ashgate Publishing, Ltd., 2006, 193 p. (ISBN 978-0-7546-3717-2, lire en ligne)
- (en) Emma Liggings, Gissing, George, and Urban Culture, Aldershot, Ashgate Publishing Limited, 2006, 189 p. (ISBN 0-7546-3717-4, lire en ligne).
- (en) James Haycock, The Woman Question and George Gissing [« La Question des femmes et George Gissing »], Bloomington, Indiana, Authorhouse, 2015, 378 p. (ISBN 978-1-4969-7197-5, lire en ligne).
- (en) Christine Huguet (éditeur scientifique) et Simon J. James (éditeur scientifique), George Gissing and the Woman Question : Convention and Dissent, Londres, Routledge, 2013, 232 p., 15.6 x 1.4 x 23.4 cm (ISBN 978-1-4094-6658-1)
- (en) David Grylls, The Paradox of Gissing [« Le Paradoxe de Gissing »], Londres, Routledge, coll. « Routledge Library Editions: The Nineteenth-Century Novel », 2013, 242 p. (ISBN 978-1-3172-3280-3, lire en ligne).
- (en) Thomas Seecombe, The Work Of George Gissing, an introductory survey, Adelaide, University of Adelaide, 2015 (lire en ligne).

### Citations originales de l'auteur
1. ↑  « An unmarried woman living outwardly with a single man is worthy of more respect than one who is married. ».
2. ↑  « On my way home at night an anguish of suffering in the thought that I can never hope to have an intellectual companion at home. Condemned for ever to associate with inferiors - and so crassly unintelligent. Never a word exchanged on anything but the paltry everyday life of the household. Never a word to me, from anyone, of understanding, sympathy or of encouragement. ».
3. ↑  « Sir, all the arguments which are brought to represent poverty as no evil, show it to be evidently a great evil. You never find people labouring to convince you that you may live very happily upon a plentiful fortume. »
4. ↑  « The only thing known to us of absolute value is artistic perfection. The ravings of fanaticism — justifiable or not — pass away; but the works of the artist, work on what material he will, remain, sources of health to the world ».
5. ↑  « I am by degree getting my right place in the world. Philosophy has done all it can for me and now scarcely interests me any more […] In the midst of the most serious complications of life, I find myself suddenly possessed with a great calm, withdrawn as it were from the immediate interests of the moment, and able to regard everything as a picture ».
6. ↑  « Thackeray and Dickens [écrit-il] wrote at enormous length, and with profusion of detail. Far more artistic, I think, is the later method, of merely suggesting, of dealing with episodes, instead of writing biographies. The old novelist is omniscient; I think it is better to tell a story precisely as one does in real life, hinting, surmising, telling in detail what can be told and no more ».
7. ↑  « As soon as a writer sits down to construct narrative, to construct à character, or adapt those he knows to changed circumstances, […] he enters a world distinct from the actual, he obeys certain laws, certain conventions, without which the art of fiction could not exist. ».
8. ↑  « I shall never try to suppress my own spirit. ».
9. ↑  « I am a fool about women. I don't know what it is, certainly not a sensual or passionate nature… there's that need in me - the incessant hunger for a woman's sympathy and affection… Day after day we grew more familiar…. I didn't persuade myself that I cared for Emma, even then. Her vulgarisms of speech and feeling jarred upon me. But she was feminine; she spoke and looked gently, with sympathy. I enjoyed that evening - and you must hear in mind what I have told you before, that I stand in awe of refined women. Perhaps I have come to regard myself as doomed to live on a lower level. I find it impossible to imagine myself offering marriage - making love - to a girl such as those I meet in the big houses. ».
10. ↑  « An enemy of the Victorian myth of the inferiority of women, he believed firmly that women were the intellectual and spiritual equals of men ».
11. ↑  « the only important novelist of the period whose approach to emancipation looks rather more like reasoned animosity towards the movement ».
12. ↑  « Can you suggest some way for me to earn my living? ».
13. ↑  « I must do something. This life of loneliness and idleness is unbearable ».
14. ↑  « no work to do, and plenty of money ».
15. ↑  « My demand for female 'equality' simply means that I am convinced there will be no social peace until women are intellectually trained very much as men are ».
16. ↑  « the time had come when he could not do without a wife ».
17. ↑  « Feel like a mad man somertimes. I know that I shall never do any more good work till I am married ».
18. ↑  « wished I had time to do so ».
19. ↑  « A street gas-lamp prevented the room from becoming absolutely dark. When he had closed the envelope he lay down on his bed again, and watched the flickering yellowness upon the ceiling ».
20. ↑  « As the Milvains sat down to breakfast the clock of Wattleborough Parish church struck eight : it was two miles away. ».
21. ↑  « [the] work of a very young man, who dealt in a romantic spirit with the gloomier facts of life ».
22. ↑  « The old novelist is omniscient; I think it is better to tell a story precisely as one does in real life, — hinting, surmising, telling in detail what can so be told, and no more […] ».
23. ↑  « contain the very spirit of London working-class life ».
24. ↑  « Thyrza herself is one of the most beautiful dreams I ever had or shall have. I value the book really more than anything I have yet done. ».
25. ↑  « profound […] knowledge of the London poor [and his] courageous presentation of truth. ».
26. ↑  « True, I am your superior in force of mind and force of body. Don't you like to hear that? Doesn't it do you good -- when you think of the maudlin humbug generally talked by men to women? We can't afford to disguise that truth. All the same, we are friends, because each has the other's interest at heart, and each would be ashamed to doubt the other's loyalty. ».
27. ↑  « a highly educated young woman ».
28. ↑  « live, not merely vegetate ».
29. ↑  « Under the guise of fiction, this book deals with the most solemn questions of life, and in no light spirit. I have not felt a disagreeable contrast between this work and the sad realities which have fallen upon us. For it has never been my habit to write flippantly, idly. I have never written only to gain money, to please the foolish. And my reward is that -- however poor what I have done -- I do not feel it ignoble. ».

### Citations originales des commentateurs
1. ↑  « The story of his life makes vivid but painful reading ».
2. ↑  « his quest for the absolute, his idealism, his poor knowledge of the harshest realities of existence ».
3. ↑  « commensurate with his despair. ».
4. ↑  « no longer the glorious, indefatigable, impracticable youth of the London flat, but a damaged and ailing man, full of ill-advised precautions against the imaginary illnesses that were his interpretations of a general malaise. ».
5. ↑  « his work as a whole constitutes an original testimony on English society in his time. ».
6. ↑  « there is as much difference between a lettered man and an unlettered man as between the living and the dead. »
7. ↑  « he has not been popular because he did not brighten his philosophy with present compensations and future hopes, and because he did not have the gift of alleviating pain with laughter ».
8. ↑  « one of the most original, daring and conscientious workers in fiction ».
9. ↑  « [the] soundest of the Dickens critics, a man of genius ».
10. ↑  « perhaps the best novelist England has produced ».
11. ↑  « the tribe of literary hacks ».
12. ↑  « much inhabited by writers of small histories, dictionaries and temporary poems. ».
13. ↑  « Your book was considered immoral. Two ladies from the country wrote to me objecting to that scene where the girl sat to the artist as a model for Venus. After that I naturally refused to circulate your book, unIess any customer said he wanted particularly to read Mr. Moore's novel. ».
14. ↑  « a epoch of real pessimism ».
15. ↑  « There are no fields of amaranth on this side of the grave: there are no voices, O Rhodopè! that are not soon mute, however tuneful: there is no name, with whatever emphasis of passionate love repeated, of which the echo is not faint at last. ».
16. ↑  « I hate and fear 'science' because of my conviction that, for long if not for ever, it will be the remorseless enemy of mankind. I see it destroying all simplicity and gentleness of life, all the beauty of the world ; I see it restoring barbarism under a mask of civilisation ; I see it darkening men's minds, and hardening their hearts; I see it bringing a time of vast conflicts which will whelm all the laborious advances of mankind in blood-drenched chaos. »,[159].
17. ↑  « coloured by doubt and gloom ».
18. ↑  « Love flings itself upon persons who, apart from sexual relations, would be hateful, contemptible, and even abhorrent to the lover. But so much more powerful is the will of the species than that of the individual, that the lover shuts his eyes to all those qualities which are repellent to him, ignores all, and binds himself by that illusion, which vanishes as soon as the will of the species is satisfied, and leaves behind a detested companion for life […] Only from this account can it be explained that we often see very reasonable and excellent men bound to termagants and she-devils, and cannot conceive how they would have made such a choice. ».
19. ↑  « a realist controlled by an ideal ».
20. ↑  « realism is a corruption of reality. »;
21. ↑  « In England the artist is either afraid to tell the whole truth, or else he is intellectually incapable of revealing the complicated mechanism of the human heart. ».
22. ↑  « Our indigenous novel […] has reduced to respectable inanity ».
23. ↑  « Mr Gissing is one of the few persons who can handle pitch without being defiled by it. While he runs Zola close as a realist, his thoughts and language are as pure as those of Miss Yonge herself. ».
24. ↑  « My characters must speak as they would actually, and I cannot be responsible for what they say. »
25. ↑  « I have done my best to make the story as realistic as possible. The ending is as unromantic as could be; and several threads are left to hang loose; for even so it is in real life; you cannot gather up and round off each person's story. »
26. ↑  « generally speaking, Gissing's novels are about women and money, or, to be more specific, about the vast difference between Gissing's idea of a good woman, and about his experience of ordinary women, and about his own lack of money and the frustration of personal development and of pleasure that is involved ».
27. ↑  « [Version King James Bible] Yea, though I walk through the valley of the shadow of death, / I will fear no evil: for thou art with me; / thy rod and thy staff they comfort me. ».
28. ↑  « [Characters] tend to refer everything back to the printed word, they tend with equal insistance to refer all human actions back to the concept of money ».
29. ↑  « a suave and seductive workmanship had become a second nature to him, and there was always a flavour of scholarly, subacid and quasi-ironical modernity about his style. There is little doubt that his quality as a stylist was better adapted to the studies of modern London life, on its seamier side, which he had observed at first hand, than to stories of the conventional dramatic structure. ».
30. ↑  « In Mr Gissing's work our generation may see itself photographed. The book is startingly modern, […] its style, dry, business-like, quite unimaginative, is modern, and so is its dialogue, […] piecemeal talk, tending to the monosyllabic, fragmentary, with unfinished sentences ».
31. ↑  « [the] principal characters are earnest young people striving for improvement in, as it were, the dawn of a new phase of our civilization ».
32. ↑  « [the]self-torture that goes by the name of respectability ».
33. ↑  « possessed of just that subtle power of arresting the attention and arousing the sympathies of the reader ».